# Mazzarino (Italia)
Mazzarino (Mazzarinu in siciliano) è un comune italiano di 10 638 abitanti del libero consorzio comunale di Caltanissetta in Sicilia.

## Geografia fisica

### Territorio
Mazzarino sorge su un altipiano della Sicilia centro-meridionale, alle pendici dei monti Erei, nell'entroterra dell'area sud-orientale della provincia nissena che si affaccia sulla piana di Gela. Il territorio è prevalentemente collinare, ed ha una superficie boschiva di circa 7.100 ettari, una zona seminativa di circa 10.896 ettari di cui 6.260 ettari a grano duro.
Amministrativamente confina a nord con i comuni di Barrafranca e Piazza Armerina (del Libero consorzio comunale di Enna), ad est con San Cono, San Michele di Ganzaria e Caltagirone (della Città metropolitana di Catania), a sud-est con Niscemi, a sud con Gela, a sud-ovest con Butera e ad ovest con Riesi. Appartengono, inoltre, al territorio comunale di Mazzarino due exclavi: l'ex feudo Brigadieci, ad ovest, confinante con Butera, Riesi e l'agrigentino e l'ex feudo di Gallitano a nord-ovest, confinante con Caltanissetta, Riesi e l'ennese.

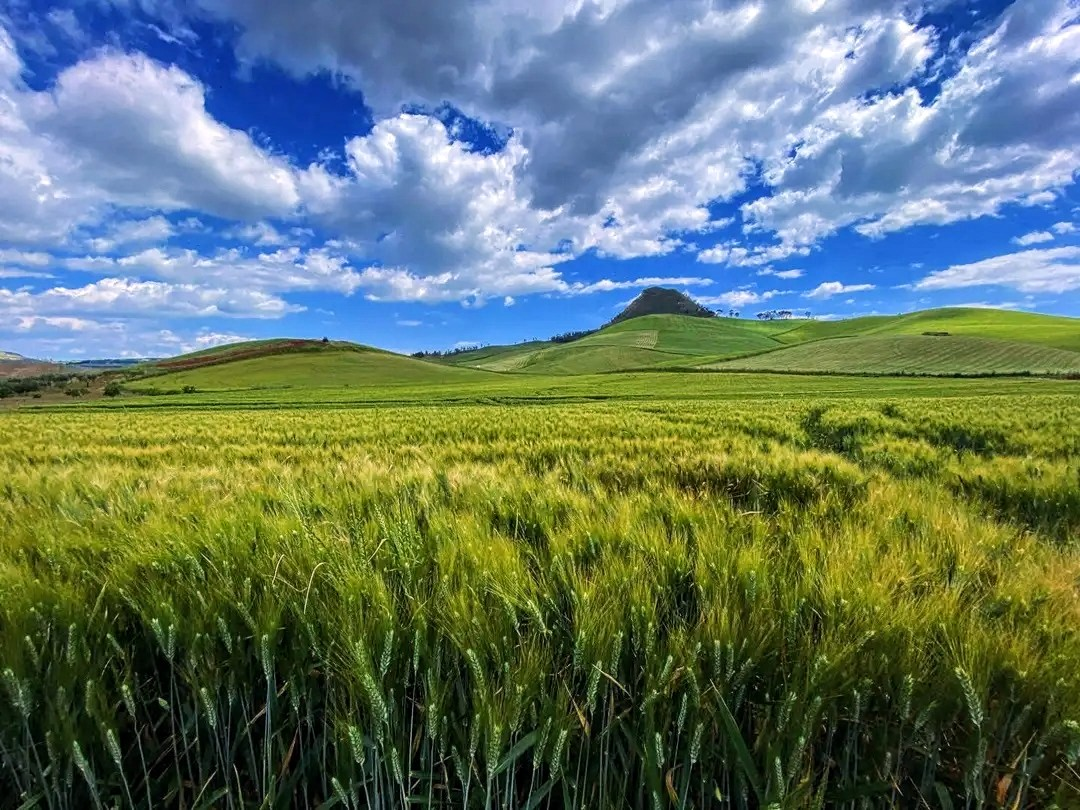
Campi di grano duro nel territorio di Mazzarino

Per l'estensione della superficie territoriale, pari a 295,59 km², è il decimo tra i comuni della Sicilia e quarantaduesimo sul territorio nazionale.
Buona parte del territorio del Comune di Mazzarino è sottoposto a vincolo idrogeologico, ai sensi della legge nº3267 del 30/12/1923. La superficie complessiva vincolata risulta di Ha 12.020, pari al 41.87% della superficie agraria e forestale. Nel territorio si riscontra anche il vincolo archeologico derivante dalla legge n.1089 del 01/06/1939.
- Altitudine centro urbano: 553 m s.l.m.;
- Altitudine massima territorio: 674 m s.l.m.

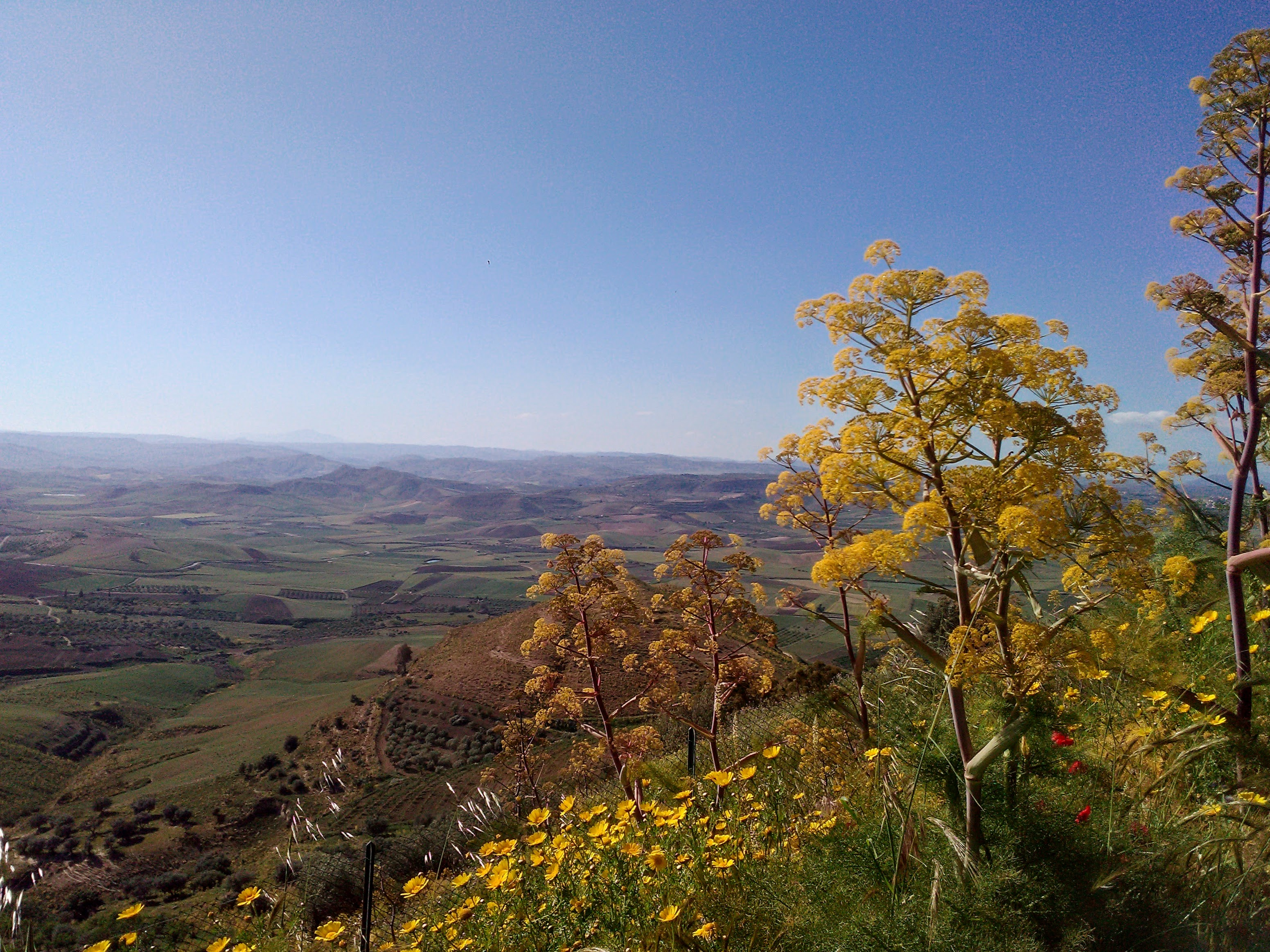
Valle del Braemi

#### Geologia
Il territorio di Mazzarino geologicamente è parte integrante di un ampio bacino attivamente subsidente durante il Neogene ed il Pleistocene inferiore che comprendente tutta la Sicilia centro-meridionale, noto come “Bacino di Caltanissetta” o “Bacino della Sicilia centro-meridionale”. Strutturalmente tale bacino rappresenta l’avanfossa  che separa l’avampaese ibleo rispetto alla catena appenninica, costituita da argille scagliose variegate alloctone e da argille brune con blocchi di quarzareniti, parautoctone. La successione neoautoctona inizia con una formazione marnosa; seguono il tripoli e le evaporiti messiniane con i giacimenti solfiferi ed i depositi di salgemma e sali potassici. I sovrastanti depositi pliocenici sono rappresentati da marne calcaree a globigerine (Trubi) passanti verso l’alto a marne grigio-azzurre e quindi ad argille sabbiose, sabbie ed arenarie comprendenti tutti i livelli più alti del Pliocene fino al Pleistocene inferiore. Quest’ultima successione è interrotta da lacune di sedimentazione e da discordanze, oltreché essere intensamente piegata. Lo spessore complessivo della falda alloctona e dei sovrastanti depositi post-orogeni raggiunge, al centro del Bacino di Caltanissetta, alcune migliaia di metri.
Il settore centro-meridionale della Sicilia è costituito da quattro gruppi di terreni, dei quali tre di essi rappresentano dei complessi tettonici, mentre l'ultimo è costituito da successioni di piggy-back depositatesi sul dorso dei tre complessi tettonici.
I tre complessi tettonici rappresentano, dal basso verso l'alto:
1. la prosecuzione occidentale dell'avampaese ibleo, in parte deformato, costituito da successioni prevalentemente carbonatiche di età mesozoico-pliocenica, che in quest'area si inflette al di sotto della catena siciliana;
2. un gruppo di unità tettoniche derivanti dalla deformazione del dominio sicano, organizzate tettonicamente secondo prevalenti geometrie di duplex;
3. un gruppo di unità tettoniche, largamente affioranti nell'area in studio, costituite da successioni prevalentemente argillose, conglomeratiche ed arenacee, che sono indicate con il termine di "Falda di Gela".[7]

Le unità tettoniche che compongono Falda sono generalmente costituite da:
1. successioni di tipo flysch (Flysch Numidico) di età Oligocene superiore -Miocene;
2. successioni prevalentemente argillose (unità Sicilidi) di età Cretaceo-Paleogene;
3. successioni conglomeratiche-arenaceo-argillose (Formazione Terravecchia) di età Tortoniano;
4. successioni evaporitiche messiniane;
5. successioni carbonatico-marnose pelagiche (“Trubi”) di età Pliocene inferiore.

I terreni dei tre complessi tettonici sono ricoperti in discordanza dalle successioni argilloso-sabbioso-calcarenitiche plio-pleistoceniche.

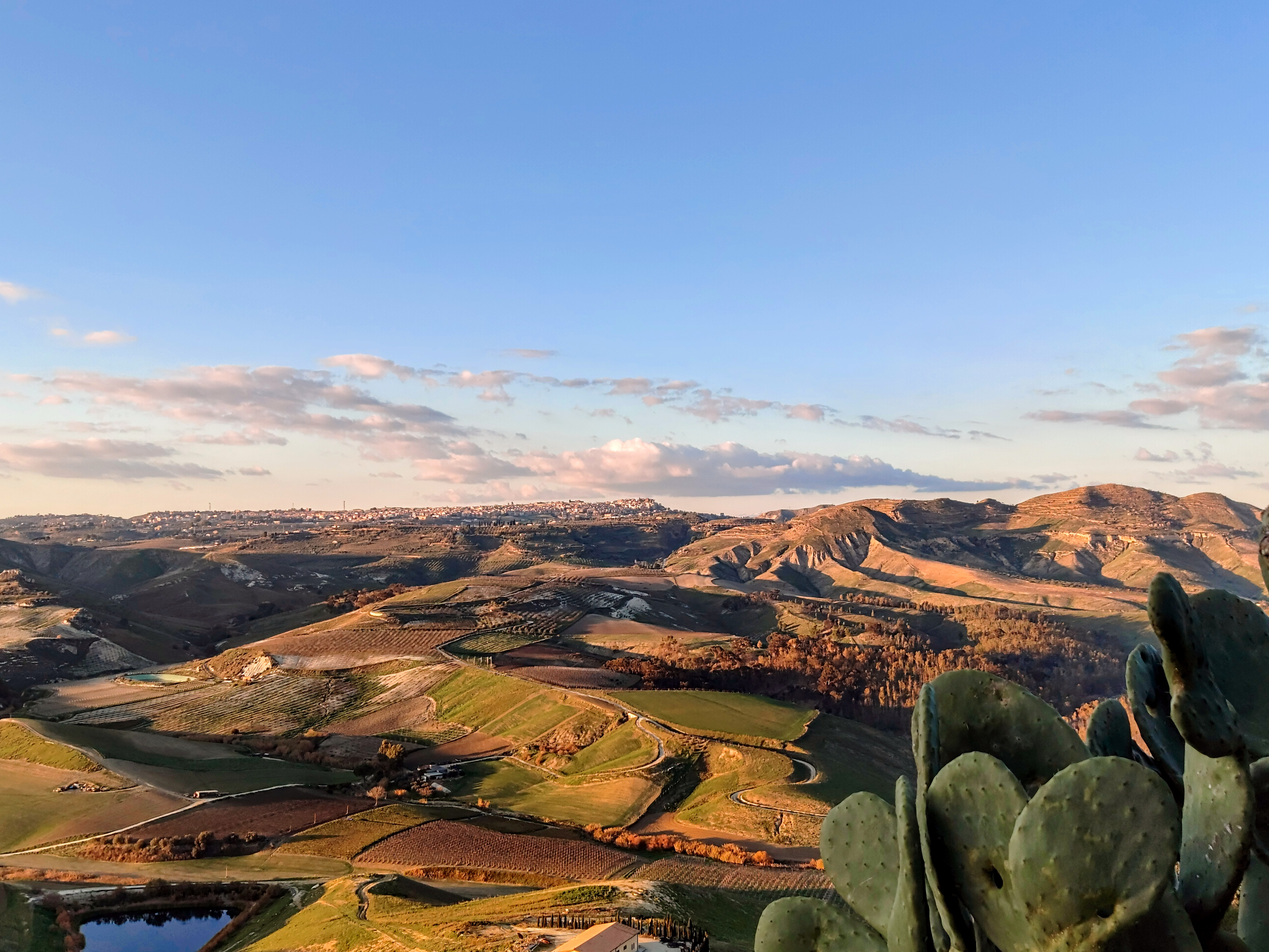
Territorio di Mazzarino - veduta

#### Sismicità
Il territorio del Comune di Mazzarino è classificato sismico di classe 3 (ag,475=0,05÷0,15g, pericolosità sismica bassa), per il quale, secondo la vigente legislazione, sono previste le verifiche sismiche delle strutture agli stati limite.

##### Sismicità storica
Storicamente sono stati i terremoti di maggiore intensità, registrati nelle zone sismogenetiche della Sicilia Sud-orientale, a far risentire i propri effetti, seppure in modo limitato, anche nel territorio comunale di Mazzarino. In particolare il sisma del 11 gennaio 1693 (terremoto del Val di Noto)  è quello che è stato risentito maggiormente; geologicamente, in quest'area, si realizza una sovrapposizione delle compressioni neogeniche della “Falda di Gela” sulla coeva tettonica distensiva che porta allo sprofondamento progressivo dell’Avampaese Ibleo nella “Fossa di Caltanissetta” caratterizzata da un minimo gravimetrico molto accentuato, contrapposto alla zona ad alta densità dell’Altopiano Ibleo. La presenza di terreni clastici relativamente recenti costituiti da argille, sabbie, limi (Falda di Gela), con uno spessore variabile tra 1000 e 2000 m. , caratterizzati da bassa trasmissività sismica, fungerebbero da "ammortizzatore sismico", con rapido assorbimento dell’energia liberatasi dal sisma. Pertanto, la trasmissività sismica dalla zona epicentrale dell’avampaese ibleo in direzione Ovest – Nord-Ovest (territorio di Mazzarino) incontrando l’anzidetta coltre sedimentaria a bassa trasmissività, subirebbe una drastica riduzione energetica, con conseguente attenuazione degli effetti sismici.

#### Orografia

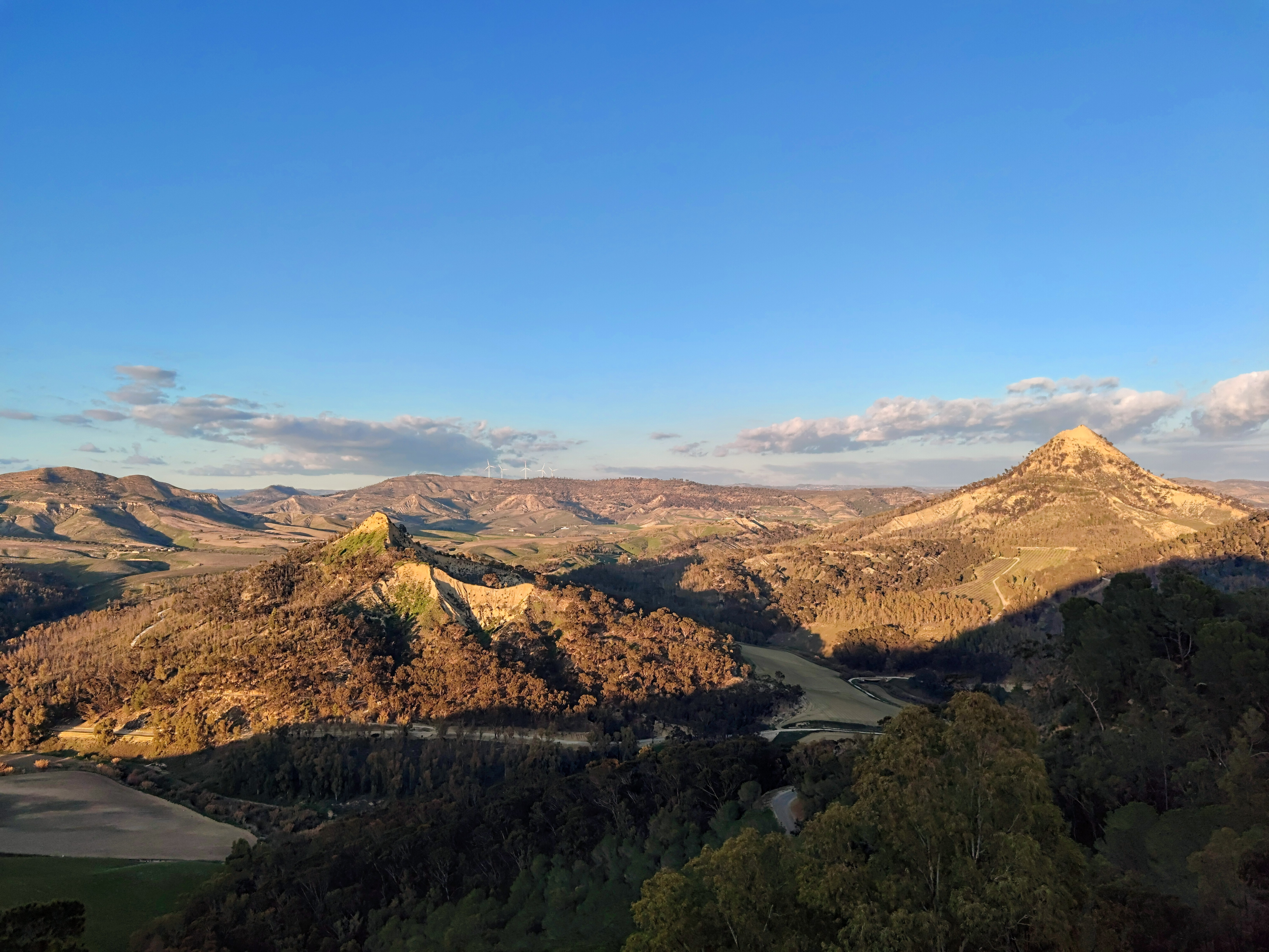
orografia

Dal punto di vista orografico, il territorio di Mazzarino, per la quasi totalità è di tipo medio-collinare.
Rispetto al centro abitato si susseguono i seguenti rilievi montuosi, in direzione nord-est: Monte Cardai (486 m) monte Schinoso (607 m), Monte Alzacuda (652 m), Alzacudella (m.620),  monte San Nicola (403 m), monte Floresta (529 m), monte Salveria (610 m), poggio Pecoraro (415 m), monte Pirri (628 m); verso est: Poggio San Giovanni (560 m), Monte Formaggio (639 m), monte Castellazzo (412 m), monte della Solfara (523 m), monte Bubbonia (595 m), monte Porcheria (559 m), monte Garrasia (311 m), Monte Giase (373 m); verso sud-est i monti: Manca del Toro-Canalotto (524 m), Verdecanne (498 m), Poggio Mistra (550 m), Poggio Balocco (505 m), monte Cutrubello (434 m), monte Lavanca Nera (495 m), monte Ficari (595 m), monte Gibliscemi (513 m), monte dei Canalotti (310 m), poggio Pisano (429 m), verso Sud ovest i monti: Gibli (604 m), Poggio Favara (510 m), Contrasto (468 m), Castelluzzo (514 m).

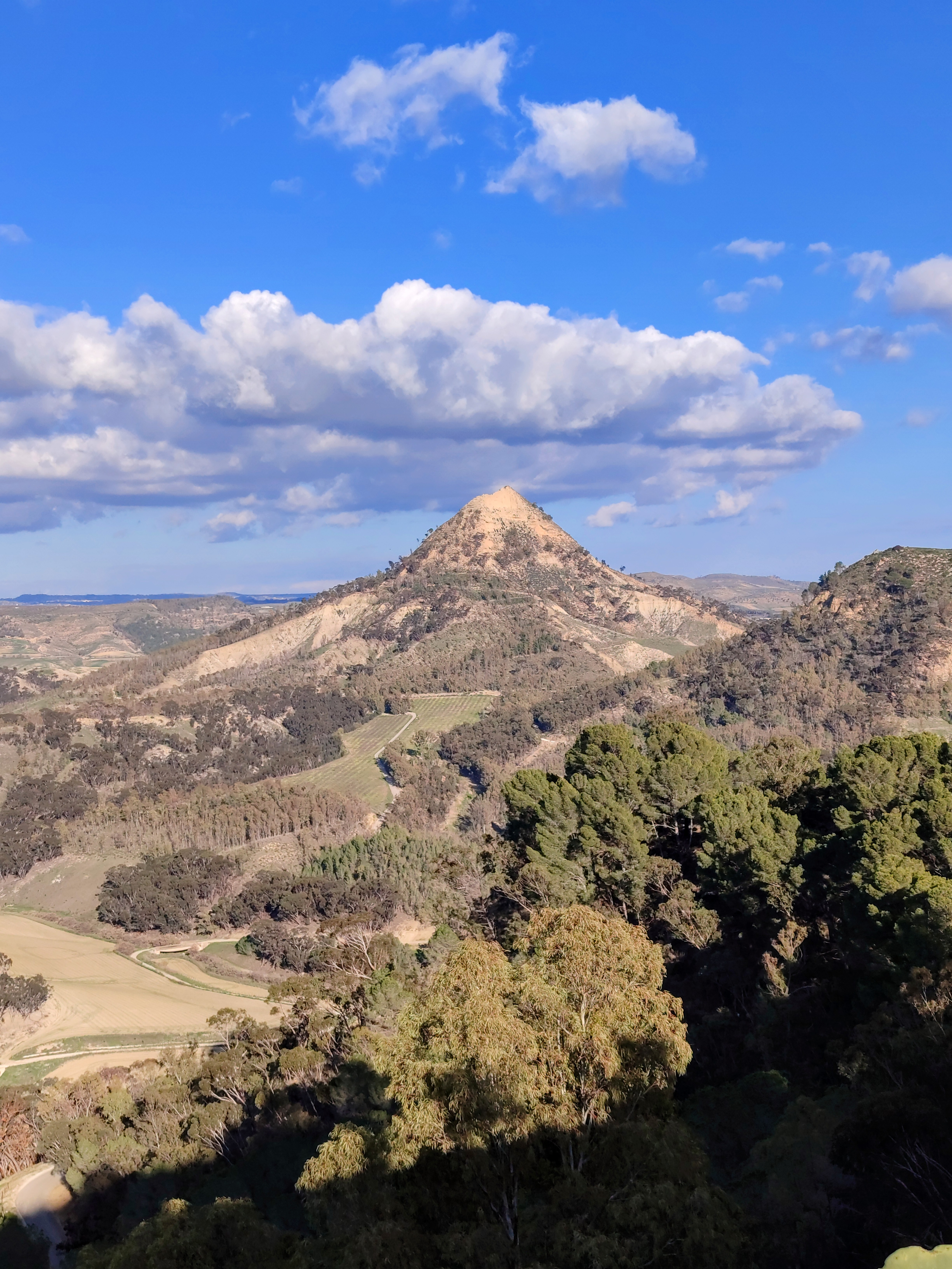
Monte Formaggio 636 m.

#### Idrografia
Il territorio comunale di Mazzarino rientra nel Bacino idrografico del Fiume Imera meridionale, nel Bacino idrografico del Torrente Rizzuto, Bacino idrografico del Torrente Comunelli e, nel Bacino idrografico del Fiume Gela e Acate.
Il territorio di Mazzarino è attraversato da due corsi d'acqua a prevalente carattere torrentizio: il fiume Braemi a nord (che segna confine con i territori di Piazza Armerina e Barrafranca) e il fiume Gela, che attraversa il territorio da nord-est a sud. Quest'ultimo sorge a Piazza Armerina (in contrada Bellia), proseguendo il percorso nel territorio comunale di Mazzarino, in Contrada Minolto, nella porzione centrale del suo bacino, prende il nome di Torrente Porcheria e poi di Torrente dei Cassari fino alla confluenza con il Torrente Paparella, uno dei suoi affluenti in destra idraulica, dalla quale continua il suo corso come Fiume Porcheria.
Dopo lo sbarramento determinato dalla Diga Disueri prosegue come Fiume Disueri e assume la denominazione definitiva di Fiume Gela alla confluenza con il Lavinaro Tredenari. Nella porzione centrale del bacino sorgono la Diga Disueri, sita in territorio comunale di Mazzarino, e la Diga Cimia che sbarra le acque del Torrente Cimia, nel sottobacino del Fiume Maroglio, il principale affluente del Fiume Gela.

Il Gela, lungo il suo percorso in territorio mazzarinese muta più volte il proprio nome in: torrente Nociara, nei pressi di Alzacuda; fiume Porcaria, nei pressi di Monte Formaggio; in torrente Cassari nei pressi di contrada Santa Croce, in fiume Disueri in contrada Gibliscemi, prima di riversarsi nella diga Disueri,..

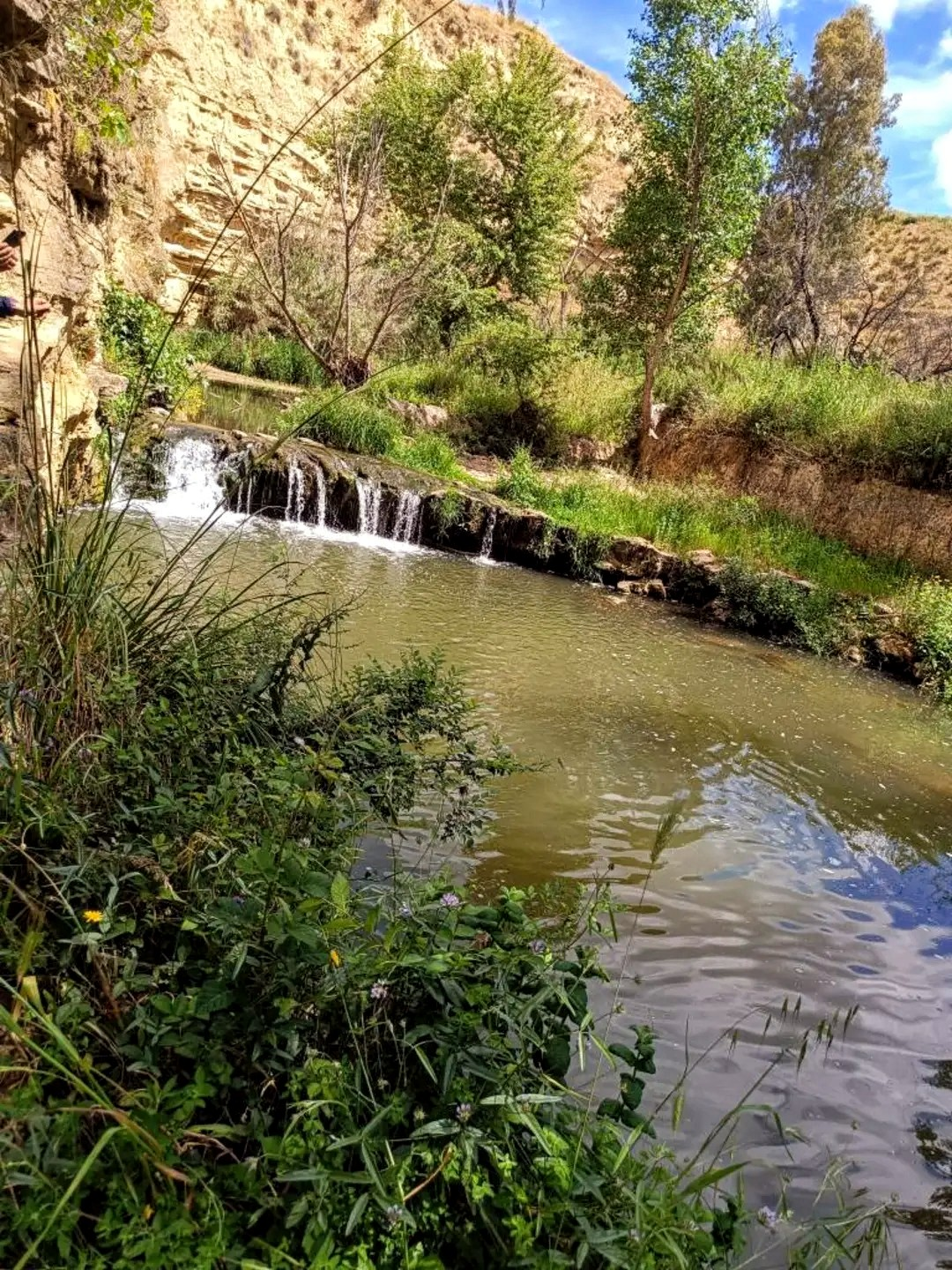
Fiume Nociara

### Clima

#### Temperatura
Il clima è “Mediterraneo”, temperato-caldo, la temperatura in genere è mite, gli inverni sono brevi e tiepidi, mentre le estati sono calde e afose.  In base alla media trentennale di riferimento 1961-1990, la temperatura media del mese più freddo, gennaio, si attesta a +7,2 °C; quella del mese più caldo, luglio, è di +25,3 °C. La temperatura media in luglio ed agosto è di 26° - 28 °C, con punte massime di 40° - 43 °C. L’analisi comparata dei climogrammi di Peguy e dei valori medi di temperatura delle tre stazioni disponibili per la provincia di Caltanissetta, zona interna (Caltanissetta), intermedia (Mazzarino) e costiera (Gela) permette di distinguere le seguenti due aree:
- area collinare interna, rappresentata dalle stazioni di Mazzarino e Caltanissetta, caratterizzate da climogrammi pressoché sovrapponibili, una temperatura media annua di 17 °C ed un’escursione termica media annua di circa 18 °C;
- area della pianura costiera, rappresentata dalla stazione di Gela, caratterizzato da particolari condizioni calde e aride.

Nei mesi più caldi (luglio e agosto) normalmente (50° percentile) nelle stazioni delle aree interne si supera abbondantemente la soglia di 30 °C (Caltanissetta oltre 33 °C, Mazzarino oltre 32 °C).

La classificazione climatica è la seguente: zona D, 1.544 GG.
| MAZZARINO          | Mesi | Mesi | Mesi | Mesi | Mesi | Mesi | Mesi | Mesi | Mesi | Mesi | Mesi | Mesi | Stagioni | Stagioni | Stagioni | Stagioni | Anno |
| MAZZARINO          | Gen  | Feb  | Mar  | Apr  | Mag  | Giu  | Lug  | Ago  | Set  | Ott  | Nov  | Dic  | Inv      | Pri      | Est      | Aut      | Anno |
| ------------------ | ---- | ---- | ---- | ---- | ---- | ---- | ---- | ---- | ---- | ---- | ---- | ---- | -------- | -------- | -------- | -------- | ---- |
| T. max. media (°C) | 10,6 | 12,0 | 14,7 | 17,8 | 23,6 | 29,2 | 32,9 | 31,0 | 26,4 | 21,0 | 15,2 | 11,0 | 11,2     | 18,7     | 31,0     | 20,9     | 20,5 |
| T. min. media (°C) | 3,8  | 3,8  | 5,0  | 7,3  | 11,0 | 15,6 | 17,7 | 17,2 | 14,8 | 11,0 | 7,2  | 3,9  | 3,8      | 7,8      | 16,8     | 11,0     | 9,9  |

#### Precipitazioni
Per quanto riguarda le precipitazioni, nell’ambito della provincia possiamo distinguere le seguenti aggregazioni territoriali, sulla base dei valori medi annui:
- area della pianura costiera (Gela) e delle colline più meridionali,  Butera e Niscemi, che risulta la zona più arida della Sicilia, con un valore di circa 415 mm (contro una media regionale di circa 630 mm);
- area collinare intermedia (Caltanissetta e Mazzarino) in cui la media zonale è di circa 475 mm/anno; Le precipitazioni sono quasi esclusivamente invernali, anche se la quantità di pioggia è piuttosto modesta.

Raramente nevica. Le estati sono asciutte, a causa delle alte temperature, e spesso si verificano periodi anche prolungati di siccità, con grandi disagi per la popolazione. Dall’analisi condotta sul bilancio idrico dei suoli è possibile notare che i valori normali di evapotraspirazione potenziale media annua oscillano dagli 865 mm di Mazzarino fino ai 1002 mm di Gela, con punte eccezionali minime di 789 e massime di 1069. Il primo mese dell’anno in cui si presenta il deficit idrico è normalmente marzo; inoltre, mentre a Caltanissetta e Mazzarino vi sono 7-8 mesi di deficit idrico, a Gela se ne riscontrano mediamente 9-10. Nel centro urbano, per la sua posizione altimetrica soffiano quasi tutti i venti, anche se in inverno e in autunno domina il vento di Tramontana delle Madonie, mentre in primavera e in estate prevalgono i venti di Levante e di Scirocco.

## Origini del nome

### Maktorion

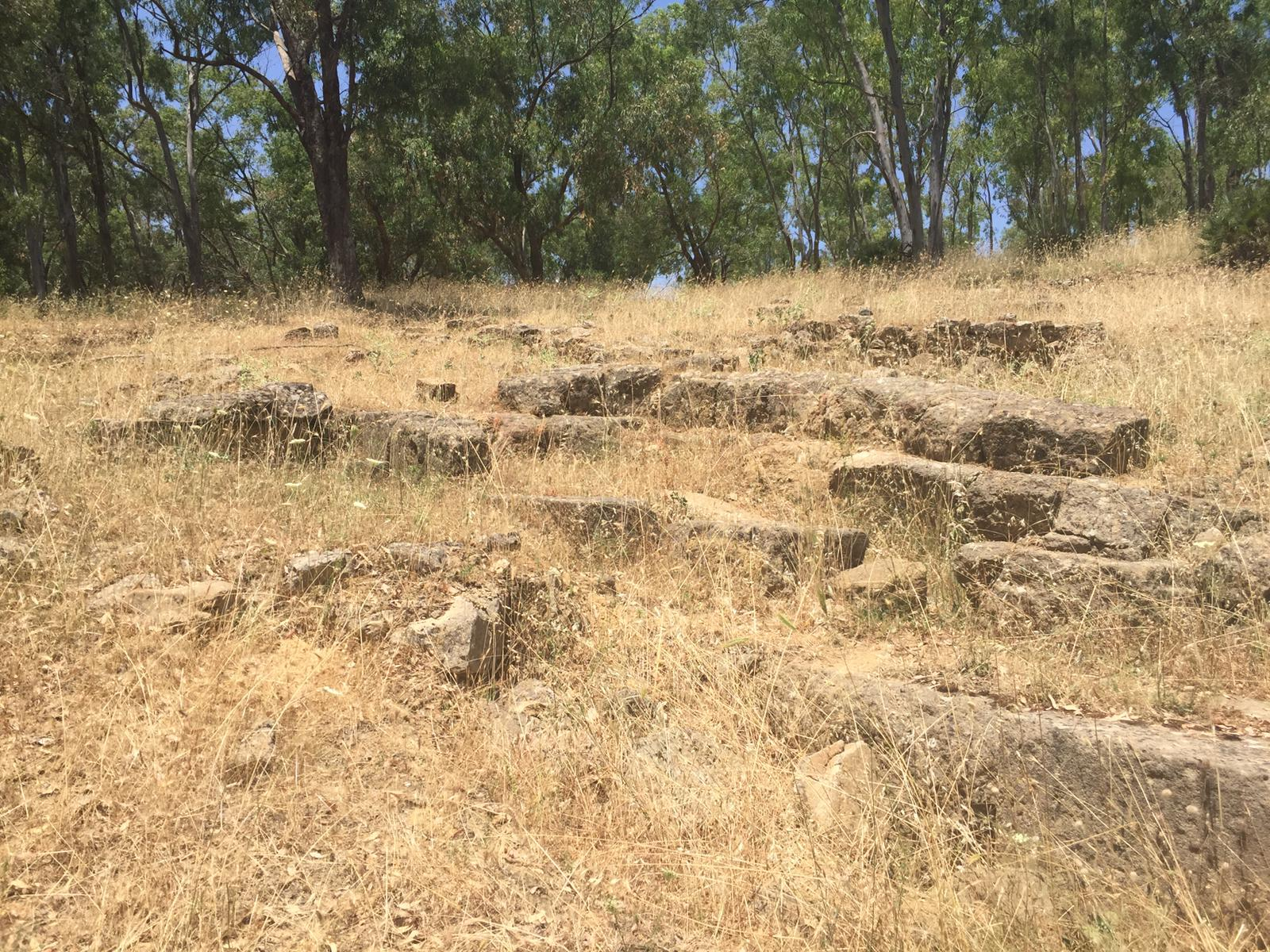
acropoli antica Maktorion

Numerose fonti antiche fanno derivare il nome Mazzarino da Mazaris, deformazione dall'antico toponimo greco Μακτώριον (Maktorion | etn. Maktorínos). Il sito, centro indigeno ellenizzato, è ricordato dalla storia di Gela per avere accolto, sul finire del VI sec. a.C., alcuni cittadini ghelòi che si era ammutinati contro il governo della propria città. In quell'occasione, viene citato il nome di un antenato del tiranno Gelone, un certo Teline, sacerdote di Démetra, a cui viene dato il merito di aver riappacificato gli animi, persuadendo i ribelli a rientrare in città.
L'unica indicazione geografica esistente su Maktorion, è fornita da Erodoto nelle sue "Storie" (VII,153), in cui lo storico afferma che questo centro era situato "sopra Gela" (a nord, NdR), verso l'interno dell'isola. Pertanto, a esso potrebbero appartenere i resti archeologici rinvenuti sul Monte Bubbonia, in territorio di Mazzarino, scoperti dall'archeologo Paolo Orsi intorno ai primi del Novecento. Il luogo, in epoca greca, ebbe una certa importanza strategica per la sua posizione a guardia dei “campi ghelòi”. Le testimonianze archeologiche, costituite principalmente da corredi funerari e utensili, dimostrano che a partire dal VI sec a.C. il centro indigeno siculo subì un processo di ellenizzazione proveniente dalla vicina polis di Gela.
Sin dalla prima campagna scavi, condotta nel 1904 dallo stesso Orsi, fu riportata alla luce la necropoli indigena di età protostorica, nonché l'acropoli interamente circondata da mura, al cui interno di uno degli edifici venuti alla luce sarebbe stato, secondo l'archeologo trentino, l'Anaktoron, ovvero il palazzo dove il signore capo indigeno del luogo aveva la residenza e amministrava il suo potere.
Il nome Maktorion è riportato anche in una epitome dell'opera di Stefano di Bisanzio dal titolo Ethniká, ripreso a sua volta da una storia della Sicilia (Sikeliká) scritta nel IV sec. a.C. dallo storico siracusano Filisto: Maktorion, città della Sicilia, menzionata per prima da Filisto, fu fondata da Mònen (o Mòmno, NdR). Comunque sia, la storia di quest'antica cittadina e la sua effettiva ubicazione rimangono ancora sconosciute: dalle ultime indagini archeologiche, sembrerebbe che intorno al IV secolo a.C. l'acropoli di Monte Bubbonia sia divenuta sede di un avamposto militare dotato di caserma e torre di guardia, rasi al suolo a seguito di una probabile incursione punica.

## Storia
(Vincenzo Consolo, Le pietre di Pantalica, Arnoldo Mondadori Editore, Milano,1988.)

### Epoca medievale

#### La conquista normanna

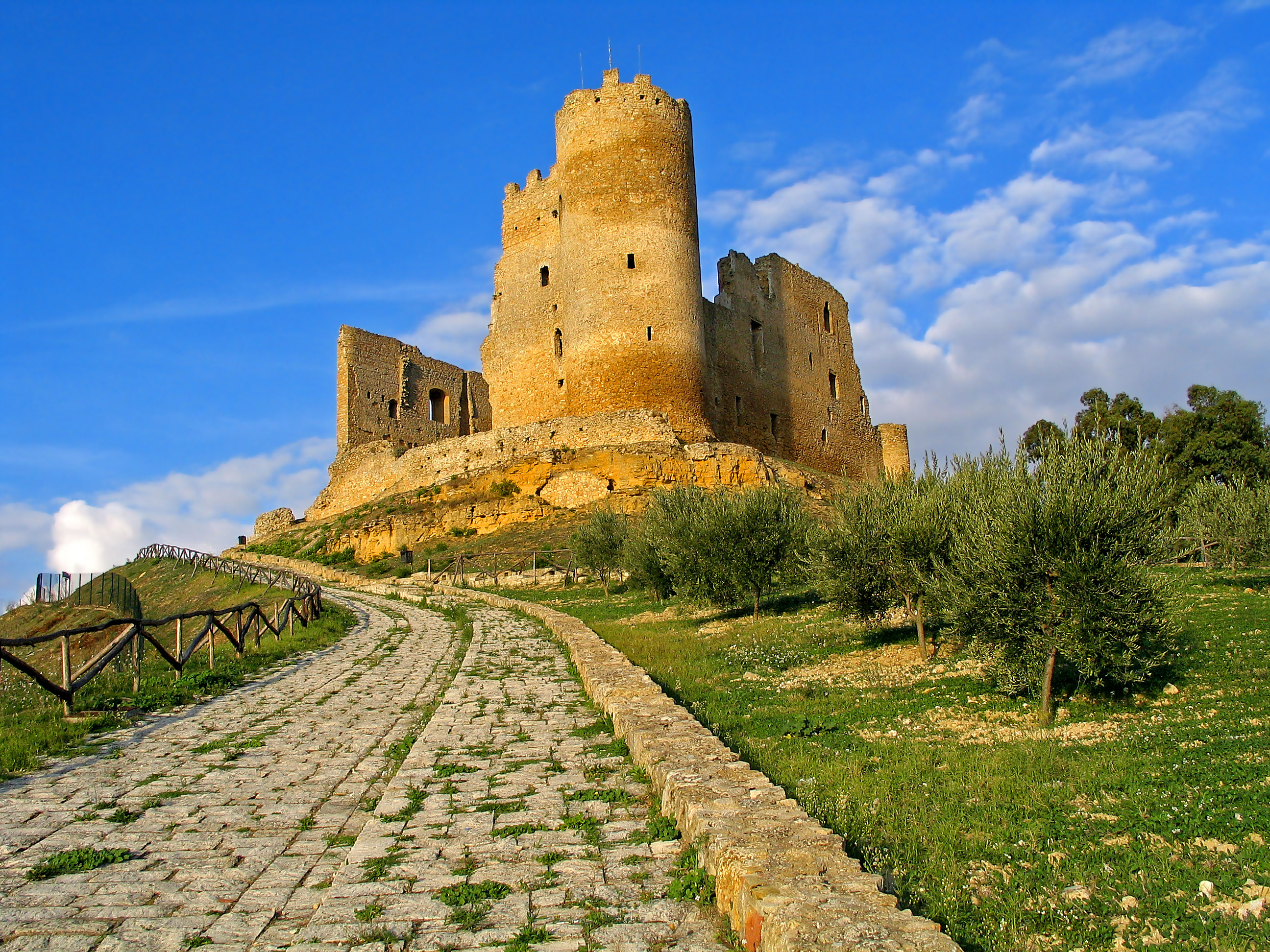
Castello di Mazzarino

Il centro attuale sorse in età medievale, in epoca araba-normanna, nelle adiacenze di un castello edificato tra il X e XIV sec.
Nel 1061 il condottiero normanno Ruggero d'Altavilla diede inizio alla battaglia per la conquista della Sicilia occupata dai musulmani (all'epoca sotto dominio arabo come Emirato di Sicilia). Ruggero, figlio di Tancredi d'Altavilla, con l'aiuto del fratello Roberto, su incoraggiamento del papa Nicola II e dopo avere stretto patti di alleanza con Ibn al-Thumna, signore musulmano di Catania e di Siracusa, e sfruttando, altresì, le lotte fratricide all'interno della compagine musulmana, dopo essere sbarcato nel febbraio del 1061 a Messina diede iniziò alla conquista della Sicilia centrale. Nonostante l'arrivo di rinforzi dall’Ifriqiya, la superiorità militare normanna prevalse su quella araba ormai lacerata delle contese tra i comandanti (qāʾid) musulmani. Nel 1063 nei pressi del fiume Cerami, Ruggero sconfisse un esercito di arabi siciliani e ifriqiyani, e proseguì la conquista verso la Sicilia centro meridionale, fino alla conquista della postazione musulmana di Butera, come riporta lo storico Palmeri:
(Somma della Storia di Sicilia di Nicolò Palmeri, ristampa anastatica della copia originale del 1850,Brancato Editore,1986.)
riporta ulteriormente lo storico Ingala:
(Pietro di Giorgio Ingala, Ricerche e considerazioni storiche sulla città di Mazzarino.1900)
L'esercito di Ruggero, oltre ai Normanni, comprendeva un agguerrito gruppo di fanti e cavalieri Longobardi proveniente dall'Italia meridionale e un piccolo contingente di Lombardi dell'Italia settentrionale. La Sicilia era allora occupata da popolazioni di diverse lingue, aventi leggi, consuetudini e costumi diversi, ma soprattutto religioni diverse. Oltre metà della popolazione era costituita da musulmani, il resto da greci, da cristiani ortodossi e da siciliani. Gli arabi avevano lasciato ai greci e agli indigeni l'uso della loro religione e delle proprie leggi, imponendo soltanto un tributo a coloro che non volevano convertirsi all'Islam. Il conte Ruggero nelle terre conquistate adottò una politica di grande tolleranza cercando in tutti i modi di avvicinare le popolazioni greche ed arabe e si prodigò per realizzare una serena convivenza tra vinti e vincitori in un clima di comprensione e di giustizia. La conquista normanna introdusse in Sicilia l'ordinamento feudale.
La sottomissione dei Saraceni nella zona di Mazzarino al conte Ruggero è, ulteriormente, confermata nell'atto di donazione del conte Manfredi in favore della Chiesa di Santa Maria del Mazzarino ove riporta «...et comproficiant ad salulem et gloriam gloriosi Comitis Rogerii pro avi mei; qui hanc patriam de impiorum Saracinorum manu, ac tirannide potenter eripuit Sanctae Fidei subiugavit etc".
I domini della contea Aleramica si estendevano da Paternò, per Mazzarino e Piazza fino a Butera. Il territorio della contea andava, pertanto, dalle falde del Mongibello (Etna) trasversalmente fin quasi all'odierna Falconara e comprendeva le città fortificate di Aidone, Piazza, Butera e gli altri castelli dei Lombardi che erano appartenuti a Simone di Policastro. La disposizione topografica della contea aveva uno scopo politico ben preciso, venne istituita da re Ruggero per dividere l'elemento greco da quello arabo ed attuare la sua concezione di una pacifica convivenza tra i diversi popoli.
Il re Ruggero I favorì una politica di ripopolamento dell'isola, con genti di origine franco-provenzale, bretone, normanna e con numerosi coloni provenienti dalle regioni settentrionali della penisola, ne sono testimonianza i numerosi dialetti di origine galloitalica presenti nelle zone interne della Sicilia. Questo processo migratorio proseguì per tutto il periodo medievale. In particolare, il matrimonio con l'aleramica Adelasia del Vasto, favorì un copioso afflusso di genti provenienti dall'Italia settentrionale. Da questa politica, risultarono favoriti gli immigrati latini, in particolare i lombardi, provenienti per lo più dai territori della Marca Aleramica, i quali ricevettero come ricompensa diverse concessioni feudali.

#### La contea di Grassuliato
Le fonti indicano un altro sito nel territorio di Mazzarino, dove in epoca normanna sorse la fortezza di Garsiliato, edificata su una rupe scoscesa e impervia. Essa rivestì per alcuni secoli un'importanza strategica, a guardia della vallata per la quale la piana di Gela si diparte verso l'interno con una serie di vallate in direzione di Enna, Catania e Caltagirone. Il nome di Qasr Salîatah, Gàr Salîatah, Garsiliato e Grassuliato appare per la prima volta nel 1091 nella donazione di un Salomon de Simone de Garsiliat, corretto successivamente in Grassuliato.
La fortezza di Grassuliato, come tanti altri centri abitati, sorse dalla disgregazione di un vasto predio romano bizantino, dopo l'occupazione araba e nella successiva ricostruzione normanna delle vaste proprietà feudali, era una terra, il castello dominava non soltanto il borgo attiguo, ma un vastissimo territorio costituito da nove feudi che lo rendevano una terra ambita, di rilevante importanza militare, politica ed amministrativa.  I feudi o marcati che costituivano la contea erano i seguenti: La Foresta, lu Finocchiu, Rijulfu Favara, Giblixemi, Lu Gallitanu, Lu Munti Blancu, Rafforosso Soprano e Sottano. Successivamente sotto l'imperatore Federico II di Svevia, il feudo di Grassuliato visse un periodo di prosperità, grazie alle risorse ricavate del suo vasto e ricco territorio che il geografo arabo Edrisi descriveva come “terra ferace, ubertosi poderi solcati dal fiume del Miele, abbondanti di ogni produzione del suolo…”.
Nella seconda metà del XIII secolo, la “terra” venne elevata a Contea, e del nuovo titolo sì fregiò Ruggero Passaneto, personaggio di spicco durante la guerra del Vespro per avere sollevato nel 1282 gli abitanti contro gli Angioini e iniziatore di una dinastia da cui discesero: Bernardo Raimondo de Bellis, conte di Grassuliato, difensore della nave regia di Federico d'Aragona nella battaglia di Capo d'Orlando (1299), e Blasco di Passaneto, tra i fedelissimi della Corona di Federico IV d'Aragona. Tuttavia col successore di quest'ultimo ebbe inizio la progressiva rovina di Grassuliato, dato in feudo, nel 1393, a Nicolò Branciforte, barone della terra di Mazzarino.
La contea di Grassuliatu venne concessa in feudo con diploma del 4 dicembre 1393, a Nicolò Branciforte, barone della terra di Mazzarino e jure francorum ai suoi eredi e successori.

#### La signoria aleramica nella Sicilia centrale

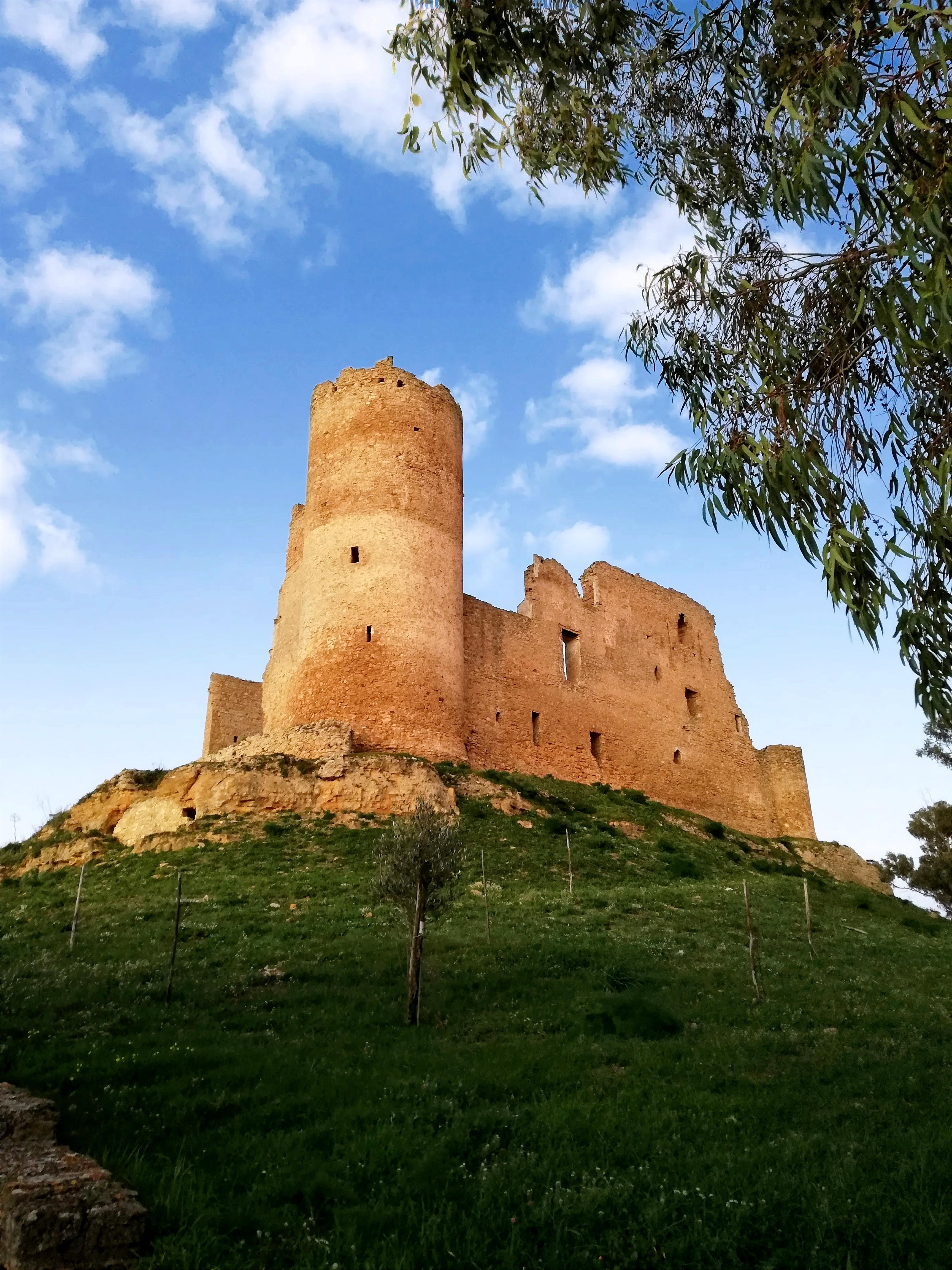
Castello normanno del X-XII sec. attorno al quale si è sviluppato il centro in epoca medievale

Nel 1076, alla morte del condottiero arabo  Ibn al-Thumna,  il governo della Val di Noto passò sotto la guida di  Benavert il quale sì dichiarò immediatamente nemico del conte Ruggero occupando Catania e le terre circostanti. Il conte Ruggero, al fine di fortificare le sue difese, e respingere offensiva musulmana, inviò truppe per prendere e distruggere il castello di Judica e le alture di Aidone, in  mano ai saraceni, posizioni che risultavano chiave per il controllo della piana di Catania.
Dopo la distruzione del castel di Judica avvenuta nel 1076, il conte Ruggero volle premiare i condottieri lombardi per l'aiuto offerto quali fideles homines, con l'elargizione di privilegi feudali.
Il sistema feudale era del tutto nuovo in Sicilia e la società era ancora regolata dal diritto romano per i cristiani e dalle leggi e dai costumi maomettani per i musulmani. Dopo la conquista della Sicilia, il conte Ruggero ricompensò i suoi militari, i cristiani e i musulmani che avevano combattuto per lui, rendendoli liberi nelle loro terre ed esenti da tributo, mentre ai suoi parenti, ai personaggi che si erano distinti in guerra, ai vescovi, abati, monasteri e prelati concesse vasti e ricchi possedimenti, castelli, villaggi, casali, saline, tonnare e financo ragguardevoli città, col solo obbligo di dovere a lui riconoscenza, omaggio e fedeltà.
In poco tempo la Sicilia fu sparsa di feudi e quasi generalizzato il sistema feudale.
Pertanto, nel 1090, sotto il dominio normanno, successivamente al respingimento degli Arabi dalla Sicilia, la città di Mazzarino venne infeudata e concessa in signoria all'aleramico Enrico del Vasto da parte del Gran Conte Ruggero I d'Altavilla.
Enrico Aleramico, figlio del marchese Manfredo del Monferrato, cognato e genero del gran conte Ruggero I di Sicilia, dal momento che ne aveva sposato la figlia Flandina, ed egli aveva dato in moglie la sorella Adelaide, comandava il contingente lombardo e fu determinante nella conquista della munitissima roccaforte araba di Butera, della contea di Paternò e dei vasti territori di Piazza. Terre e castelli che il conte Ruggero gli donò come ricompensa e che andarono a costituire il patrimonio della contea Aleramica.
Enrico del Vasto era, infatti, giunto in Sicilia, insieme a molti suoi conterranei della Marca Aleramica, per aiutare il condottiero normanno Ruggero nelle ultime e decisive fasi della battaglia per la conquista dell'isola; egli col tempo divenne personaggio di spicco presso la corte normanna, per i vasti possedimenti familiari tra Piemonte e Liguria e successivamente in Sicilia.
Gli aleramici al seguito di Enrico costituirono il primo flusso migratorio di lombardi (piemontesi e liguri), che ripopolarono tra l'XI e il XIII secolo alcuni dei centri della Sicilia centrale, tra cui Mazzarino, Aidone, Piazza Armerina e Caltagirone. I normanni, infatti, favorirono una politica d'immigrazione della loro gentes, proveniente dalla Francia e dall'Italia settentrionale, attraverso la concessione di privilegi feudali, con l'obiettivo di rafforzare il "ceppo franco-latino" che in Sicilia era minoranza rispetto a quello greco-bizantino e arabo-saraceno.
Un diploma del 1143, allorquando signore di Mazzarino divenne Manfredo del Vasto, nipote di Enrico, e figlio di Simone, stabilì la concessione alla Diocesi di Siracusa dei proventi e delle rendite derivanti da questo Stato, come ulteriormente confermato da alcune missive del 1157 sottoscritte dal medesimo feudatario.
Nel 1143 l'aleramico Manfredi, divenne pertanto il primo signore di Mazzarino.
I feudatari lombardi, poichè mal tolleravano la presenza araba nei territori limitrofi, sia perché non condivisero alcune scelte fatte dal re, capeggiati da Ruggero Sclavo e da Tancredi d'Altavilla, nel 1160 fecero ribellare le città lombarde di Piazza e Butera contro gli arabi. I Lombardi assalirono i casali arabi distruggendoli totalmente e massacrando l'inerme popolazione musulmana dell'intera Val di Noto; i pochi arabi che riuscirono a scampare al massacro si rifugiarono nelle parti meridionali dell'isola. La notizia di fatti così gravi spinse il re Guglielmo I, nella primavera del 1161 ad assalire, saccheggiare e distruggere la città di Piazza e a cingere d'assedio e a distruggere la città di Butera. Ruggero Sciavo, Tancredi d'Altavilla e gli altri irriducibili lombardi, poiché si arresero, ottennero salva la vita per ordine del re dovettero abbandonare per sempre la Sicilia i loro beni vennero confiscati e da allor in poi non si ha più notizia della famigli Aleramica.

### Epoca aragonese

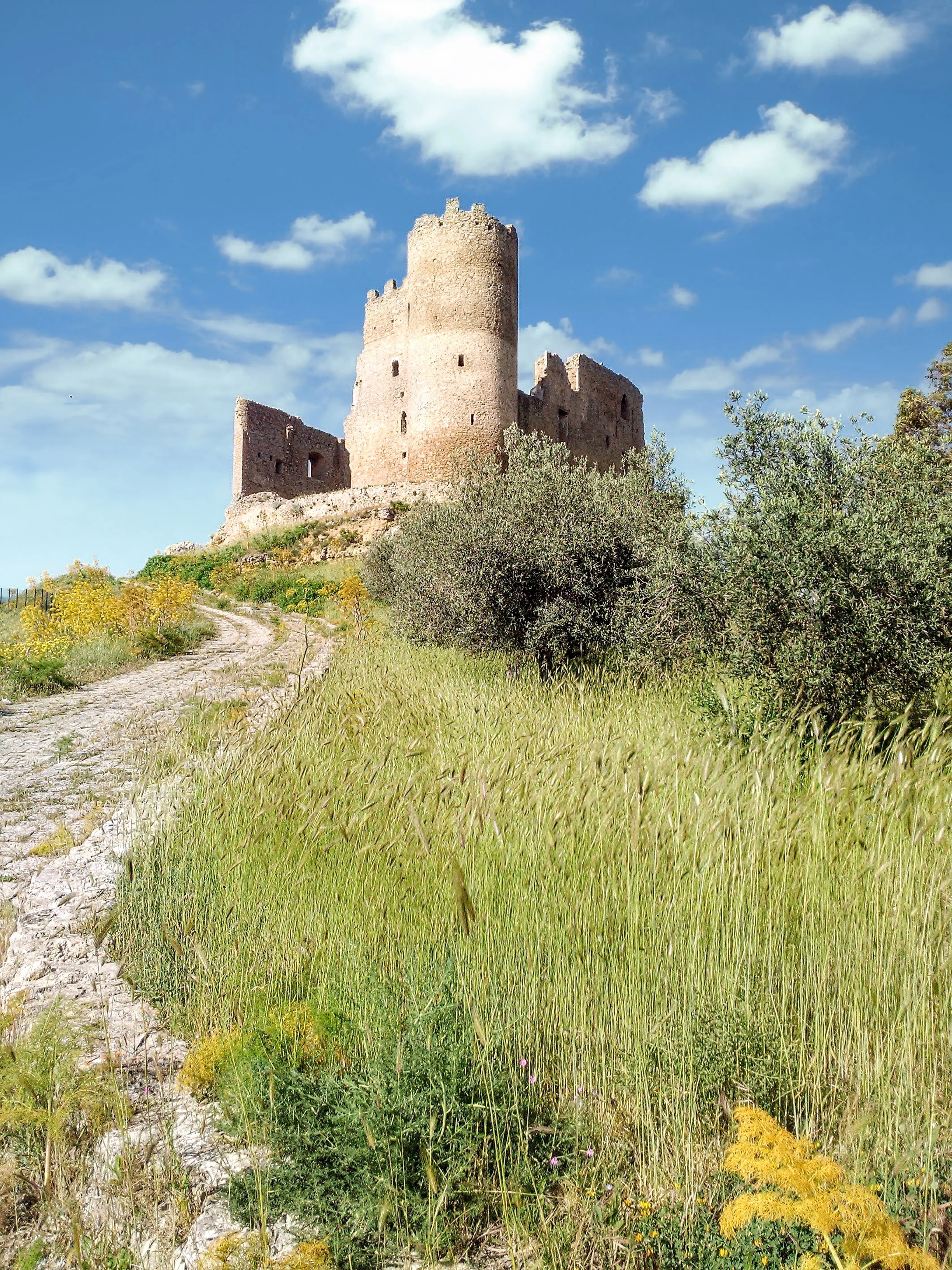
Fortezza dei Branciforte

Secondo altre fonti, i discendenti aleramici di Manfredi del Vasto col tempo patrionimizzarono il nome con quello del loro feudo. La famiglia conservò il possesso della baronia di Mazzarino fino al 1286, allorquando re aragonese Giacomo I di Sicilia la confiscò al barone Giovanni da Mazzarino, poiché accusato di aver cospirato assieme ad Alaimo da Lentini ed allo zio Adenolfo di Mineo contro la Corona d'Aragona, quando al trono del regno di Sicilia sedeva Pietro il Grande. Il barone Giovanni, insieme agli altri due imputati di tradimento, venne condannato a morte nel 1287 e gettato in mare.
Con privilegio dato il 31 luglio 1288 il sovrano aragonese concesse la signoria di Mazzarino al nobile messinese Vitale di Villanova.
Nel 1324 il nobile piacentino Raffaele Branciforte sposa Graziana, figlia di Calcerando di Villanova, signore di Mazzarino.

#### La signoria dei Branciforte

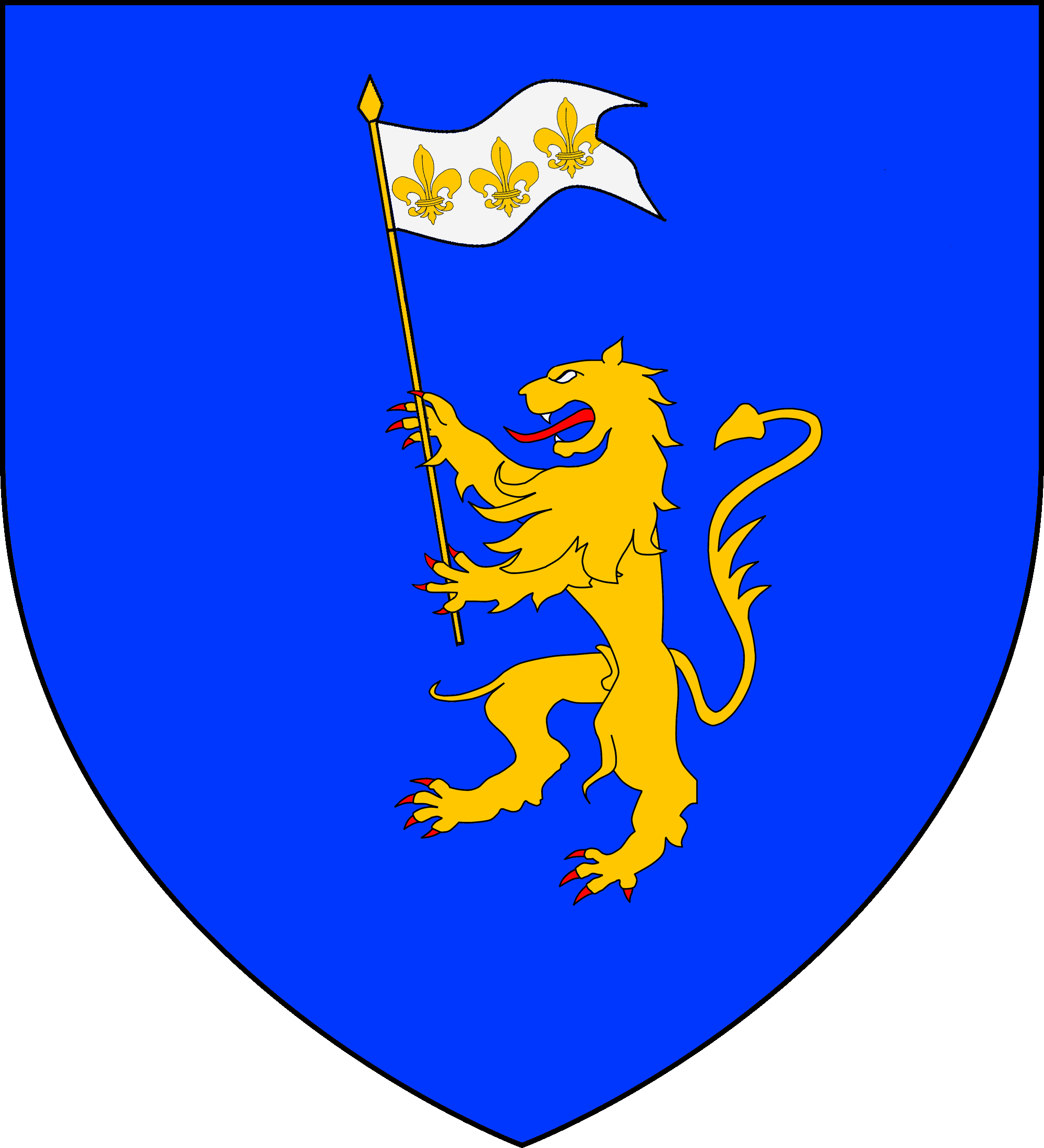
Stemma dei Branciforte

La famiglia Branciforte fa il suo primo ingresso nella storia al tempo di Carlo Magno. Un certo Obizzo, alfiere al seguito di Carlo Magno, combattendo nell'802 vicino Piacenza contro i Longobardi, mentre portava in campo la bandiera orofiamma, venne assalito da tre nemici che tentarono di strappargli il labaro dalle mani. Egli oppose una tenace resistenza fino al punto di farsi tagliare le mani, ma continuò a stringere ben salda la bandiera al petto con le sole branccia fino a quando non fu liberato dai suoi commilitoni. Per quest'atto di valore, l'imperatore gli diede in premio la città di Piacenza, diversi castelli e terre nel piacentino, l'autorizzazione a prendere il cognome Branciforte, da Branchiìs fortibus, e ad assumere uno stemma nel quale è raffigurato un leone rampante, con una corona d'oro sulla testa, che sostiene con i moncherini la bandiera orofiamma spiegata al vento, con tre gigli a sinistra e due zampe mozze a destra.
La signoria di Mazzarino passò quindi definitivamente ai Branciforte, famiglia di origine piacentina, attraverso il matrimonio, per l'appunto, tra Graziana Villanova Palmerio, figlia di Calcerando, con il miles Raffaele Branciforte, figlio di Stefano, Maestro razionale del Regno, che prese investitura del feudo con privilegio del re Federico III di Sicilia il 4 aprile 1325.
Al territorio della Contea di Mazzarino venne successivamente annesso il castello di Grassuliato o Garsiliato, confiscato a Ruggero Passaneto, ed assegnato a Niccolò Branciforte degli Uberti nel 1393.

### La Contea di Mazzarino

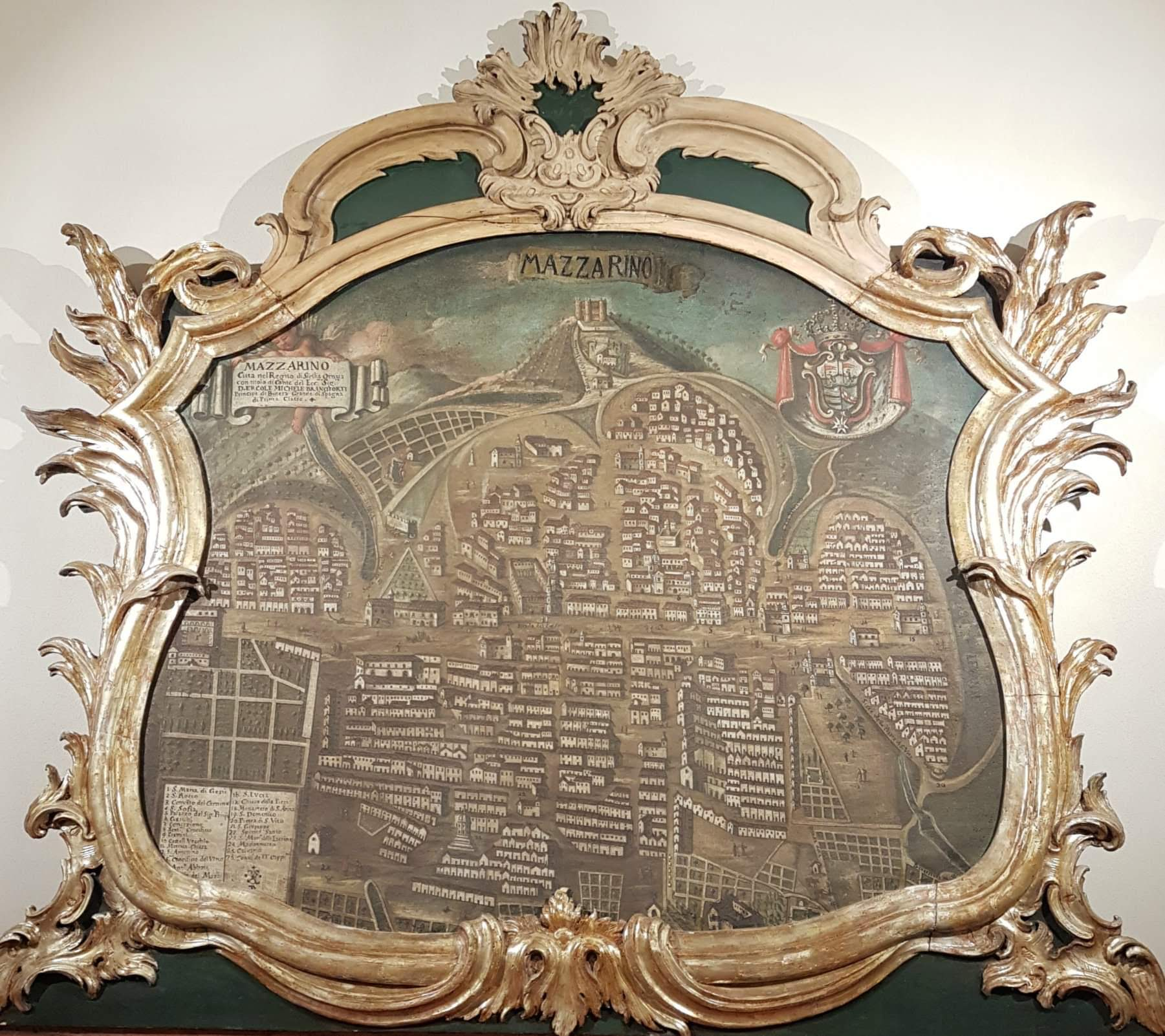
Planimetria del 1700 della città di Mazzarino - Palazzo Butera - Palermo

La città tra il XVI e il XIX secolo fu sede della contea di Mazzarino e Grassuliato (in latino Comitatus Mazarini et Grassuliatum, in spagnolo Condado de Mazarino y Grassuliato), nota semplicemente come Contea di Mazzarino (o di Mazarino). Il suo territorio corrispondeva all'odierno comune di Mazzarino.
La baronia di Mazzarino fu elevata a rango di contea con Niccolò Melchiorre Branciforte Rosso, che con privilegio dato dal re Ferdinando II d'Aragona il 21 febbraio 1507, esecutoriato il 30 marzo dell'anno medesimo, fu investito del titolo di I conte di Mazzarino.
La contea di Mazzarino rappresentò sino alla seconda metà del XIV secolo il principale possedimento feudale della famiglia Branciforte.
Fabrizio Branciforte Barresi, V conte di Mazzarino, nel 1580 ereditò dal prozio materno Francesco Santapau Branciforte il Principato di Butera, di cui ebbe investitura nel 1591. A seguito di ciò i Branciforte si fregiarono del titolo di Principi di Butera, ma ciò nonostante si stabilirono a Mazzarino.
Il ramo che acquistò le terre di Mazzarino, discendeva direttamente da Stefano Branciforte, che passò successivamente i titoli, insieme agli altri possedimenti, ai suoi eredi e successori, fino a quando pervenne in potere a Giuseppe Branciforte figlio di Giovanni Branciforte Barrese e di Giovanna Branciforte Lanza, dei conti di Raccuja. Fabrizio Branciforte per successione legittima e testamentaria raccolse la grande eredità della casa Barrese e Santapau. Con atto del 27 agosto 1602 egli diede con riserva di usufrutto tutti i suoi stati al primogenito Francesco, ma, poiché il figlio premorse al padre, annullò la donazione e ne rifece un'altra in data 22 marzo 1622 a nome del secondogenito Giovanni. La figlia Margherita, appena ne ebbe notizia, reclamò i propri diritti e la donazione venne annullata con gli ordini viceregi del 30 giugno e 21 agosto 1622. Alla successione degli stati avanzarono diritti Giovanna Branciforte, moglie di Francesco, e Giovanna Branciforte Branciforte, moglie di Giovanni Branciforte. Alla fine raggiunsero un accordo secondo il quale Giovanna Branciforte assegnava e trasferiva a Giovanna Branciforte Branciforte, a nome del figlio Giuseppe, il dominio della contea di Mazzarino, del castello di Grassuliato e della baronia di Niscemi insieme ai loro feudi e territori con l'obbligo di pagare ogni anno onze 2.578 di soggiogazione. L'accordo venne mantenuto lo stesso, anche se Fabrizio nell'ultimo testamento aperto L'11 gennaio 1624, dopo la sua morte, aveva lasciato erede universale il nipote Giuseppe Branciforte Branciforte, e trascritto dal notaio Giuseppe Guarnerio di Castrogiovanni in data 22 agosto 1624.

### Epoca spagnola

#### Il XVII secolo: Giuseppe Branciforte e Carlo Maria Carafa

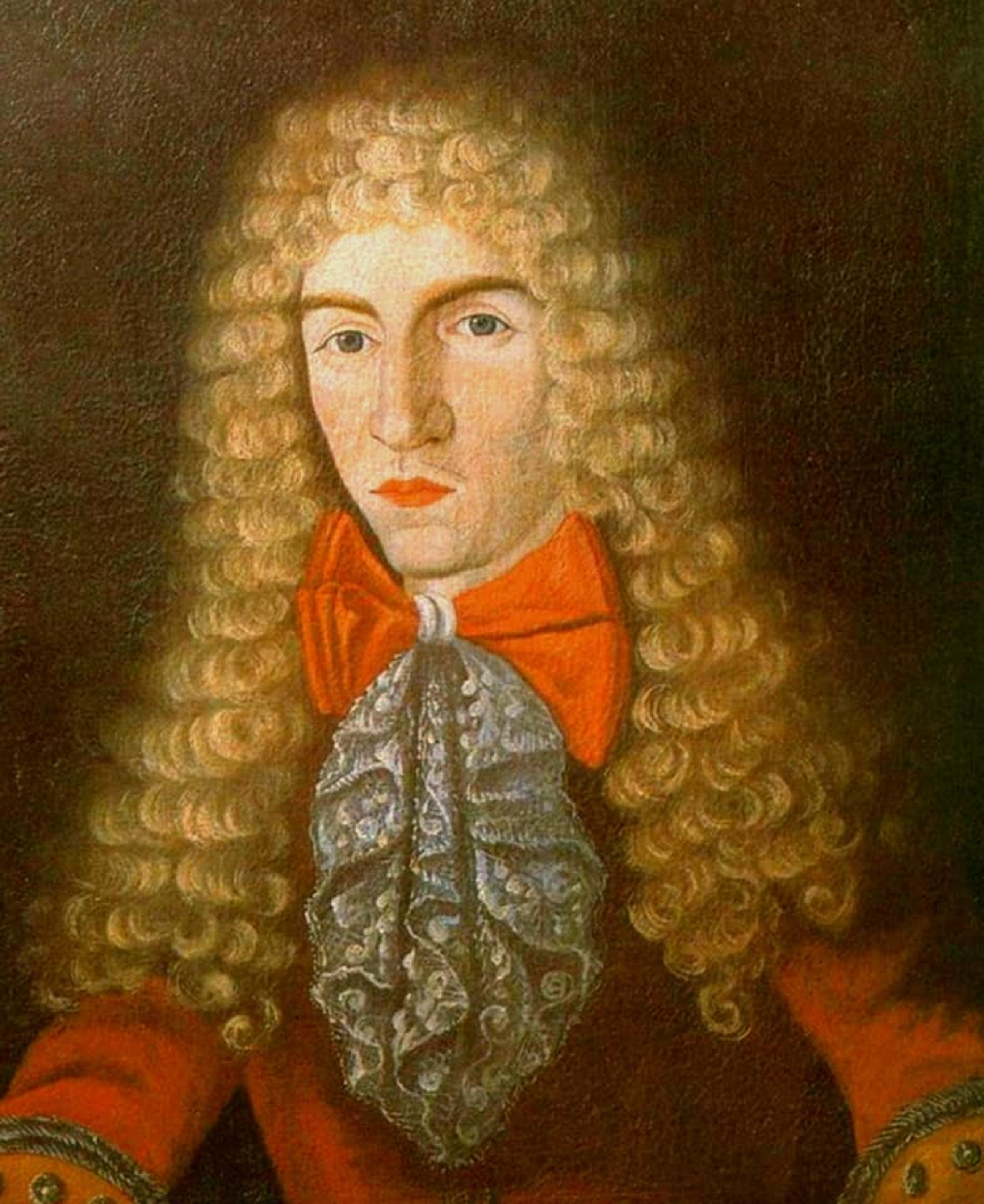
Ritratto del Principe Carlo Maria Carafa

Nel XVll secolo, sotto la signoria di Giuseppe Branciforte, V principe di Butera (1624 - 1675)  e successivamente del nipote Carlo Maria Carafa Branciforte (tra il 1675 e il 1695) la cittadina registrò una considerevole crescita demografica ed urbanistica. In particolare sotto da signoria del Principe Giuseppe Branciforte, che nel 1671 divenne vicario generale del Regno per l'annona frumentaria, nonché supremo prefetto della cavalleria di Sicilia, decorato del Toson d'oro e dell'Ordine supremo della Santissima Annunziata, massima onorificenza di casa Savoia, l'assetto urbanistico del borgo assunse la configurazione attuale, caratterizzandosi per aspetto tardo barocco. Egli, infatti vi fece edificare il palazzo baronale, nonché i principali edifici di culto, quali la chiesa e convento di Santa Maria del Carmelo, la chiesa del Santo Spirito e la chiesa di Sant'Anna.

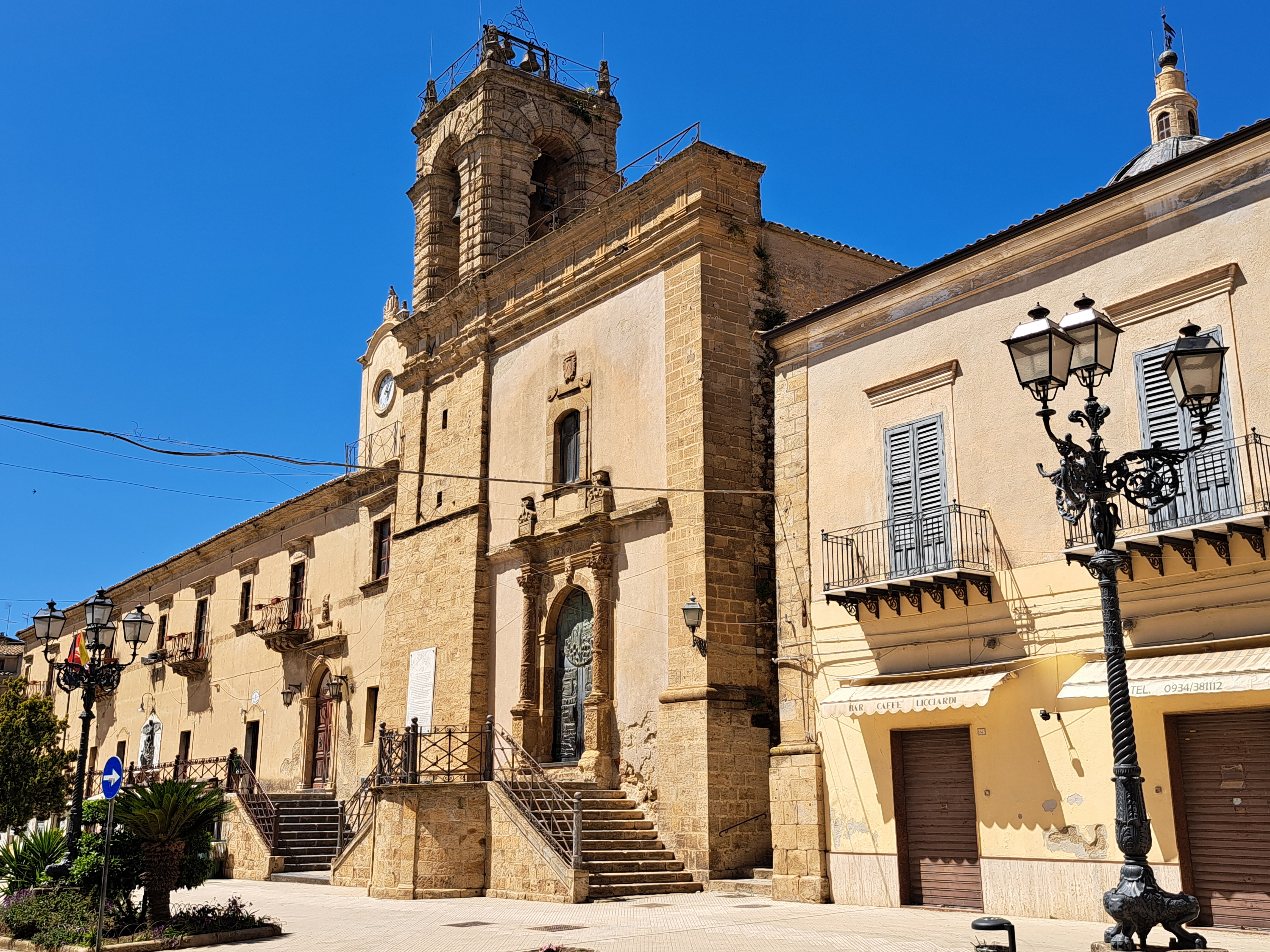
convento dei carmelitani

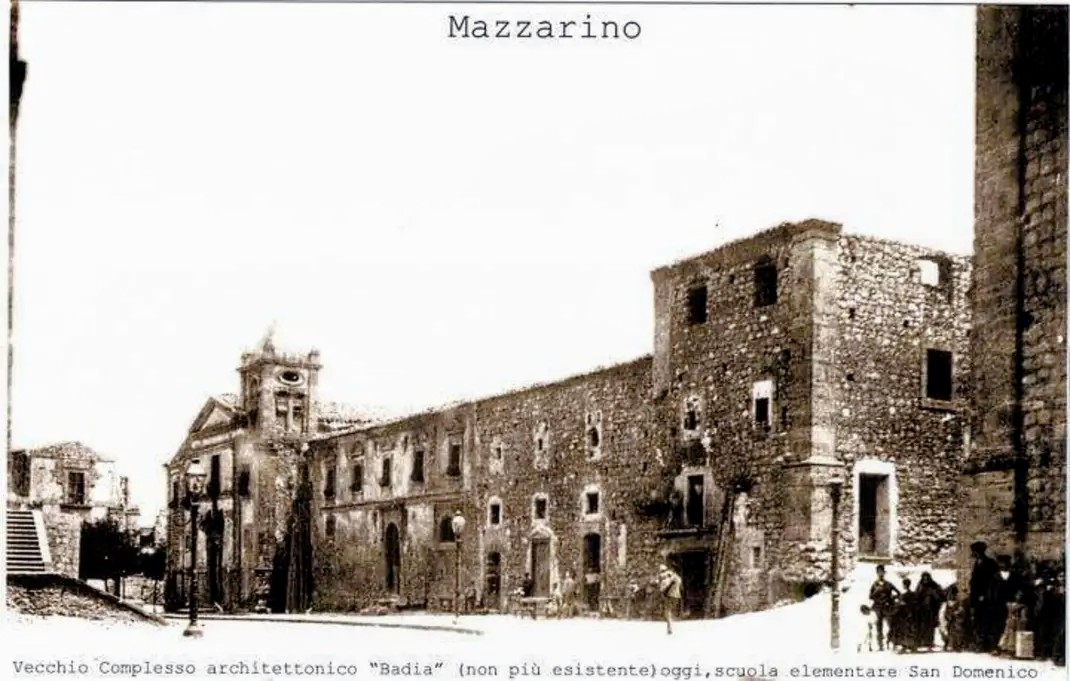
Chiesa di Sant'Anna e Monastero "badia" edificati per volontà del Principe Giuseppe Branciforte (oggi demoliti)

Carlo Maria Carafa, succeduto allo zio nel 1675, con il titolo di Principe di Butera e del Sacro Romano Impero, conte di Mazzarino e di Grassuliato, fu un abile politico, un erudito, filosofo, scienziato, scrittore, umanista e mecenate. Fu Grande di Spagna di prima classe, ambasciatore straordinario di Re Carlo II e, al primo posto nel braccio nobile del Parlamento di Sicilia, amava stupire ostentando la propria ricchezza e prestigio; recandosi a Palermo per presiedere il Parlamento siciliano, soleva portarsi al seguito centinaia di vassalli. Memorabili rimasero le cavalcate da Napoli a Roma per la tradizionale offerta al Papa della chinea, la mula bianca che i re di Napoli offrivano ogni anno al Pontefice in segno di vassallaggio. Il Carafa continuò nell'intento di contribuire allo sviluppo urbanistico della cittadina, che elesse a residenza abituale. Adornò il palazzo di splendidi saloni, giardini pensili, amplissimi cortili, scuderie, abitazioni per servitori e vassalli, alloggi per la compagnia feudale, prigioni e segrete, in quanto esercitava sui suoi domini il diritto di mero e misto impero;. Ne sono testimonianza i numerosi edifici religiosi con annessi monasteri fatti edificare o portati a compimento dallo stesso principe. Diversi ordini monastici, in quel periodo, si stabilirono nella città di Mazzarino. Fece ampliare la dimora dei Branciforte, fondò un teatro e due tipografie, impiantati per la diffusione di pensieri e idee novatrici. Sotto la sua signoria giunsero a Mazzarino nobili e facoltosi proprietari, finanzieri pisani, genovesi e di altre città, richiamati dai fiorenti commerci, mercanti catalani attratti soprattutto dal commercio del grano, umanisti, artisti, ma anche abili artigiani della pietra, del legno e del ferro.

#### Il terremoto del 1693

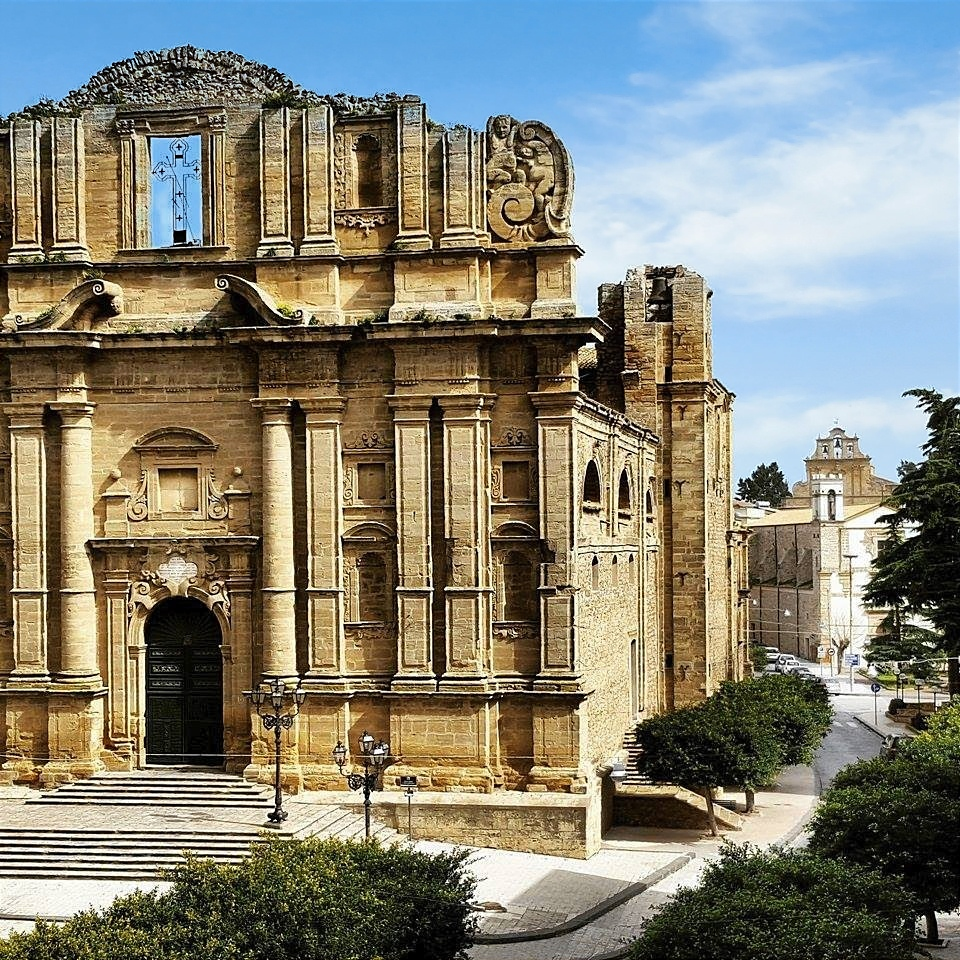
Duomo di Mazzarino - edificato dopo il terremoto del 1693 su progetto del gesuita Angelo Italia

L'11 gennaio 1693 un forte terremoto scosse la Sicilia sud-orientale provocando distruzione e vittime. Mazzarino come le altre città del Val di Noto e della diocesi di Siracusa, cui giurisdizionalmente apparteneva, registrò notevoli danni agli edifici di culto più antichi, a causa delle violente scosse, tra di essi la "vecchia" chiesa madre di Sant'Antonio Abate, che divenne inagibile, la Chiesa del Crocifisso dell'Olmo o dell 'Itria e la normanna chiesa di Santa Maria del Mazzaro, per quanto, come risulta dai registri della chiesa "madrice", il sisma non abbia, fortunatamente, provocato vittime tra gli abitantii. Da qui la volontà del Principe Carlo Maria Carafa di voler riedificare tali monumenti, in particolare la chiesa Madre e il Collegio dei Padri Gesuiti, facendo giungere in città gli architetti Angelo Italia e Frà Michele da Ferla, che progettarono, tra l'altro, anche la ricostruzione di Occhiolà, l'odierna Grammichele.

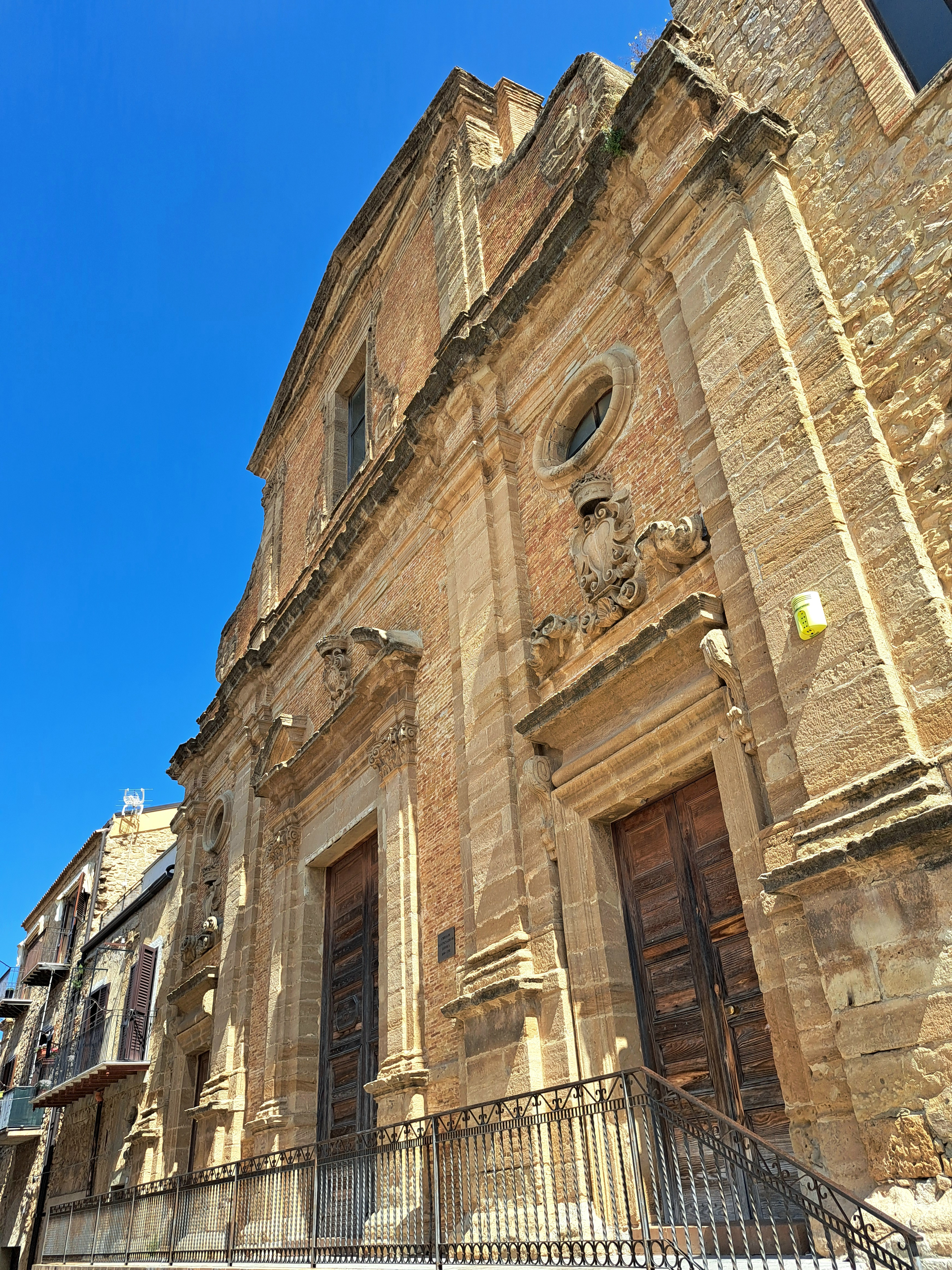
Collegio dei Gesuiti - Angelo Italia

### Epoca borbonica
Alla morte prematura del principe Carlo Maria Carafa, avvenuta 1 giugno 1695, i titoli e i possedimenti feudali pervennero alla sorella Giulia.
Il dominio di casa Branciforti, elevata nel frattempo a primo titolo del Regno, prosegui col nipote Nicolò Placido Branciforti (1703), con Ercole Michele Branciforti (1722), col figlio di Salvatore che ne ereditò i beni e i titoli (1764), col nipote Ercole Michele Branciforti Pignatelli, investito nel 1800 della Contea e "terra" di Mazzarino. Abolito il feudalesimo, sarà l'ultima portare i titoli per investitura regia; titoli che, da ora in avanti, transiteranno per successione. La casata dei Branciforte mantenne il possesso feudale della Contea di Mazzarino fino all'abolizione del feudalesimo avvenuta nel Regno di Sicilia nel 1812, a seguito della promulgazione della Costituzione siciliana concessa dal re Ferdinando III di Borbone.
Sino al 1818 il territorio del comune di Mazzarino era ricompreso giurisdizionalmente in quello del Vallo di Noto.
In epoca Borbonica, con la legge dell'11 ottobre 1817, fu avviata la riforma della suddivisione amministrativa del Regno delle Due Sicilie, secondo la quale la struttura amministrativa dello Stato si sarebbe dovuta basata su una struttura a 4 livelli; il primo livello costituito dalle provincie, il secondo livello dai distretti, il terzo dai circondari, il quarto, infine, dai comuni.
A seguito della riforma, la provincia di Caltanissetta venne suddivisa in sotto-livelli amministrativi ad essa gerarchicamente dipendenti, ovvero i distretti di Caltanissetta, Piazza e Terranova, istituiti nel 1812 con la Costituzione del Regno di Sicilia. I "distretti", a loro volta, erano suddivisi in "circondari", costituiti dai comuni, che rappresentavano l'unità di base della struttura politico-amministrativa
Nel 1818, quindi, cessata la feudalità, Mazzarino entrò a far parte della provincia di Caltanissetta.
Il circondario di Mazzarino fino al 1860 fece parte del distretto di Terranova che, con l'occupazione garibaldina e annessione al Regno di Sardegna, nel 1860,venne soppresso.
I Principi di Butera si estinsero a metà XIX secolo, con l'ultima erede del casato, Stefania Branciforte Branciforte (1788-1843), che nel 1805 sposò Giuseppe Lanza Branciforte, ed in conseguenza di ciò tutti i titoli e beni della famiglia Branciforte, tra cui il titolo di Conte di Mazzarino e Grassuliato, pervennero ai Lanza.

#### Il XIX secolo: il latifondismo

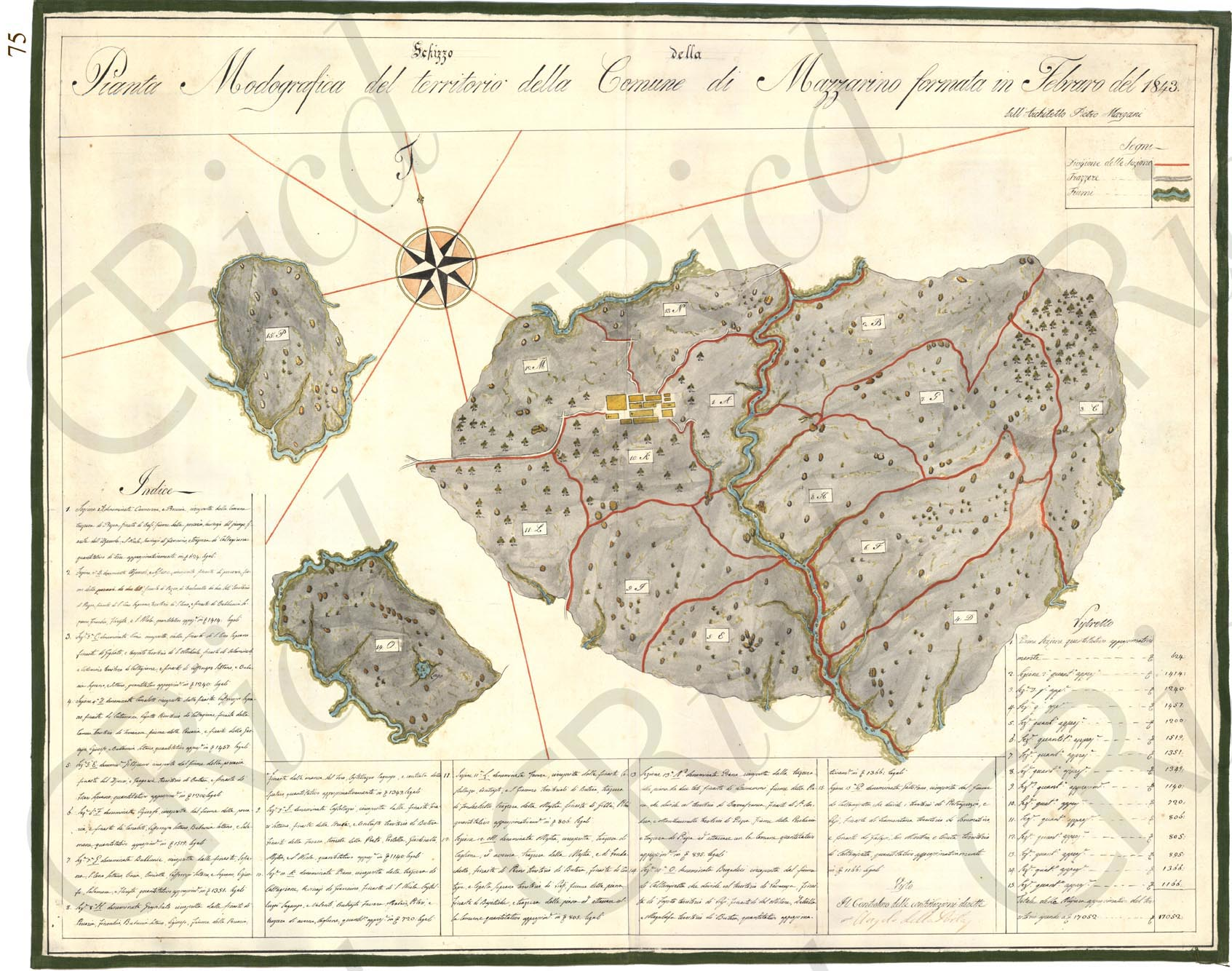
Mappa catastale di Mazzarino del 1843 di Pietro Margani e Veggiotti

Gli avvenimenti storici di maggior rilievo che hanno caratterizzato la storia del XIX secolo sono riconducibili ai vari tentativi della masse popolari agrarie di rivendicare migliori condizioni economiche verso i latifondisti. Da un lato, vi erano, infatti, dalle lotte tra vari signori per l'egemonia dei territori e, dall'altro, l'oppressione, e le precarie condizioni, subite della popolazione sottoposta a gravose imposte e balzelli dai latifondisti.
Un primo timido tentativo di ribellione si avrà nel 1820, quando anche a Mazzarino si formò un gruppo aderente alla carboneria. Tra suoi fondatori due religiosi: il Sac Giacinto Infuso e il carmelitano Padre Elia Trimarchi. Riporta, lo storico Ingala, che "si vide arrivare a Mazzarino, dal Monte Gibli un folto gruppi di soldati regi, armati di fucili, pronti a sopprimere il movimento, di fronte ad una popolazione che ancora non conosceva bene l'uso delle armi da fuoco e che, pur tuttavia, riusciva a respingere i soldati che erano costretti a batter in ritirata".

#### La rivolta del 30 aprile 1848
Una prima vera rivolta, sfociata nel sangue, si ebbe il 30 aprile 1848, quando i braccianti, soggetti ad uno sfruttamento non più sopportabile, guidati da un certo Sanfilippo, al grido di "Morte ai civili! Morte ai galantuomini!" si impadroniranno delle armi della "Guardia Nazionale", provocarono incendi e saccheggi in ogni quartiere del paese. La rivolta causò un fuggi fuggi generale, molti si barricarono in casa. I rivoltosi si diressero anche verso il carcere cittadino per liberare i detenuti. Fu occupato il Palazzo Comunale, distrutti i mobili e bruciati gli archivi. Lo stesso avvenne all'Ospedale cittadino e all'Archivio Notarile. Tra i notabili, molti riuscirono a scappare e a raggiungere i vicini paesi di Barrafranca e Piazza Armerina, altri si nascosero nei campanili e nelle chiese. Riporta lo storico l'Ingala, furono visti uomini decapitati ed i cui corpi portati per il paese.
(Pietro di Giorgio Ingala, Ricerche e considerazioni storiche sulla città di Mazzarino.1900)
Subito dopo i fatti i latifondisti ripresero nuovamente in mano la situazione e il 2 maggio, fecero fucilare pubblicamente il capopopolo e con lui altri rivoltosi, ristabilendo l'ordine. Le truppe borboniche, infine, provenienti da tutte le Province della Sicilia ed appoggiate dai c. d. compagni d'arme, ovvero elementi militarizzati fidi ai proprietari terrieri, ebbero la meglio sui rivoltosi disarmati, mal guidati ed impreparati a resistere.
Le amministrazioni pubbliche, che da li in poi si susseguirono a Mazzarino, saranno conservatrici e appoggeranno sempre i ceti possidenti.

#### Epidemie e carestie
A aggravare le precarie condizioni dei braccianti agricoli contribuirono diverse calamità naturali e sanitarie: la grave carestia del 1822 che, a causa della siccità, portò il popolo alla fame e alla disperazione, cui seguirono quelle del 1853 e del 1864l'epidemia di colera del 1867; altre fasi di grave siccità, si ebbero nel 1879 e poi nel 1881 seguiti ancora dall'infestazione di filoxera, che distruggerà i vigneti l'anno dopo; e, infine, l'epidemia di vaiolo, la prima nel 1883 e poi nel 1889.
quanto alla grave epidemia di Colera che colpì la città nel 1867 lo storico Ingala, testimone dell'epoca, riporta:
(Pietro di Giorgio Ingala, Ricerche e considerazioni storiche sulla città di Mazzarino.1900)

#### L'unità nazionale e i fasci siciliani
Nel 1860, anno in cui nacque nuovo Regno d'Italia, anche il popolo di Mazzarino parteciperà all'impresa garibaldina, prima con la partenza dei volontari armati i c.d. "picciotti", e successivamente unendosi il 21 ottobre 1860, al plebiscito per l'unità nazionale. Tale avvenimento tuttavia non comportò alcun significativo vantaggio per le classi agrarie e, pertanto, si sollevarono nuovi malumori che sfociarono in movimenti di lotta tra il 1893-94, che culmineranno nella fase dei Fasci Siciliani dei lavoratori. A Mazzarino la locale sezione nascerà nell'ottobre 1893, raggiungendo in poco tempo centinaia di aderenti. Iniziava così anche a Mazzarino, come in altri centri siciliani, una fase di lotta caratterizzata da scioperi e manifestazioni e che si interromperà, bruscamente, nel dicembre 1893, con l'arrivo di numerosi contingenti militari di soldati regi, seguito dalla dichiarazione dello "stato di assedio", nella notte tra l'8 e il 9 gennaio 1894. A seguito di tali avvenimenti il Consiglio Comunale, deliberò la riduzione di alcune tasse, tra cui quella sugli animali e sulla farina.

### Il XX secolo
La lotta contro il latifondismo continuerà agli inizi del 900, con la fondazione del Circolo Democratico, di una Cassa Rurale e di una Cooperativa Agricola, che avviò per prima la lottizzazione dei feudi "Porcaria" e "Strada". Nel 1902, a causa della messa all'asta di alcune terre, divenute demaniali per insolvenza fiscale di alcuni possidenti, e del tentativo speculativo messo in atto da alcuni possidenti ai danni dei contadini, si accese una nuova ondata di proteste che l'intervento di un plotone militare proveniente da Caltanissetta, costringerà a placarsi.
All'indomani della fine della prima guerra mondiale, nel 1919, sarà costituita anche a Mazzarino una sezione socialista e la prima Camera del Lavoro, cui aderiranno centinaia di reduci delle campagne militari d'Africa e della Grande Guerra, malcontenti delle non mantenute promesse di redistribuzione delle terre ai contadini.

#### Periodo fascista
Nel 1922, a Mazzarino sorge una sezione del Fascio, che vede tra i suoi promotori, alcuni agrari, tra i quali i Bartoli, i Cannada ed altri notabili. Il movimento fascista sarà alimentato, inizialmente, da giovani disoccupati, che aderendo allo squadrismo locale riceveranno in cambio ricompense. Primo podestà sarà nel 1927 il Comm. Giuseppe Bartoli, che manterrà tale carica per oltre un decennio, vice podestà il Cav. Salvatore Cannada.
A Mazzarino, in quello stesso anno, la Camera del Lavoro verrà completamente distrutta dagli squadristi.

#### La seconda guerra mondiale
Nel luglio 1941, in pieno conflitto mondiale, Mazzarino conobbe i primi bombardamenti, quando, la domenica sera del giorno 20 luglio 1941, aerei alleati bombardarono le vie Toti, Cavour e D'Azeglio, causando morti e feriti. Si era trattato di un errore poiché aerei anglo-americani, furono attratti, in quella sera estiva, dalla luce di una proiezione cinematografica all'aperto, proveniente dal cortile della vecchia "Badia", e scambiando quei bagliori per obiettivo nemico, bombardarono la popolazione civile.
Ai primi di giugno del 1943, aerei di ricognizione alleati, a Mazzarino, come in molti comuni siciliani, lanciavano volantini, che invitavano le popolazioni a ripararsi nelle campagne. Nella mattina del venerdì 9 luglio, nell'imminenza dell'Operazione Husky, la città subì altri bombardamenti che costrinsero la popolazione a riversarsi, in massa, nelle campagne circostanti. Nell'intento di colpire alcune postazioni militari italiane della divisione Livorno, di istanza nei pressi della Chiesa Maria SS. del Mazzaro, colpirono il centro abitato devastando la via Catania, I 'attuale via Zara e via Briga e causando decine di morti. Altri bombardamenti si avranno nella notte tra il 9 e il 10 luglio, in contrada Commenda, quando l'aviazione alleata, in ricognizione sul territorio mazzarinese, scambiando dei civili per bersagli militari causarono altri bombardamenti, con decine di morti. Alla fine di quelle operazioni, i decessi saranno 61, e decine i feriti.

#### Lo sbarco anglo americano
Le truppe anglo-americane sbarcate nella costa meridionale tra Gela e Licata, nella notte tra il 9 e 10 luglio 1943, raggiunsero Mazzarino nella tarda mattinata del mercoledì 14 luglio, alla guida del Maggiore scozzese Abell. Ad accogliere gli alleati, provenienti da Gela vi era un gruppo di persone guidate dal Sac. Carmelo Cannarozzo. Quell'incontro, nelle campagne antistanti Mazzarino, volle sottolineare ai soldati in arrivo che non c'era bisogno di attacchi militari e che in paese non vi erano presidi. Il sacerdote salì su uno di quei carri armati diretti alla volta del paese, e inneggiando ai "liberatori", entrò nell'abitato al seguito dei militari che si diedero subito a distribuire cioccolata, caramelle, sigarette, tabacco, e indumenti. Gli alleati si stanziarono in alcune tende da campo in zone come, contrada "Fiorentino", nell'allora campo sportivo, nei quartieri "Badia, e nelle Campagne adiacenti al belvedere, vicino la Chiesa di Maria SS. del Mazzaro e nella zona del Castello.

#### I tumulti del 17 dicembre 1944 e laRiforma agraria
Il comandante Abell, dopo un breve periodo di reggenza nominò Sindaco il prof. Andronico, socialista, sostituito, dopo appena un mese, dall'Avv. Giorgio Caico, in rappresentanza del ceto degli agrari. Andronico era stato accusato, e successivamente prosciolto, di presunte irregolarità amministrative per aver dato l'ordine di togliere i sigilli dai magazzini dei notabili, dove era ammassato il grano, che egli aveva ritenuto, visto lo stato di fame della popolazione, di distribuirlo, secondo le disposizioni di razionamento. Il ceto agrario ritornava, così, ad avere in mano il municipio e l'esattoria. Tale stato di cose tornò ad alimentare il malcontento della popolazione vessata dalla guerra e dal latifondismo.
Negli anni 40, Mazzarino rappresentava, infatti, uno dei territori più latifondisti della Sicilia, ben il 70% della sua superficie agricola era costituita da feudi. Fra i maggiori possessori del Comune si incontra l’Opera Pia Branciforti che aveva in dotazione il feudo Rafforusso per una superficie di Ett. 1961 di latifondo. Il professore Lorenzoni nel 1907 riscontrava nel Comune di Mazzarino una percentuale di superficie latifondistica del 56,60%, mentre il prof. Molè, nel 1927, la riscontrava del 42%.
Proprio durante la reggenza di Caico, si verificherà, a Mazzarino, una rivolta spontanea di contadini, il 17 dicembre 1944, che porterà alla distruzione, tra l'altro, di parte degli archivi anagrafici comunali.
I primi disordini pubblici si verificavano il 17 dicembre 1944, a seguito di una manifestazione di ex fascisti, che istigavano i giovani di leva a non partire per il fronte al grido di "Basta con le chiamate alle armi", "La guerra è finita". Bruciarono in piazza le cartoline precetto. Alla protesta si unirono gli strati popolari, esasperati dall'esaurimento delle scorte di grano. Quest'ultimi, diedero vita a un'altra manifestazione al grido di "Pane e lavoro", "Abbasso i proprietari", "Abbasso il Municipio ". La protesta prima si manifestò con un corteo che sfilò lungo le vie principali del centro, per poi degenerare. Dal palazzo comunale e da altri uffici pubblici volarono carte, registri, suppellettili, che vennero accatastati e dati alle fiamme. Si passò poi ai palazzi signorili, abbandonati dai proprietari che riuscirono a mettersi in fuga; non venne risparmiato neanche il circolo dei galantuomini. La razzia durò molte ore, finché, arrivata la sera si placò. A tali manifestazioni spontanee sarà posta fine con l'intervento delle forze dell'ordine a cui seguirono numerosi arresti. Qualche giorno dopo, di fronte a quel grave episodio, che sarebbe potuto sfociare in altre disorganizzate e più gravi iniziative, sarà presente in città Girolamo Li Causi, che in un comizio pubblico esortò la popolazione a seguire la strada della lotta organizzata e non quella delle reazioni scomposte o violente.
Tale comizio aprì la strada verso un periodo di scioperi e occupazioni delle terre e dei feudi dei notabili, che vide il partito comunista locale e le altre forze politiche di sinistra, impegnati a sostegno delle richieste dei braccianti, che condusse, dapprima all'applicazione del c.d. Decreto Gullo, ovvero decreto legislativo luogotenenziale del 19 ottobre 1944, n.279, che limitava la proprietà privata in relazione alla produzione agricola, e successivamente all'approvazione della riforma agraria con la L.R. del 27 dicembre 1950, n. 104.
Il 2 giugno del 1946, per il referendum istituzionale "Monarchia/Repubblica", la città si schierò nettamente a favore della nascente Repubblica italiana con oltre il 60% dei voti di preferenza.

## Simboli
Lo stemma comunale è stato concesso con D.P.R. del 5 settembre 1995.
Lo stemma del comunale riprende quello della famiglia Mazzarino.
Il gonfalone è un drappo di azzurro.

## Monumenti e luoghi d'interesse
(Vincenzo Consolo, Le pietre di Pantalica, Arnoldo Mondadori Editore,Milano,1988.)
Il centro storico presenta un impianto urbanistico tipicamente medievale, caratterizzato da strade strette e irregolari, che si svilupparono progressivamente tra il XIV-XVIIl secolo. Asse portante del centro storico e il corso Vittorio Emanuele, dove oltre a convergere la fitta rete della viabilità secondaria, si aprono piazze e slarghi in corrispondenza delle emergenze architettoniche tardo barocche che tratteggiano la cittadina.  
Le "testate" del corso sono rappresentate, rispettivamente, dalla chiesa di Maria Santissima del Mazzaro, a est, costruita nel 1782, sui resti di una precedente chiesa, e dalla chiesa e convento di Santa Maria di Gesù, a ovest, sorti nella metà del 1500. Tra i due edifici, appunto, si sviluppa la lunga arteria lunga circa 1 chilometro, che rappresenta quasi un continuo avvicendarsi di edifici religiosi e palazzi signorili. Da est verso ovest, ritroviamo il complesso di San Domenico, edificato agli inizi del XVI secolo. Sulla piazza, insieme al complesso di San Domenico, si erigevano anche il monastero e la chiesa di Sant’Anna, fondati nel 1655 da Giuseppe Branciforte. Il complesso conventuale, che occupava una superficie di quasi 3000 m², fu poi demolito per costruire l’attuale scuola elementare. Dopo la Piazza San Domenico segue la piazza della "Matrice", dove si trova la chiesa madre intitolata a Santa Maria della neve. 
Segue la residenza della Signoria feudale, il palazzo Branciforte, fatto costruire da Giuseppe Branciforte intorno al 1650, e successivamente ampliato ed abbellito dallo stesso Carafa che vi aveva impiantato anche un teatro ed una tipografia, si estendeva per oltre 4000 m² con decine di vani adibiti alle diverse esigenze del principe e a magazzini e all’alloggio di una servitù numerosa. Di questo palazzo rimane oggi solo una parte, a testimonianza di fasti del periodo seicentesco. Accanto alla residenza dei principi sorgono la chiesa e il collegio dei Gesuiti, in diretto rapporto fisico che si stendeva un tempo tra il complesso gesuitico è la sede del potere feudale. In effetti, il palazzo Branciforte, nella visione urbanistica del Carafa, costituiva il  baricentro rispetto ai due palazzi che si aprivano in corrispondenza della Chiesa madre e del complesso del collegio dei gesuiti, la cui costruzione fu iniziata nel 1694, un anno prima della morte del principe, che nel testamento dettò disposizioni per la realizzazione dell'opera.

Proseguendo verso occidente, il successivo slargo del corso si apre in corrispondenza del complesso conventuale dei carmelitani (attuale municipio). Il convento e la chiesa intitolata a Santa Maria del Carmelo, furono edificati nella seconda metà del 600 per iniziativa del principe Giuseppe Branciforte, che successivamente tra il 1664 e il 1665 promosse l’ampliamento della Chiesa e l’erezione della grande cupola.
La chiesa di Santa Lucia, con il prospetto principale orientato verso ponente, delimita ad Est un tratto del corso che si caratterizza per la maggiore larghezza e la densità di presenze monumentali: in 150 m troviamo, appunto, la chiesa di Santa Lucia, un palazzo signorile del XVII secolo con pregevoli mensoloni in pietra lavorata, il palazzo Bivona, palazzo Alberti e la ex chiesa di San Rocco (oggi demolita). L’ultima parte del corso, compreso tra lo slargo generato dall'incrocio tra lo stesso e la strada statale che, provenendo da Caltanissetta, prosegue verso Gela si conclude con la chiesa di Santa Maria di Gesù con l'annesso convento.
Nel 2007, per la presenza di siti di interesse culturale, ai sensi dell'art 13 co. V della L.R. n.28/99, il comune di Mazzarino è stato incluso tra le c.d. ''Città d'Arte", ad economia a vocazione turistica.
Nel 2020, inoltre, per le caratteristiche architettoniche tardo barocche che caratterizzano i principali monumenti della cittadina, è stato avviato l'iter volto all'inserimento del Comune nel sito UNESCO delle "città tardo barocche del Val di Noto", che comprende già otto città della Sicilia orientale, appartenuti all'antico Vallo Di Noto, (Catania, Caltagirone, Militello in Val di Catania, Noto, Ragusa, Modica, Scicli, Palazzolo Acreide), e punta a includere cinque nuovi comuni che presentano caratteristiche, valori e motivazioni comuni: Acireale, Grammichele, Ispica, Mazzarino e Vizzini.

### Architetture civili

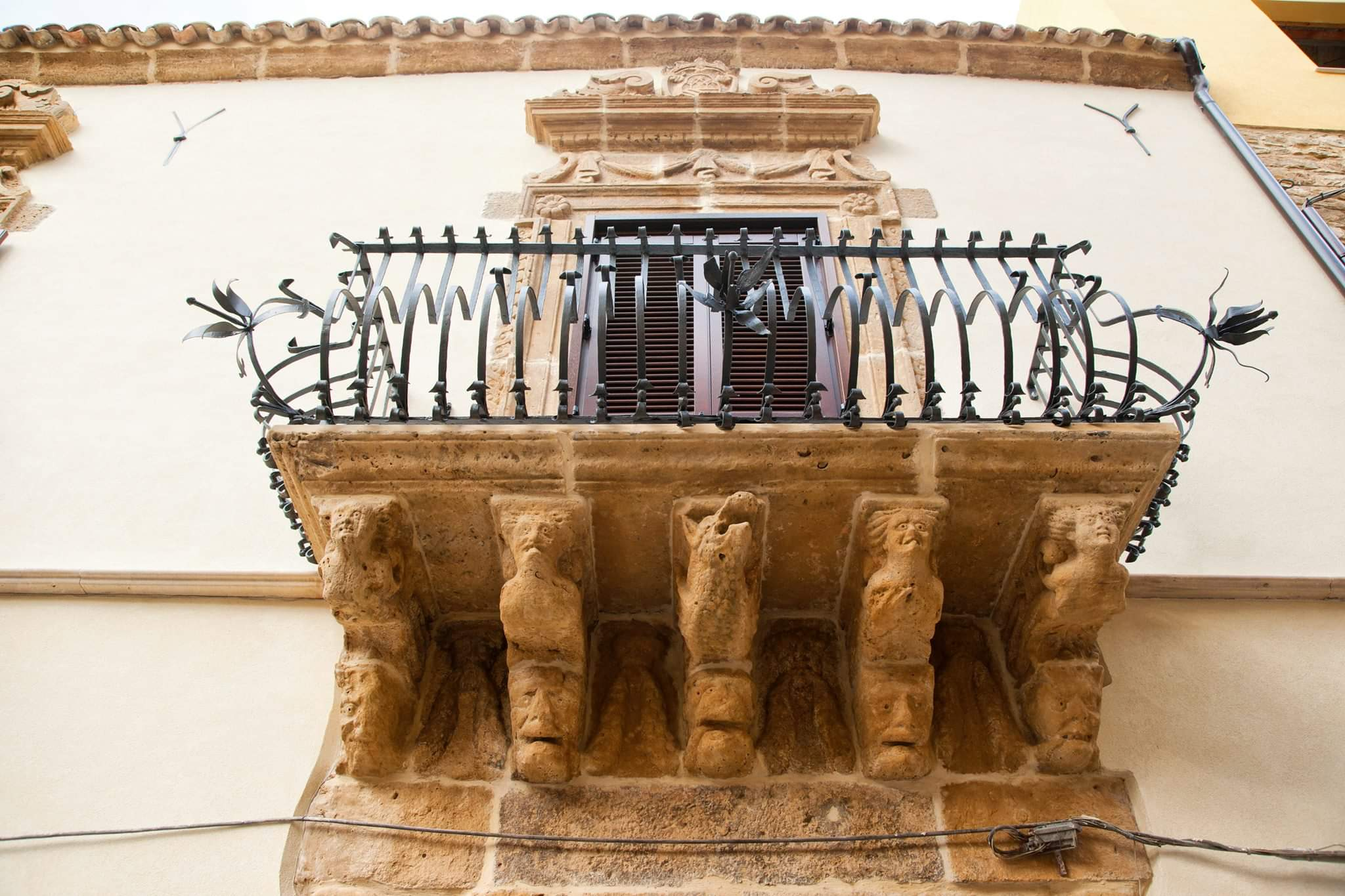
Palazzo Perno (oggi Virone)

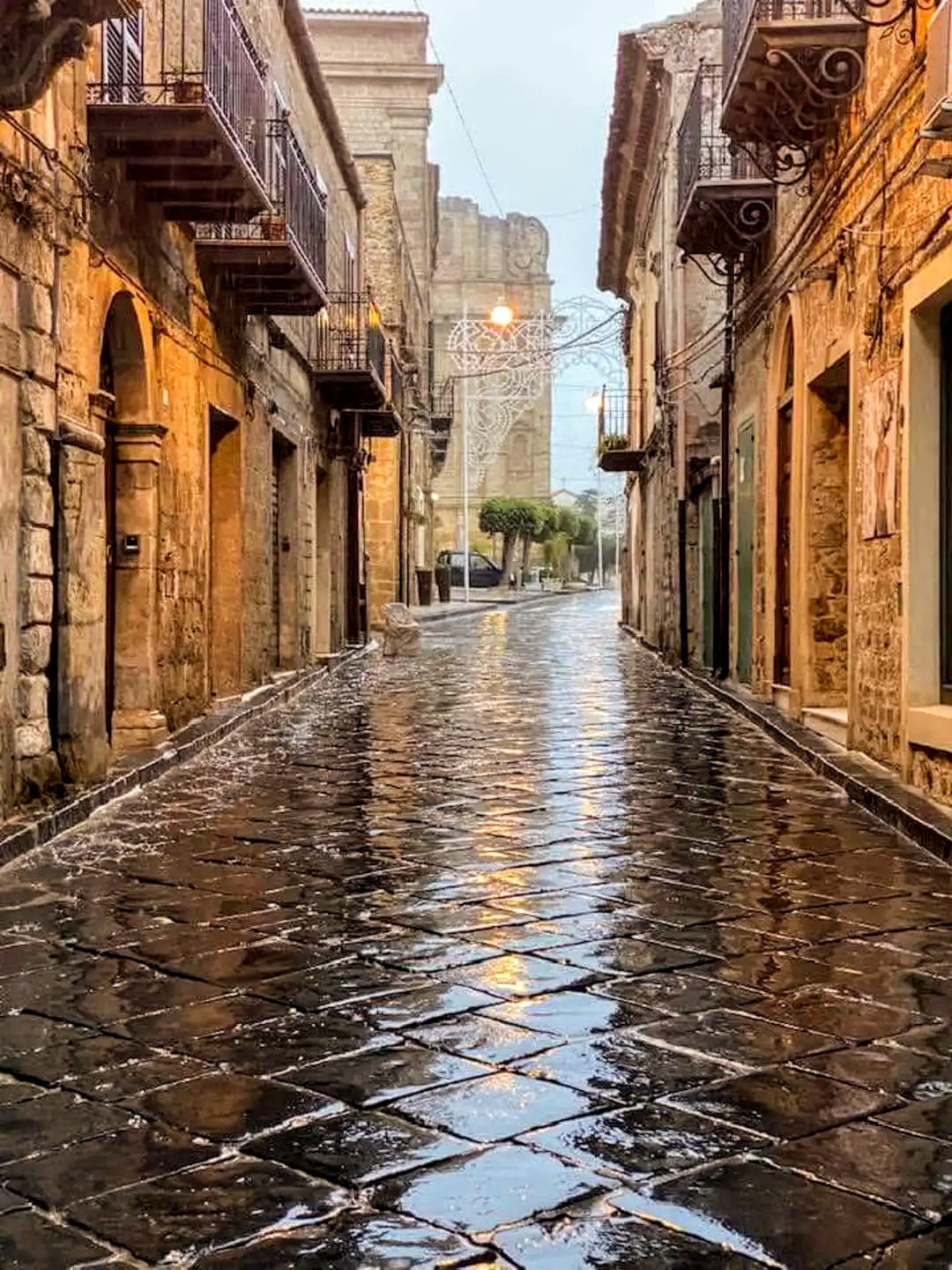
Scorcio del Corso Vittorio Emanuele

In prossimità del principale asse viario, ovvero il corso Vittorio Emanuele III, sorsero, tra il XV e il XVIII secolo i principali monumenti e luoghi di interesse storico artistico, in particolare le principali chiese, i conventi e i palazzi baronali.
Tra i principali palazzi nobiliari, degni di nota:
- Palazzo Alberti (ex Adonnino)
- Palazzo Accardi
- Palazzo Bivona (oggi Accardi)
- Palazzo Bartoli (ex Branciforte)
- Palazzo Cannada
- Palazzo Perno
- Palazzo Tortorici
- Palazzo Nicastro
- Palazzo De Maria
- Villa Perno (oggi sede della BCC dei "castelli e degli iblei")
- Villino Alberti

### Architetture religiose
Mazzarino era denominata anche "città delle cento chiese"  per il gran numero di chiese e conventi di ogni ordine religioso presenti nel suo centro storico.

#### Duomo di Santa Maria della Neve
Il Duomo di Santa Maria della Neve è la chiesa madre e l'Arcipretura della città di Mazzarino.

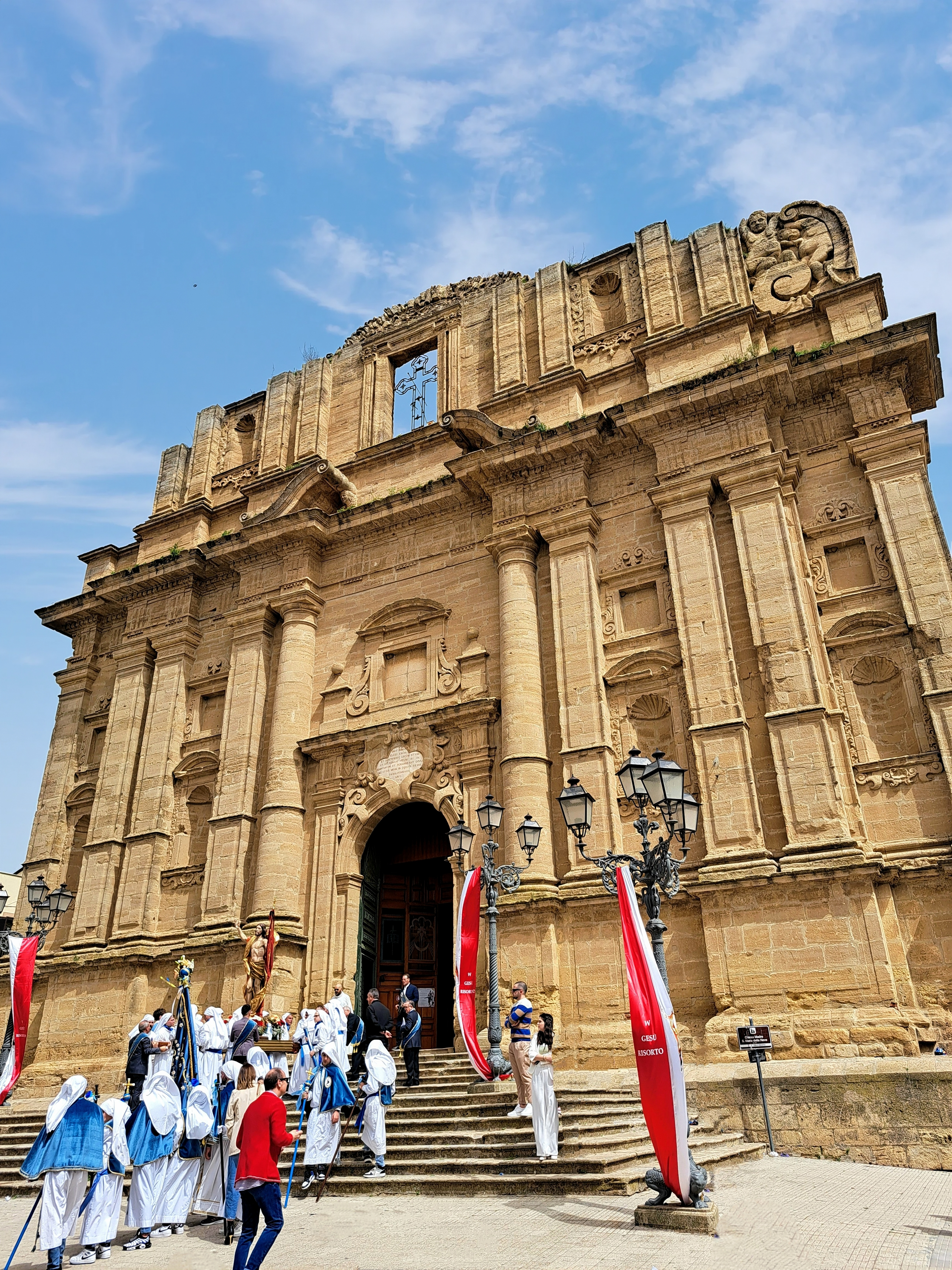
Duomo di Santa Maria della Neve

Fu edificato a partire dal 1694 sull'area dove prima sorgeva una chiesa risalente al XV secolo dedicata a Santa Maria della Neve, danneggiata dal terremoto del 1693.
Il progetto della nuova "madrice", voluta dal principe Carlo Maria Carafa, venne affidato all'architetto gesuita Angelo Italia, coadiuvato dall'allievo fra Michele da Ferla.
II progetto originario, che prevedeva un edificio ad unica navata con volta a botte di grandi dimensioni, venne riformulato per volontà testamentaria del principe Carlo Maria Carafa, che dispose la trasformazione dell'impianto a tre navate e il ribassamento della volta, che venne operata dall'architetto Giuseppe Ferrara e dal capomastro mazzarinese Matteo Buccola. Le modifiche si resero necessarie a causa delle difficoltà tecniche e finanziarie e alla prematura scomparsa del finanziatore. La facciata in pietra arenaria intagliata, in stile tardo-barocco è rimasta in parte incompleta.
L'interno venne completato nel 1872 dopo diverse interruzioni. Il Duomo di Santa Maria della Neve è la chiesa madre della città dal 1763..

#### Basilica-santuario di Maria Santissima delMàzzaro
La prima chiesa venne eretta intorno al 1125 dal conte aleramico Enrico di Lombardia in seguito al ritrovamento dell'icona della Vergine Maria santissima del Màzzaro, proclamata dal popolo patrona della città.

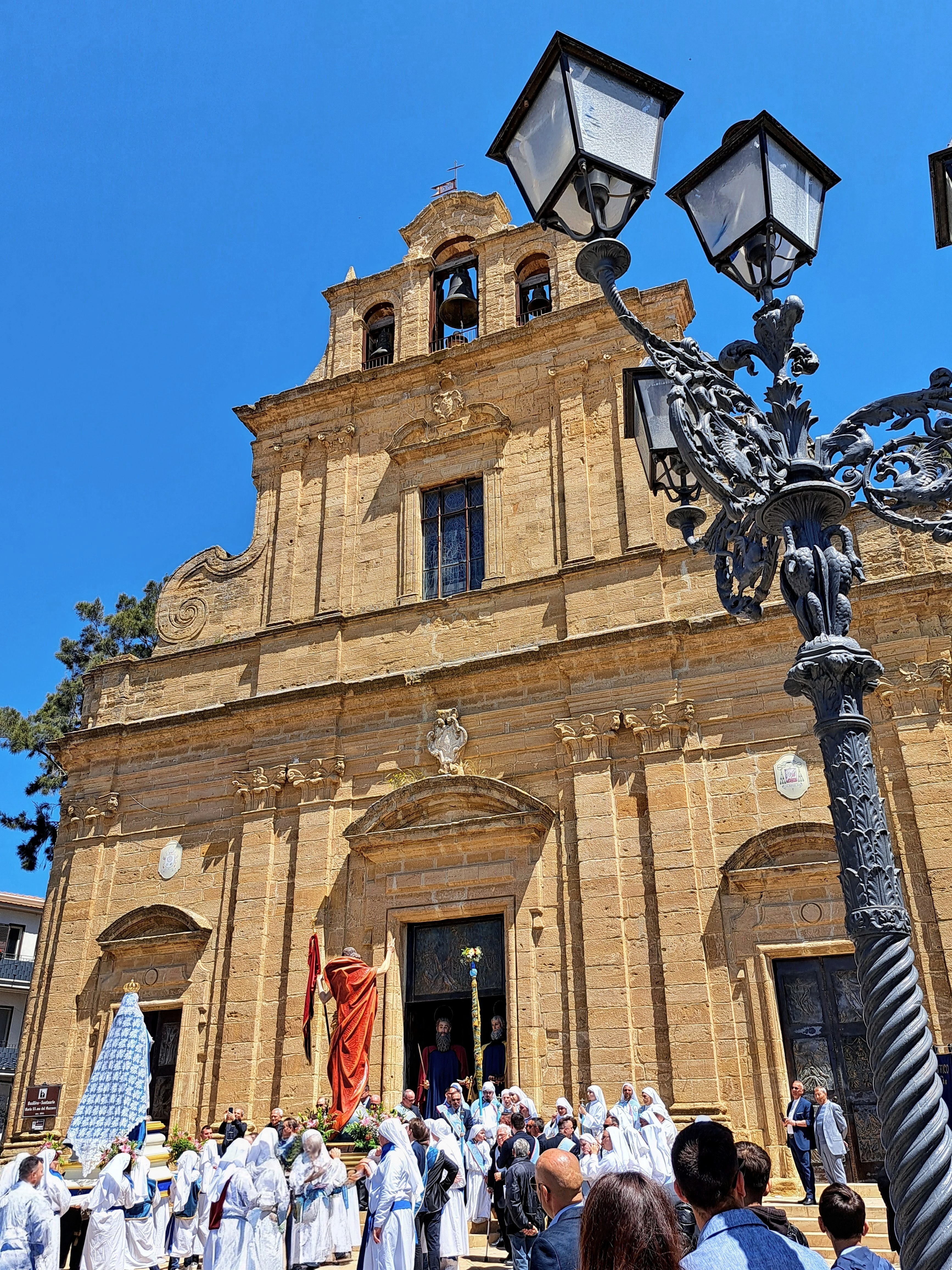
Basilica - santuario di Maria SS. del Màzzaro

La primitiva chiesa venne successivamente ampliata  da Manfredi del Vasto nel 1154, divenuto nuovo signore di Mazzarino. Dopo aver subito gravi danni a causa dal terremoto del 1693, venne ricostruita, in stile tardo barocco, su iniziativa del Frate cappuccino reverendo Ludovico Napoli col sostegno finanziario del Principe di Butera Ercole Michele Branciforte Gravina, nonché grazie al contributo e le elemosine di tutto il popolo mazzarinese a partire dal 1755.
La basilica è suddivisa in tre navate, con pareti e le volte decorate con stucchi in stile tardo barocco siciliano su progetto dell'architetto Natale Bonajuto da Siracusa.

#### Chiesa di Sant'Ignazio di Loyola e collegio dei Gesuiti
L'ex chiesa di Sant'Ignazio di Loyola e l'annesso collegio dei Padri Gesuiti costituiscono un ex complesso monumentale monastico fondati dal principe di Butera e conte di Mazzarino, don Carlo Maria Carafa Branciforte nel 1694, al fine di poter accogliere nella cittadina la Compagnia di Gesù.

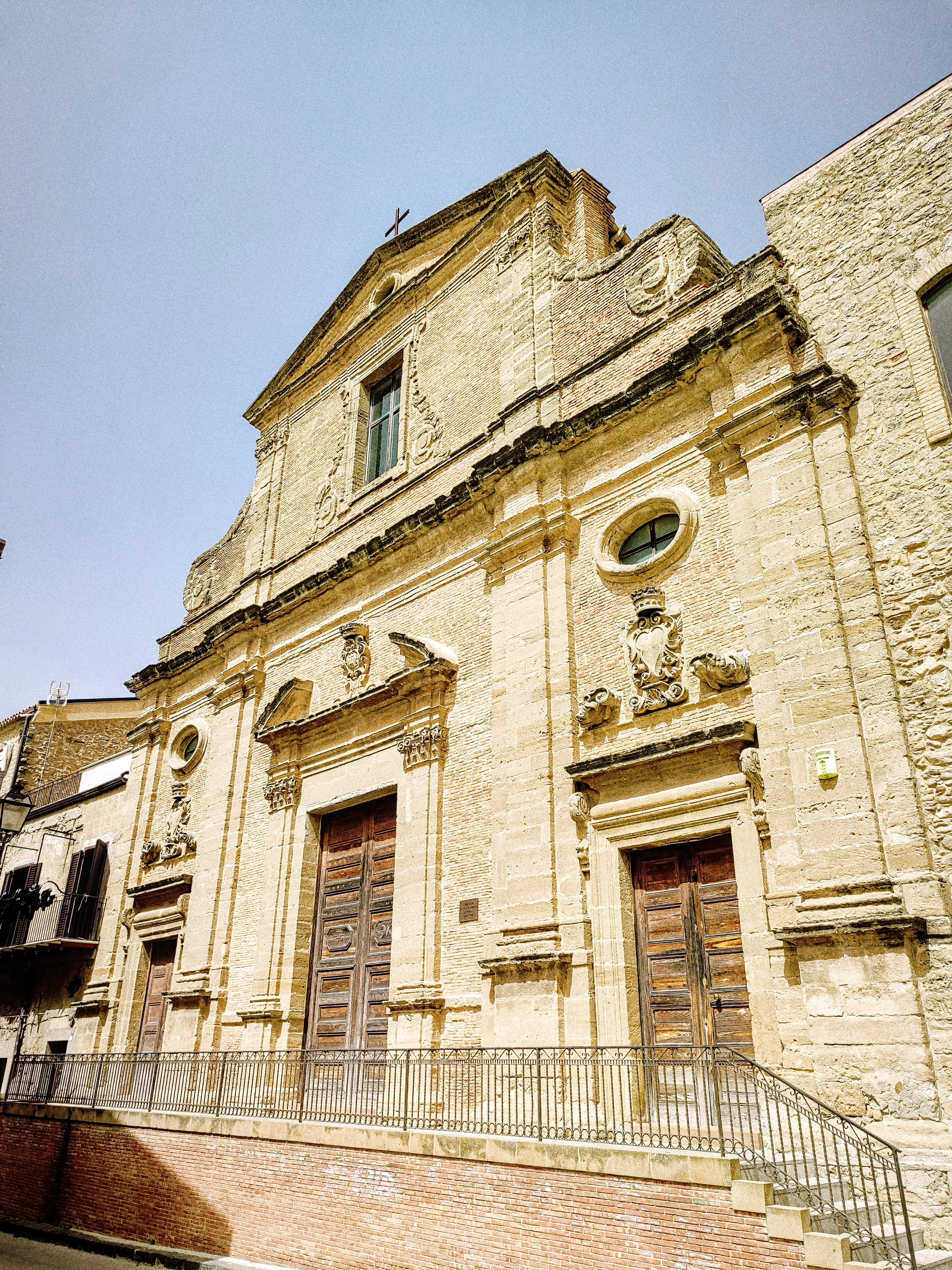
Chiesa di Sant'Ignazio di Loyola

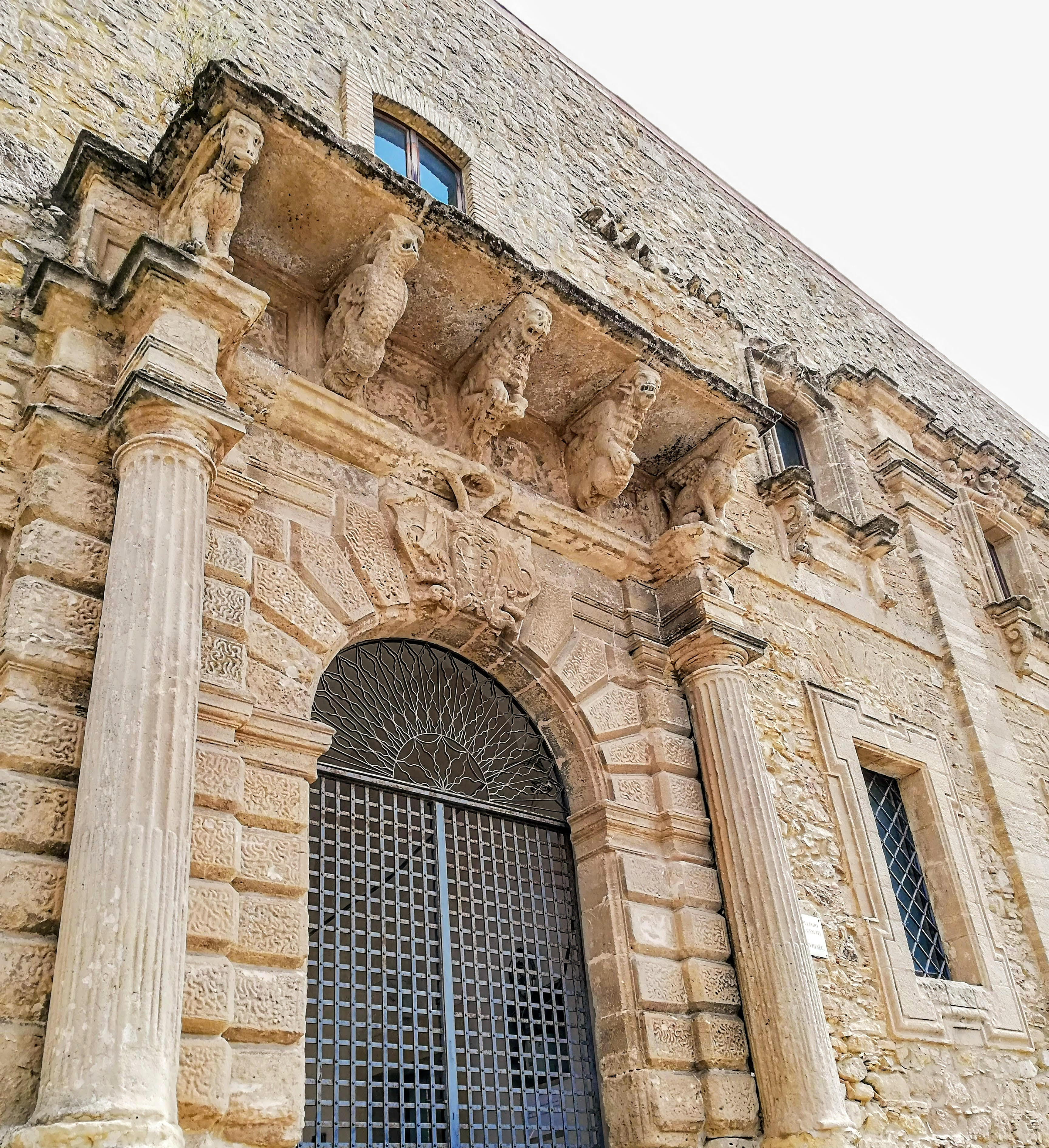
sottobalconi barocchi - collegio dei Gesuiti

La struttura, secondo le fonti pervenute, fu progettata dall'architetto gesuita Angelo Italia, con la collaborazione del Carafa. A seguito della morte prematura del principe e a seguire dello stesso Italia, i lavori di costruzione furono portati a termine sotto la supervisione di fra Michele da Ferla. Padri gesuiti si stabilirono in detta struttura già nel 1699, a lavori non ancora ultimati, e il primo ad insediarsi nel convento fu il mazzarinese Padre Antonino Strazzeri.
I Gesuiti, salvo brevi interruzioni, prestarono presso il collegio di Mazzarino la loro attività educativa e didattica dal 1699 al 1767, impartendo lezioni di teologia morale, filosofia e lettere.

La chiesa e il convento sono un tipico esempio di architettura tardo - barocca del Val di Noto affermatasi dopo il terremoto del 1693.

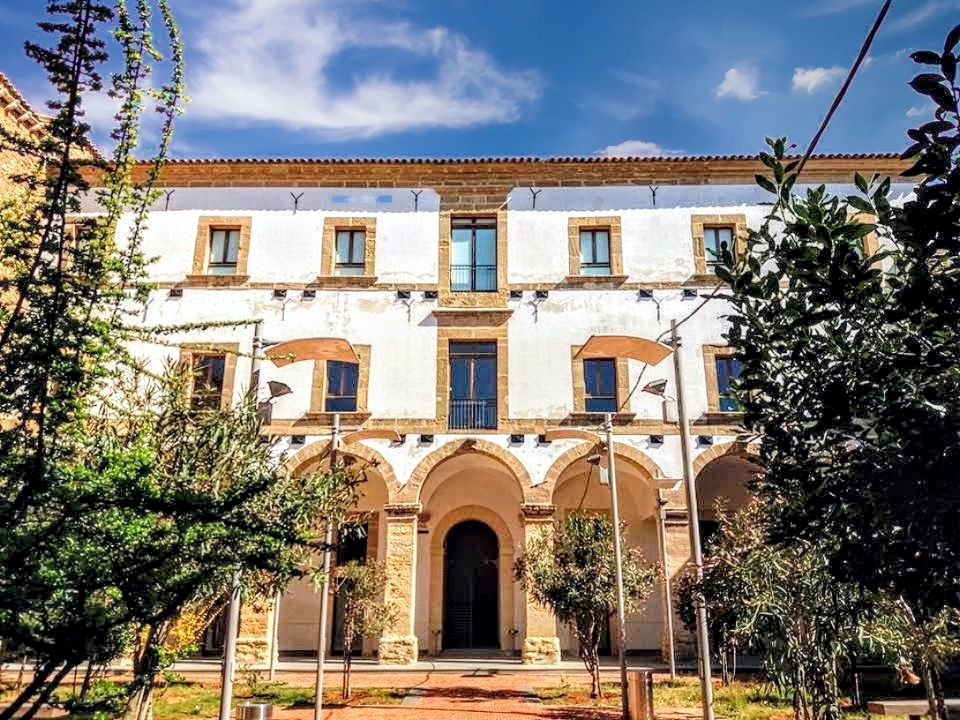
Collegio dei Gesuiti - chiostro

#### Chiesa del Carmine ed ex convento dei Padri Carmelitani
La chiesa di Santa Maria del Carmelo e l'ex convento dei Padri Carmelitani costituiscono un complesso monumentale monastico edificato nel corso del XVII secolo per volere del conte Giuseppe Branciforte e portati a termine dal Priore carmelitano Marco Ferranti.

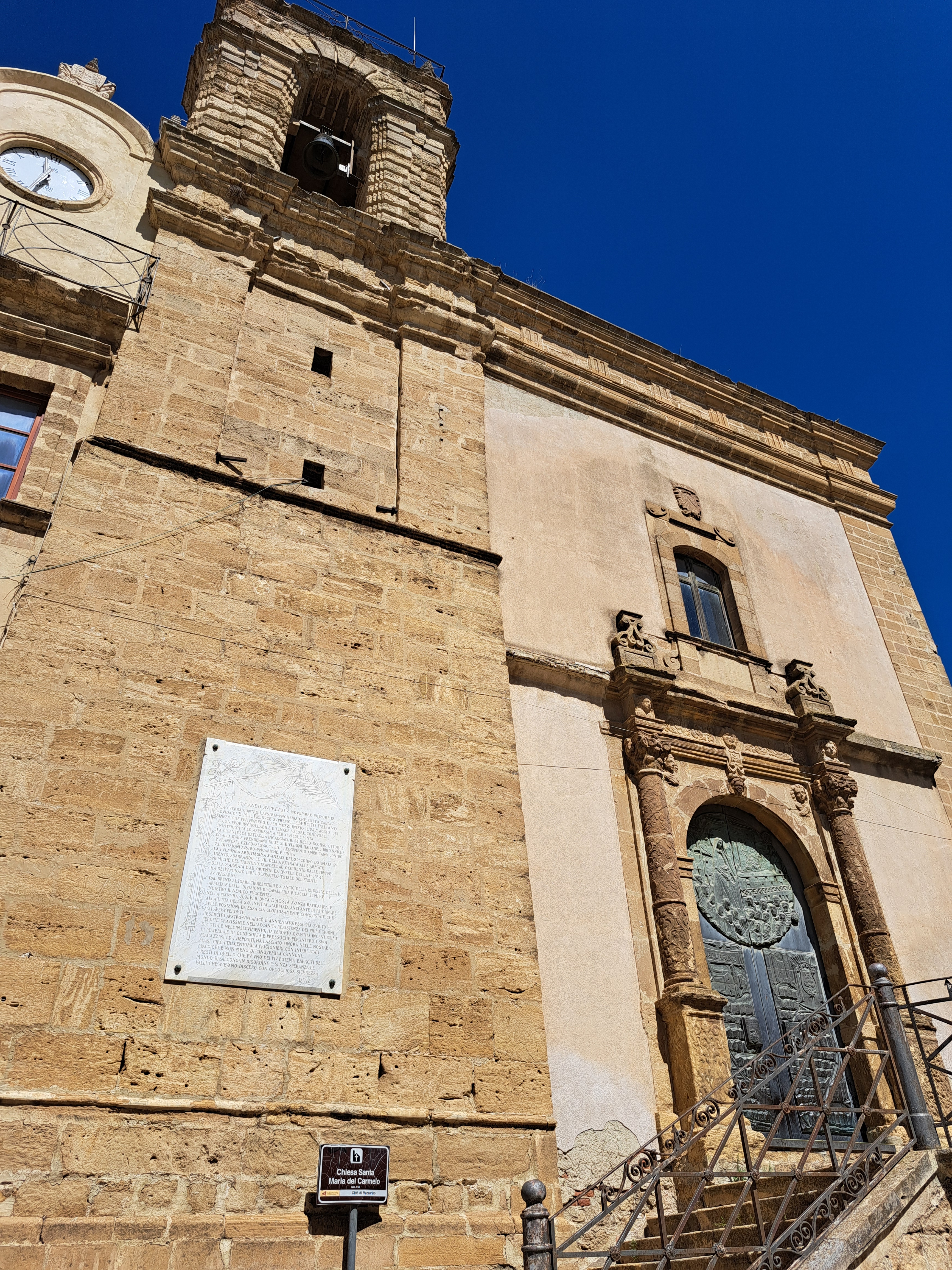
Chiesa e convento dei carmelitani

Il Branciforte dal 1664 al 1675, accrebbe la chiesa delle tre cappelle maggiori, al centro delle quali fece erigere la cupola dedicata a Santo Stefano. Fece, inoltre, decorare le stesse con balaustrate in marmo intarsiato, e a traforo, oltre a far costruire un altare maggiore in marmi policromi intarsiati, adornato ai lati da due statue in marmo che rappresentano la Fede e la Speranza e due putti, sculture di scuola palermitana, ed una tela del pittore seicentesco Mattia Preti, raffigurante il martirio di santo Stefano (trafugato nel 1973).
Gli interni e gli altari laterali sono decorati con stucchi in stile barocco. Nei transetti sono ubicati i sarcofagi marmorei del Principe Giuseppe Branciforte-Branciforte e della moglie Agata Branciforte-Branciforte.
Nell'ex convento oggi hanno sede gli uffici comunali.

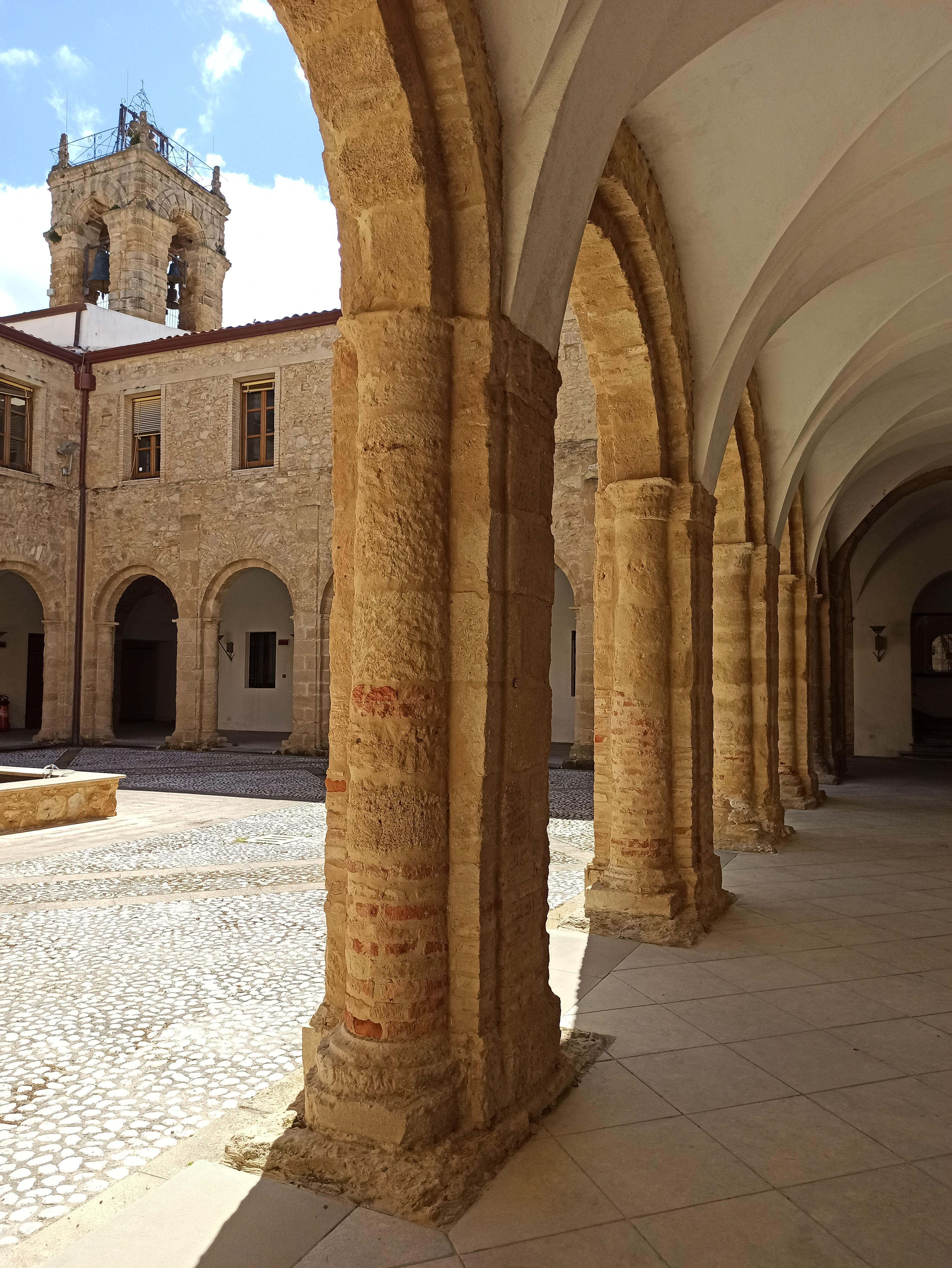
Chiostro dei carmelitani

#### Chiesa del Santissimo Crocifissodell'Olmo

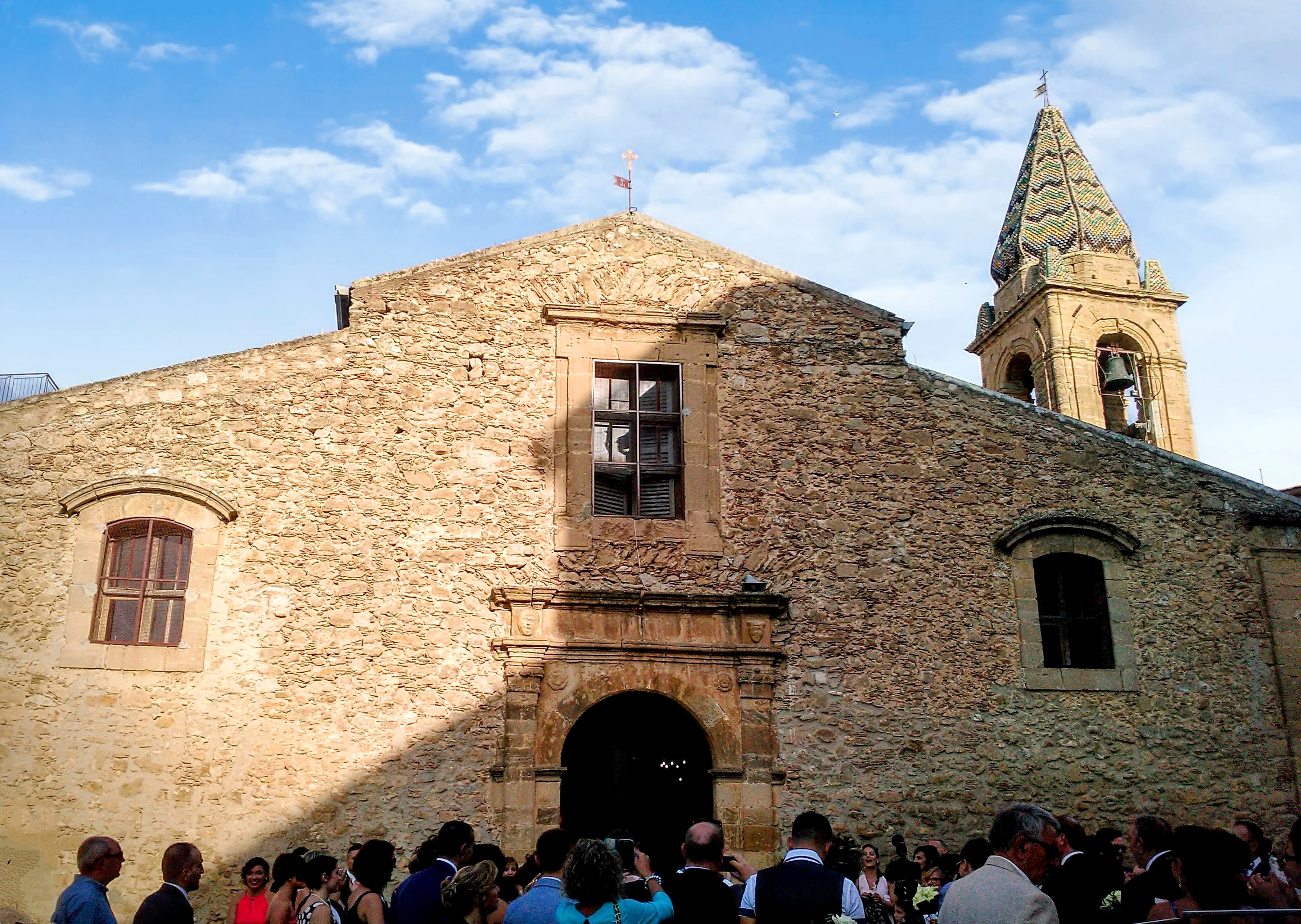
Chiesa del Santissimo Crocifisso dell'Olmo

L'impianto originario della chiesa risale al X-XI secolo, ovvero al periodo successivo alla riconquista normanna della Sicilia, e alla cacciata degli arabi, essa, infatti, fu fondata dagli aleramici divenuti signori della città di Mazzarino, come riporta lo storico Ingala, al fine di ripristinare il culto cristiano. Secondo le fonti la chiesa era in stile siculo-normanno, con archi a sesto acuto. Essa subì ingenti danni e crolli a causa del terremoto del 11 gennaio del 1693 e venne ricostruita dalla fondamenta nel 1756 per volontà e voto del Marchese Filippo Bivona, originario di Messina, trasferitosi a Mazzarino per sfuggire alla peste del 1743.

#### Chiesa di San Francesco d'Assisi e convento dei frati Cappuccini

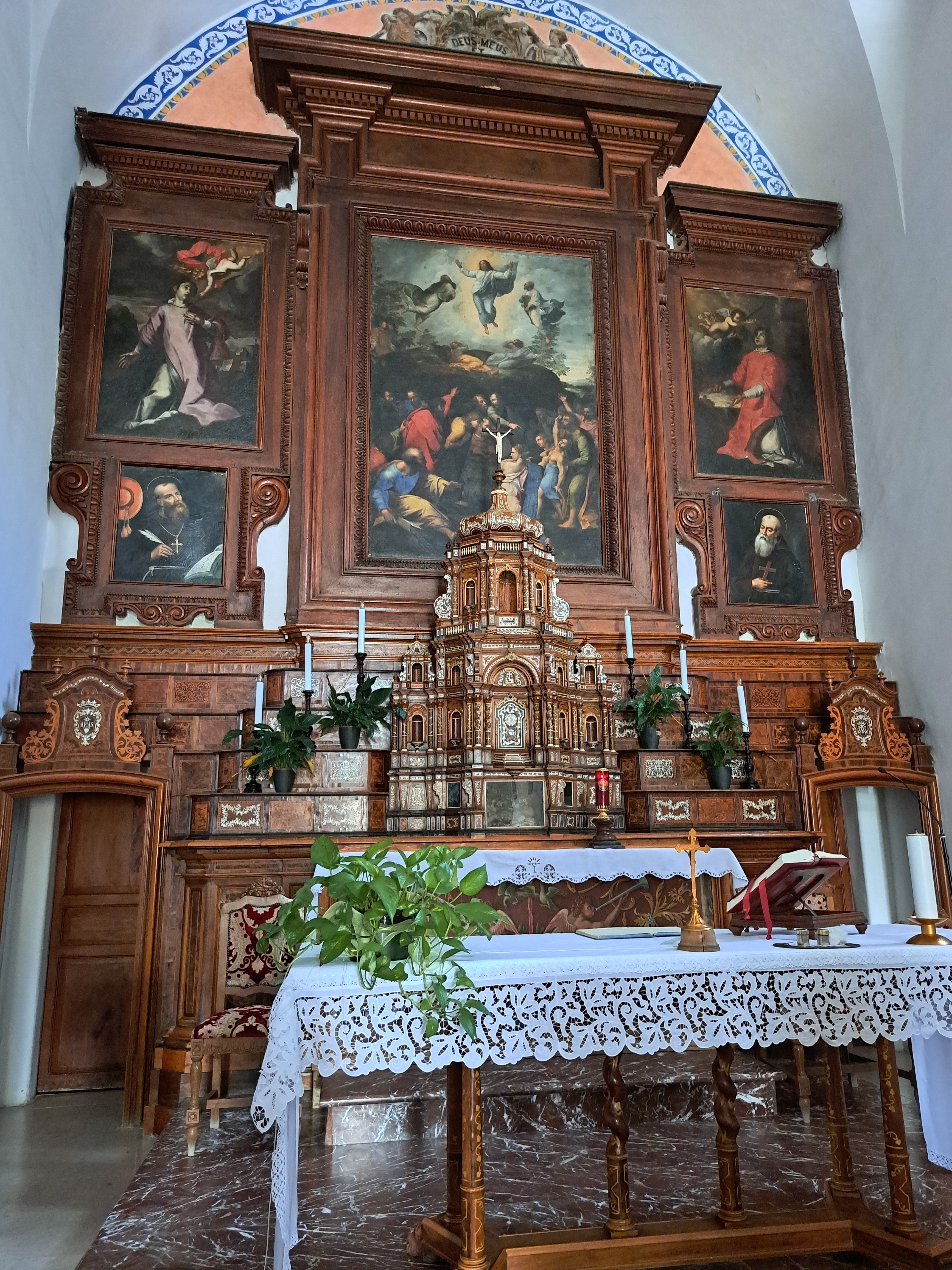
Custodia lignea della chiesa dei Cappuccini, realizzata da Fra Angelo Gagliano da Mazzarino (XVIII sec.)

Con annesso convento dei Cappuccini; eretta intorno al 1120, vi si venerava la Madonna delle Grazie e poi fu dedicata a San Francesco d'Assisi. La costruzione del convento fu voluta e finanziata nel 1574 dal barone Pietro Rivalora. La chiesa custodisce un altare ligneo, intarsiato in madre perla e legni rari e pregiati opera del XVIII secolo del frate cappuccino Angelo Gagliano. Sempre sulla macchina d'altare è presente una tela raffigurante l'Ascensione di Gesù, copia del Raffaello, attribuita la pittore Giulio Romano e altre opere di Filippo Paladini e Domenico Provenzani.

#### Chiesa dell'Immacolata Concezione

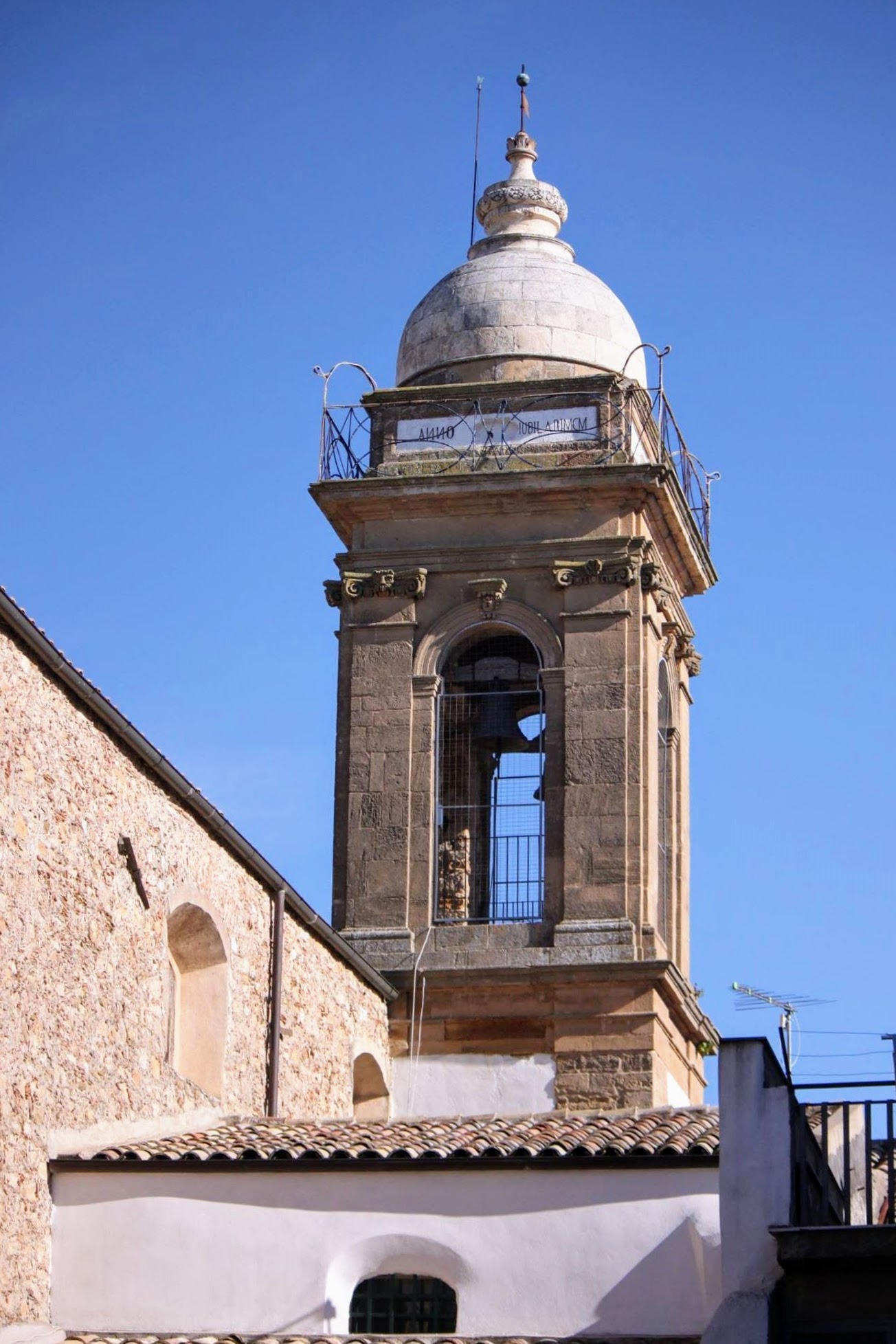
Campanile chiesa dell'Immacolata Concezione

La chiesa ha origini molto antiche; sorse, infatti, intorno al XIV secolo, accanto ad un convento di Padri Conventuali. Come riporta l'Ingala, prima del 1606, la chiesa era dedicata a Maria Santissima della Catena, allorquando i padri conventuali, che officiavano nel convento annesso, fecero dipingere la grande pala d'altare al pittore fiorentino Filippo Paladini raffigurante l'immacolata concezione e San Francesco d'Assisi che intercede per le anime purganti, ove lo stesso pittore si autoritrae col saio francescano e mostra la scritta: «Filippus Paladini Florentinus pingebat, anno 1606.».
Nel 1604 vi fu istituita la Congregazione dei Figli di Maria Immacolata, cui fece parte anche il Conte Giuseppe Branciforte. Tra i doveri delle congregazione vi era quello di festeggiare la solennità dell'immacolata Concezione.

#### Chiesa di San Domenico e convento dei Domenicani
La chiesa venne eretta nel 1480 per volontà del nobile mazzarinese Antonio Alegambe e venne inizialmente dedicata a Santa Maria del Soccorso. L'edificio di culto è annesso all'ex convento dei Frati Domenicani (ventiseiesima istituzione dell'ordine in terra di Sicilia fondata nel 1518);

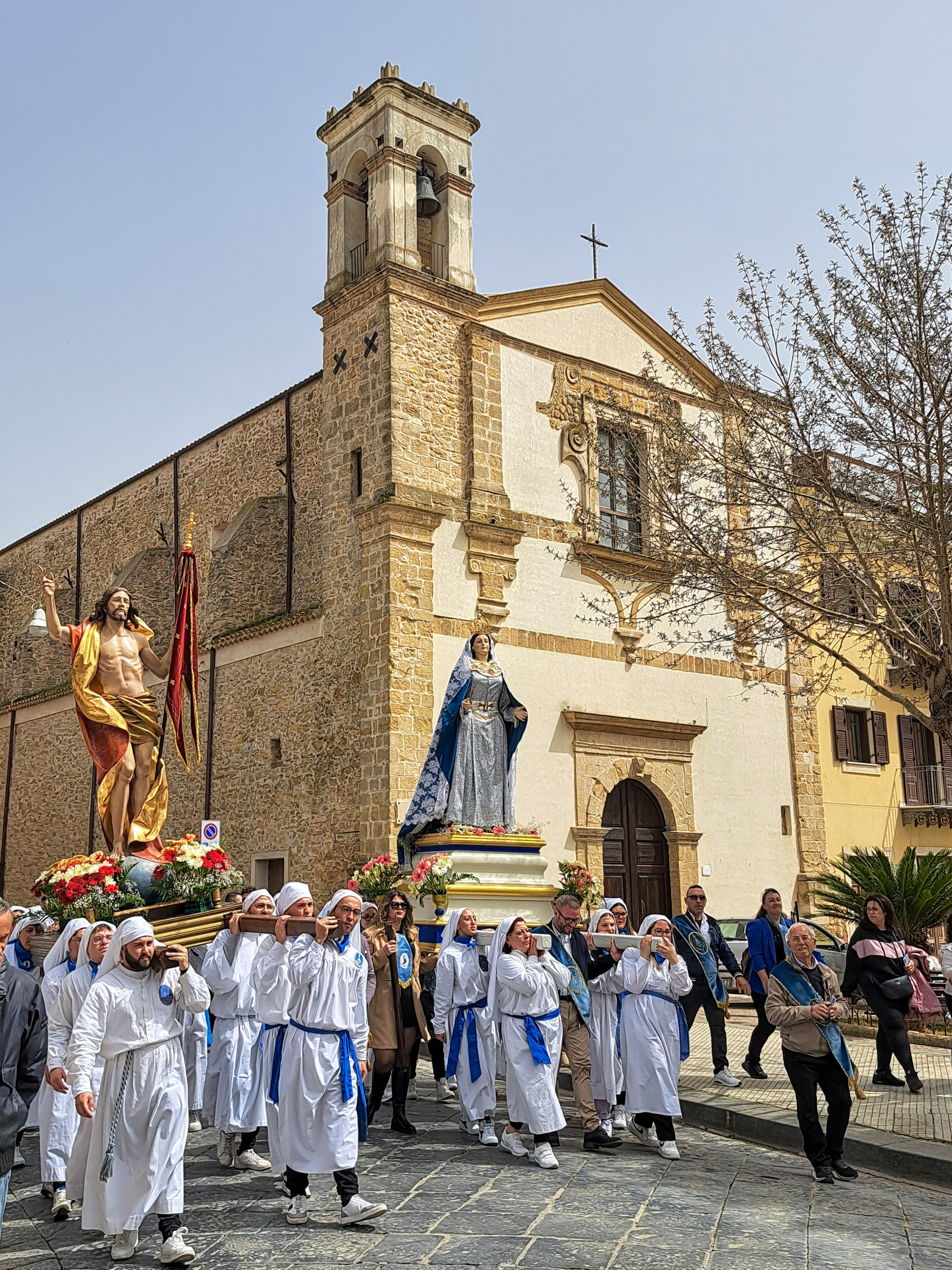
Chiesa di San Domenico

La chiesa al suo interno, riccamente decorata con stucchi in stile barocco, custodisce la statua di Maria SS. del Rosario la cui festa ricade nella prima domenica di ottobre e un pregevole simulacro del Cristo morto in pelle di antilope africana, che viene portato in processione la sera del venerdì santo.
L'altare maggiore decorato con stucchi dal Signorelli espone una grande e pregevole pala d'altare raffigurante la vergine del Rosario, opera del pittore fiorentino Filippo Paladini del 1608,che ai piedi della Vergine volle dipingere se stesso a mani giunte, vestito col saio domenicano. In basso, ai piedi della Vergine si legge: Filippus Paladini Pn, ex devotio Pasca. Rondello 1608. La chiesa presenta una sola navata.

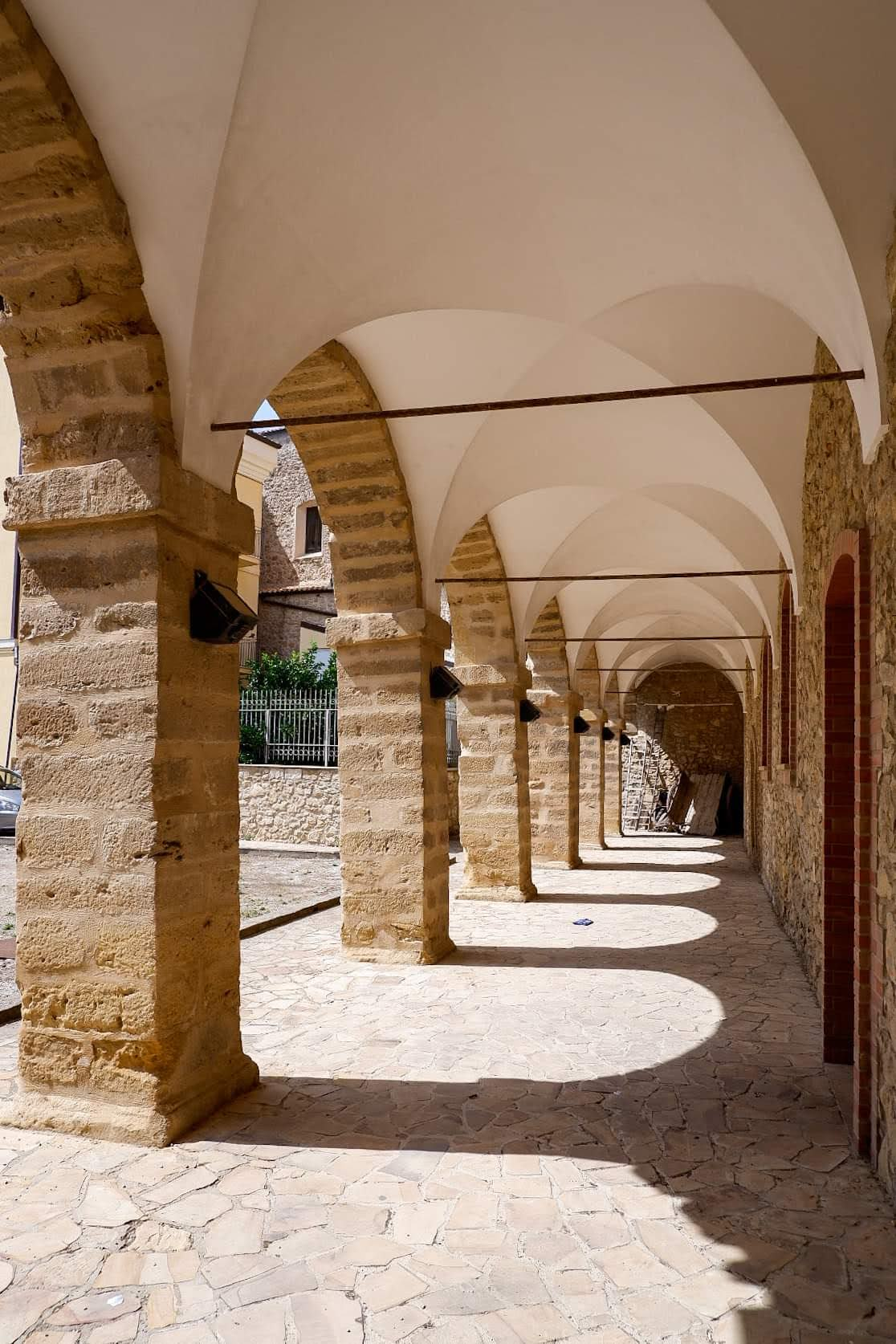
Chiostro convento di San Domenico

#### Chiesa di Santa Lucia

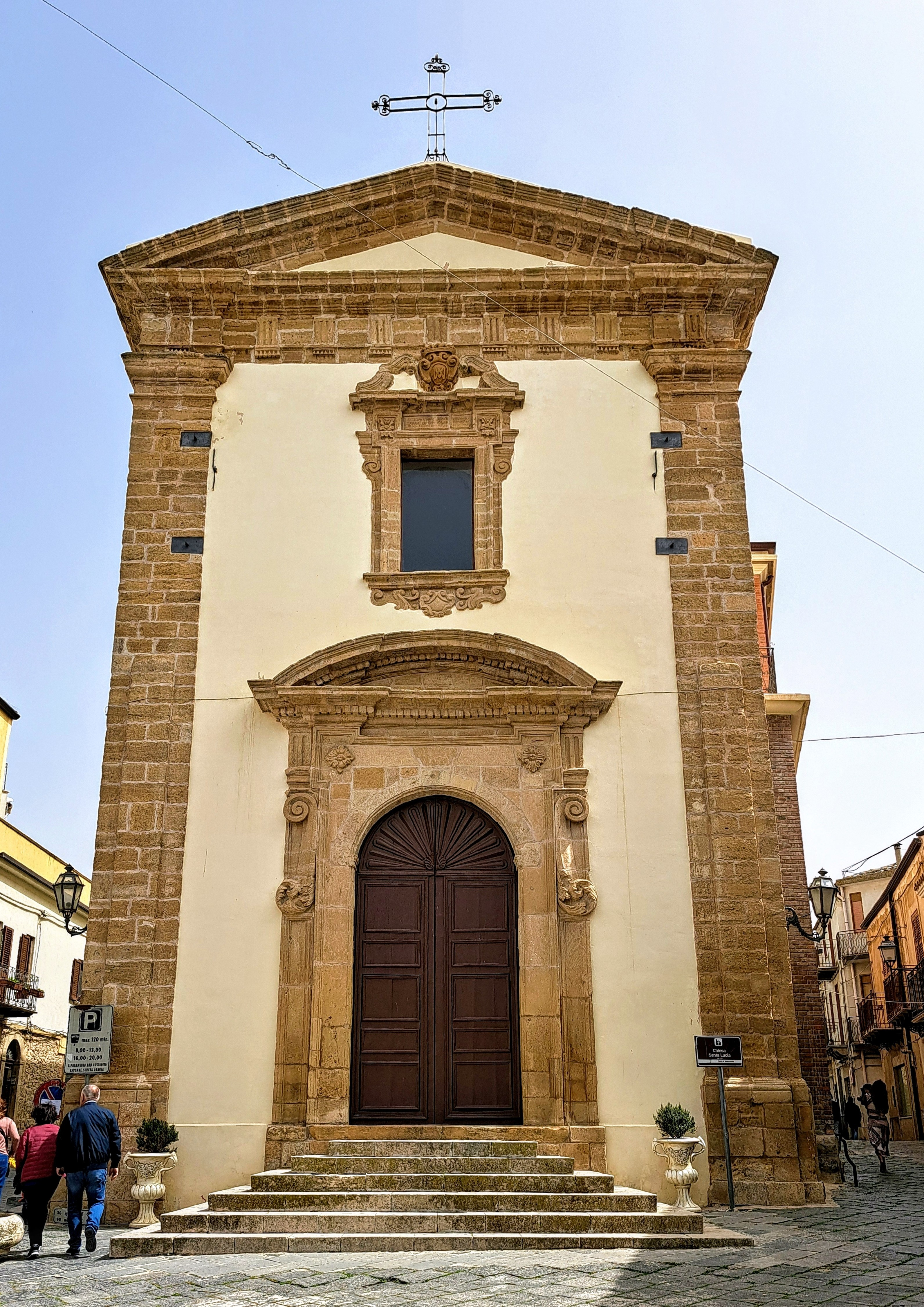
Chiesa di Santa Lucia

L'origine della chiesa di Santa Lucia è sconosciuta, tuttavia stando alla storiografia pervenutaci, si sostiene che sia stata eretta intorno XV secolo, e che fosse annessa ad un convento di monaci benedettini. Nel corso del '700 fu ristrutturata ad fundamenta dal sac. Antonio Zanchì. Venne eretta parrocchia nel 1923.
La chiesa è ad unica navata con prospettiva rivolta ad occidente, presenta un grande portone di ingresso con arco a tutto sesto, sormontato da un timpano semicircolare, al di sopra del quale si apre una finestra rettangolare con cornice in pietra intagliata e timpano spezzato. Completano la prospettiva nel fastigio sommitale una trabeazione e un timpano triangolare. Gli interni sono decorati con stucchi in stile tardo-barocco.

#### Chiesa Maria Santissima della Lacrima
Ebbe origine da un fatto accaduto alla vista di tutti nel 1638, quando nella casa di un certo Giuseppe Peloso, si vede lacrimare un quadro della Santa Vergine. La casa venne demolita e dalle sue ceneri, per volere del popolo e per carità del conte Giuseppe Branciforte, fu eretta la chiesa attuale avente forma circolare, a tre navate, secondo la tradizione del diametro della cupola di San Pietro a Roma. Vi si venera Santa Rita la cui festa ricorre nel mese di maggio.

#### Chiesa di Santa Maria del Gesù e convento dei Padri Minori Riformati

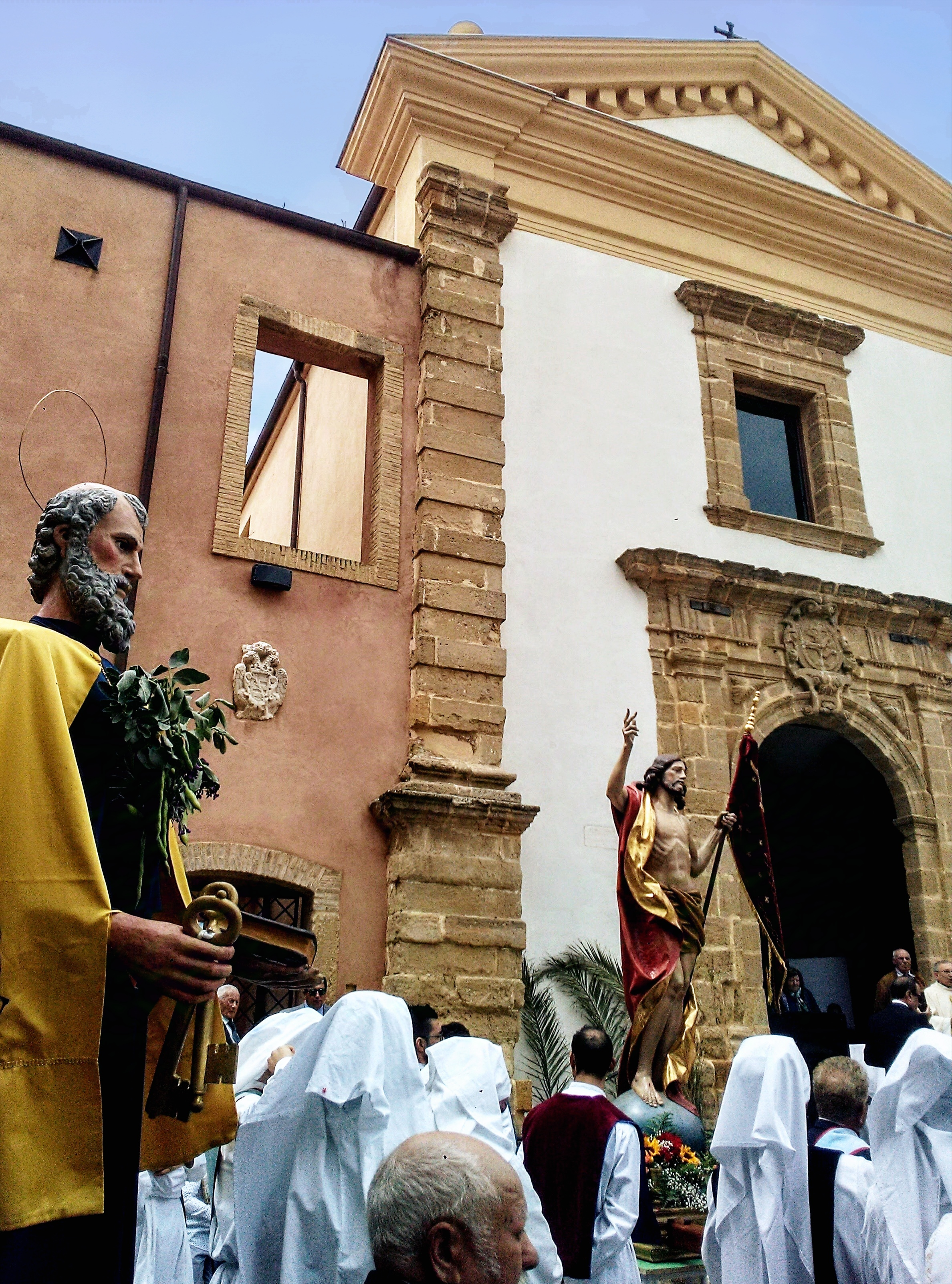
Chiesa e convento di Santa Maria di Gesù

Con annesso convento, si presenta con una sola navata. Eretta nel 1425 e dedicata a Sant'Ippolito, annesso alla chiesa, nel 1573, venne costruito il convento di Santa Maria del Gesù, da cui prese il nome tutto il complesso. La sua erezione a parrocchia avvenne nel 1943.

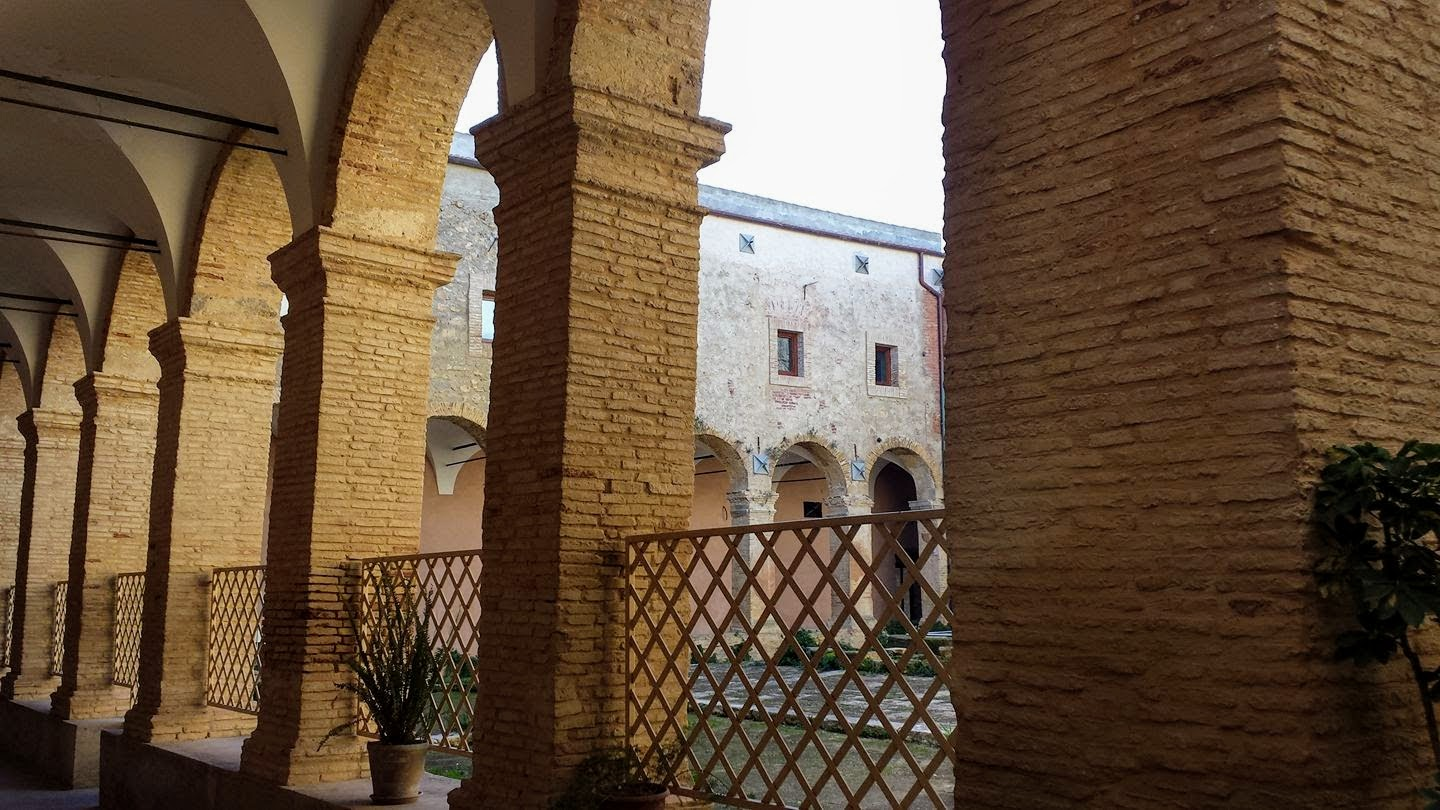
Chiostro padri minori riformati

#### Chiesa di Santa Maria delle Grazie (XI secolo)
Eretta intorno all'XI secolo nelle vicinanze dell'antica Mazzarino, vi si celebra la Santa Messa una volta l'anno, il 2 luglio. Nel 1973 vennero rubati il Crocifisso e un quadro della Madonna di pietra di gesso, risalente quest'ultima alla stessa epoca di erezione della chiesa, ove erano impressi dei geroglifici greci.

#### Chiesa dell'Addolorata (Spirito Santo)

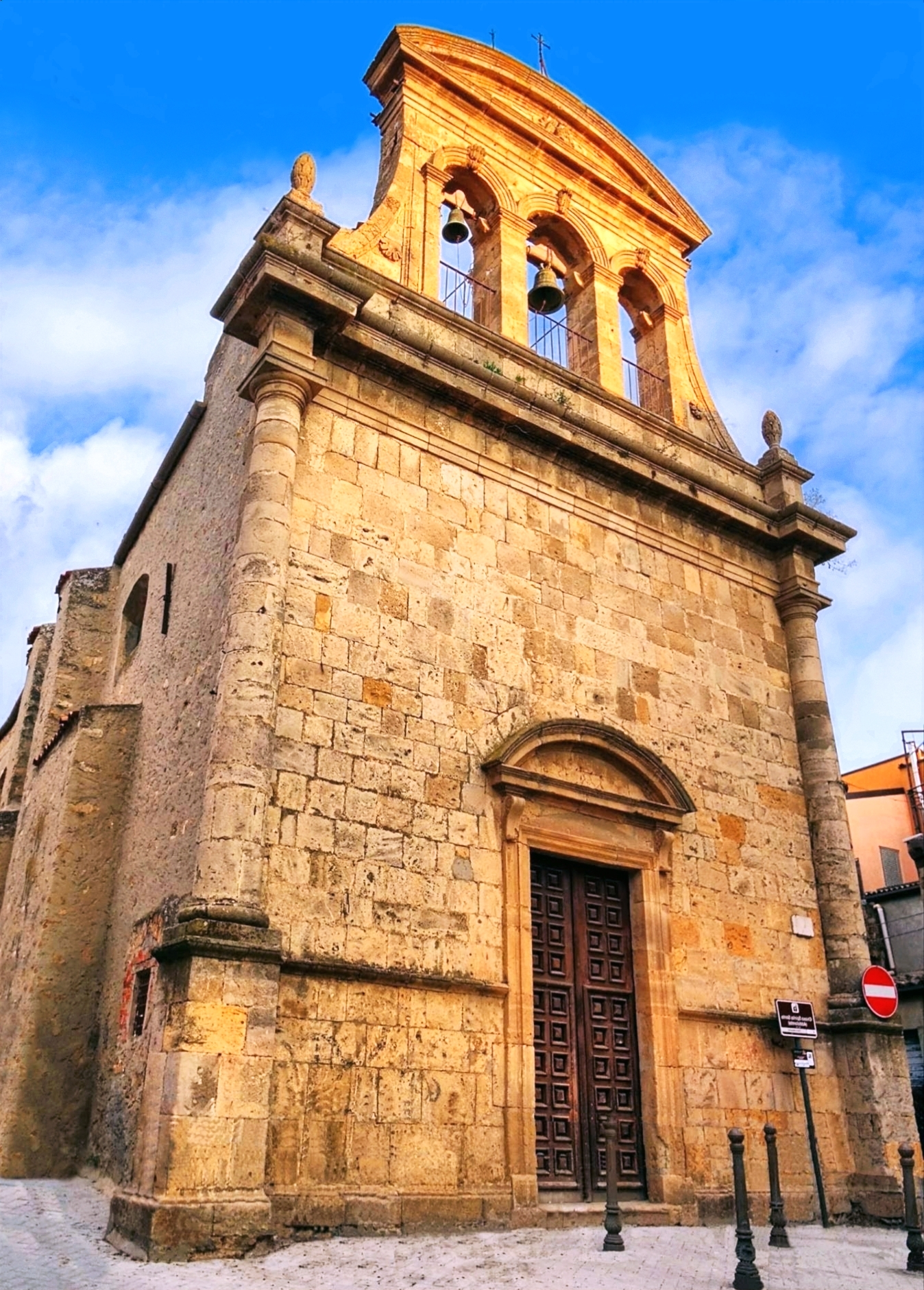
Chiesa dello Spirito Santo

La chiesa dello spirito Santo venne eretta nel XVI secolo per volontà del conte Giuseppe Branciforte, è ad unica navata, la facciata è in blocchi di pietra squadrati, ai lati presenta due semi colonne che sorreggono il cornicione di finimento, alla sommità si trova la vela campanaria tripartita sormontata da un timpano semicircolare. Nel 1680 il principe Carlo Maria Carafa vi istituì la confraternita dell'addolorata.

#### Chiesa di San Giuseppe

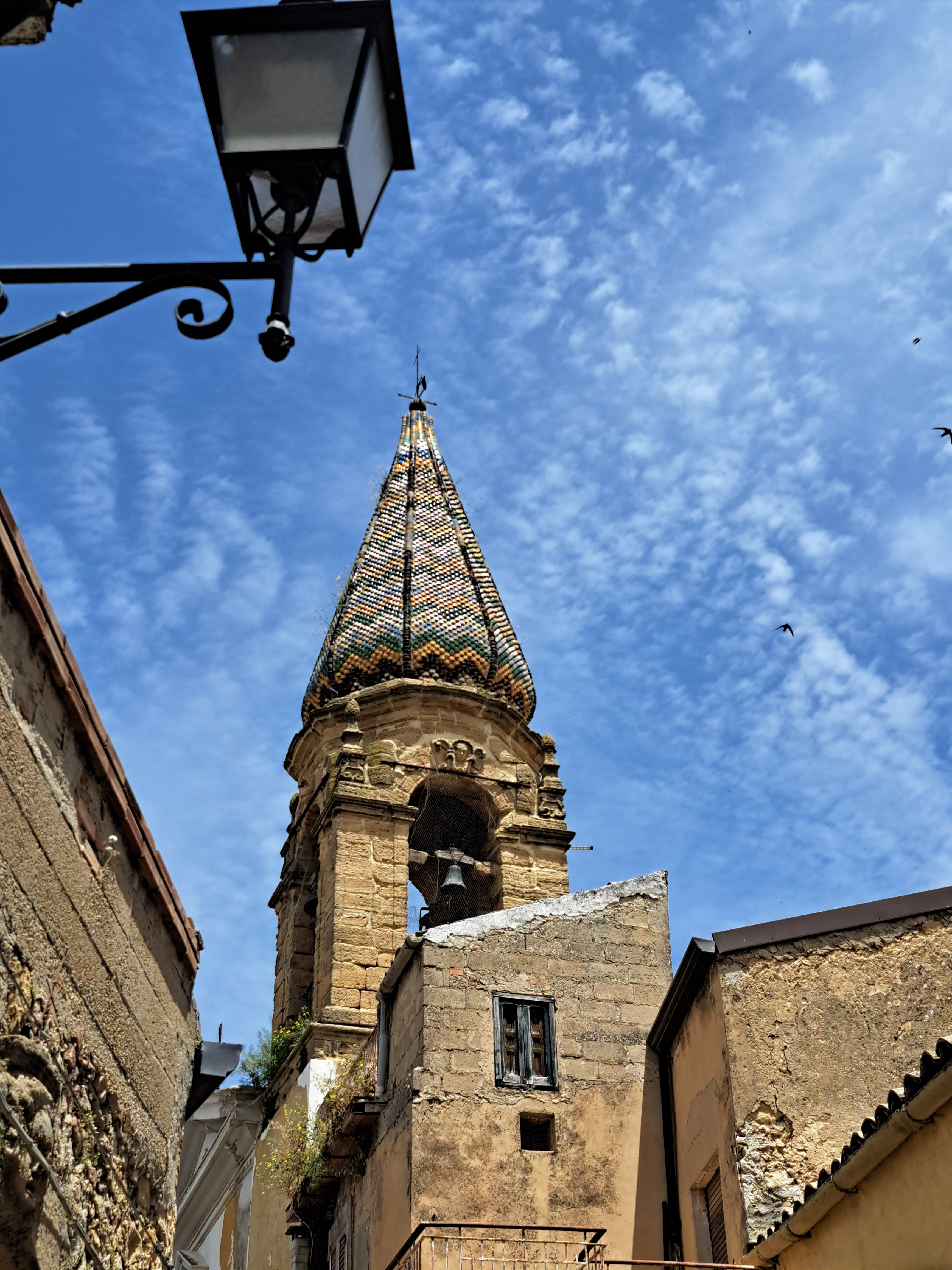
Campanile chiesa di San Giuseppe

La chiesa di San Giuseppe risale al XVI secolo, è ad unica navata, ha un artistico campanile con griglia conica in mattoni maiolicati policromi.

#### Cappella del Calvario
L'edificio venne eretto nel 1812 con fondi raccolti tramite pubblica beneficenza, per riparare durante il Venerdì Santo i Simulacri protagonisti dei Misteri Pasquali.

#### Chiesa del San Salvatore (VI-VII secolo)

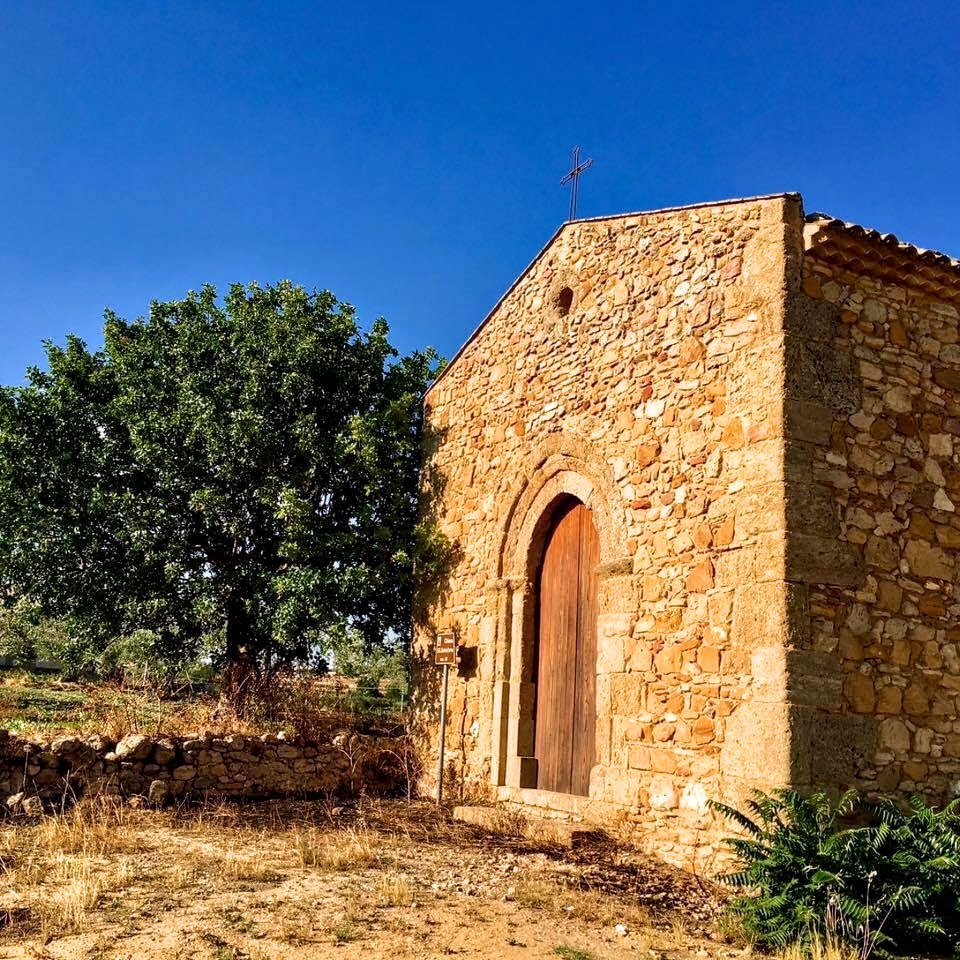
Mazzarino - chiesa del Santissimo Salvatore

Venne eretta nel VI-VII secolo quando Macharina (attuale Mazzarino) era ubicata nella pianura, è considerata la prima chiesa della Mazzarino medievale sino all'anno mille.

#### Chiesa del santissimo Crocifisso dei Miracoli o di Sant'Agata (IV-V secolo)
L'impianto della chiesa risale al IV-V secolo dopo Cristo. Anticamente era dedicata a Sant'Agata oggi vi si venera il Santissimo Crocifisso detto dei Miracoli. Lo stile originario dell'edificio era quello tipico greco-bizantino con tre navate, la chiesa nel corso dei secoli ha subito diversi rimaneggiamenti, in particolare nel corso dell'800 allorquando venne ricostruita la prospettiva e la chiesa arricchita degli stucchi interni ad opera dei fratelli Fantauzzi. Nel 1865 fu edificato il campanile. Questa chiesa fu la prima "Madrice" della Città di Mazzarino.

#### Chiesa di San Francesco di Paola (XIII secolo)

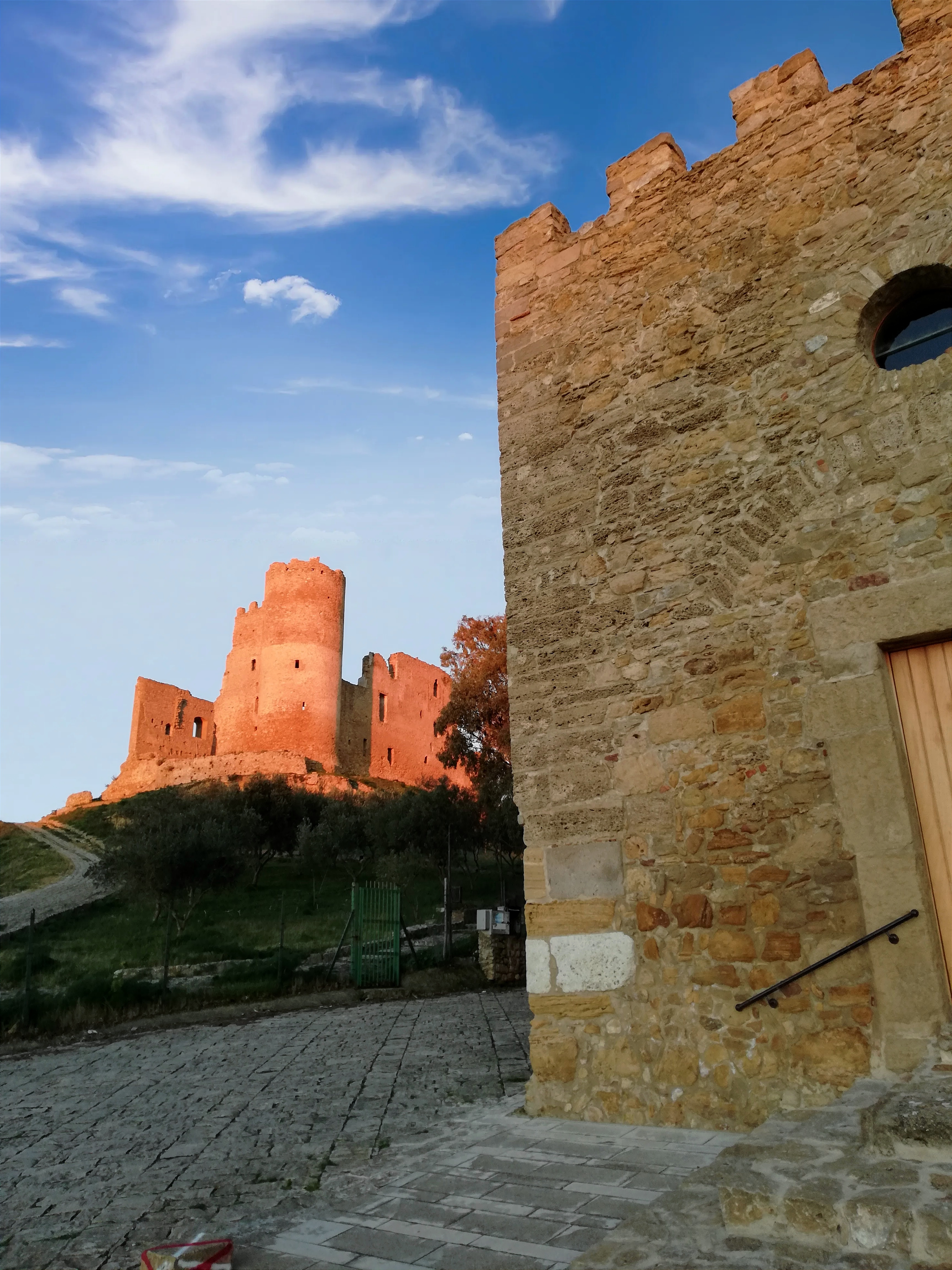
Chiesa di San Francesco di Paola

La chiesa di san Francesco di Paola è attualmente annessa alla ex Casa del Fanciullo Boccone del Povero. La chiesa, secondo le fonti, venne edificata nel XIII secolo, come cappella palatina ed era attigua ad un convento di padri eremiti di san Corrado. Attiguamente alla antica chiesa sorse il primo convento dei Carmelitani.
L'edificio presenta tipici elementi architettonici d'arte medievale, come le volte a crociera e finestre ogivali. L'edificio è prospiciente l'antico castello (U Cannuni).

### Architetture militari

#### Il castello di Mazzarino."U cannuni"
'U Cannuni (in siciliano) è il castello di Mazzarino; castello di origine normanna, edificata intorno al XII secolo, probabilmente sui resti di preesistente ars romana. L'edificio conserva un'unica torre superstite di forma cilindrica e alcune pareti. Sono ancora visibili le grandi finestre che illuminavano gli ambienti, i camini scavati nella spessa muratura e alcune stanze della torre e la merlatura. Fu dapprima una avamposto militare fortificato, per essere trasformato, successivamente, nella residenza dei signori della città: i Branciforte, Principi di Butera e Conti di Mazzarino che lo abitarono sin al 1550 circa.

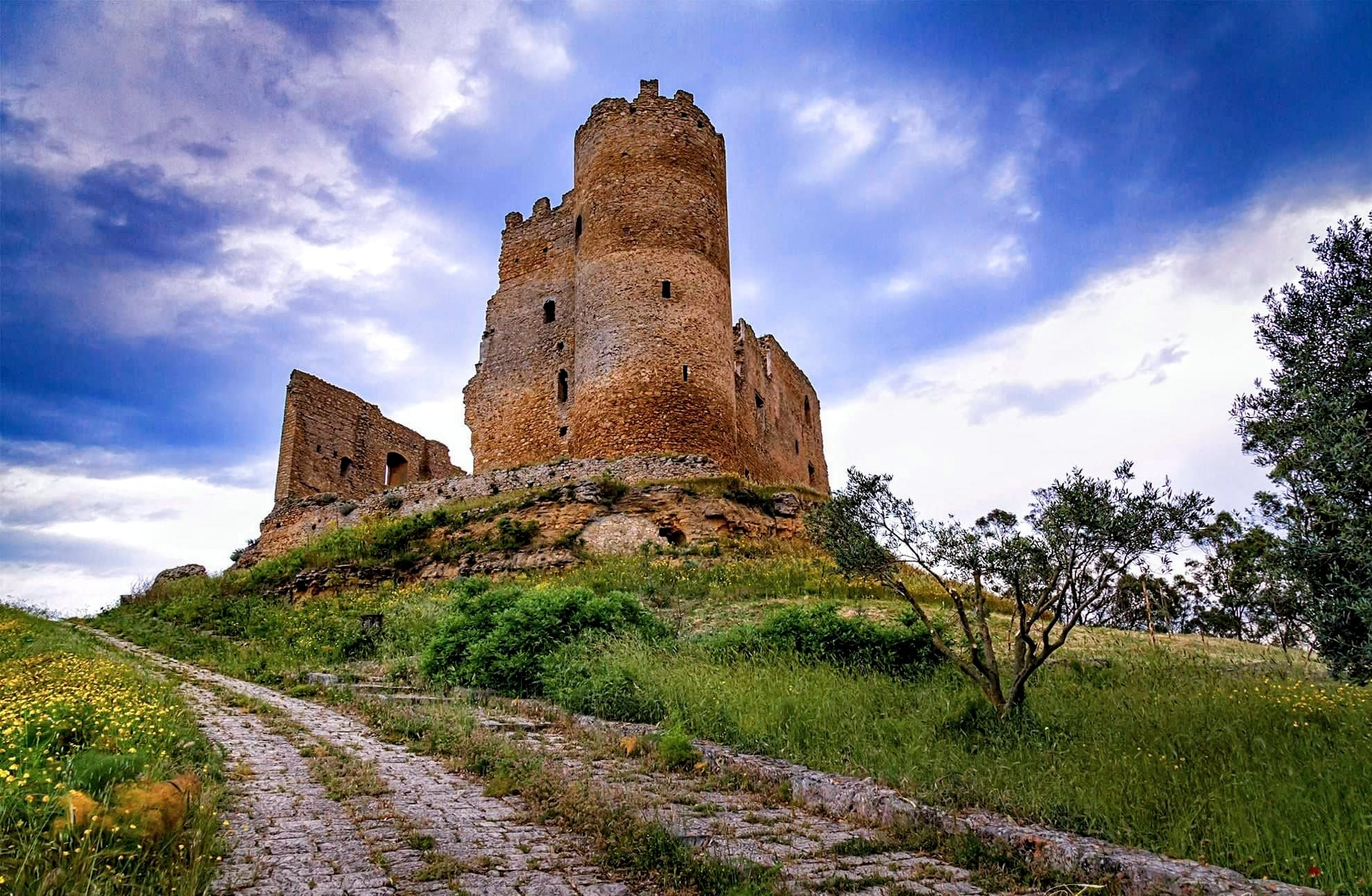
Il Castello di Mazzarino

Il castello venne progressivamente abbandonato già nel corso del 1500, sia a causa della vetustà dell'edificio, che per le frane e smottamenti tellurici che interessarono le aree adiacenti la fortezza, che lo resero in parte inagibile isolato e indussero i Branciforte ad edificare il nuovo palazzo, nel centro dell'attuale abitato, che divenne il fulcro della vita politica ed economia della città, determinandone l'espansione urbanistica nei secoli successivi.

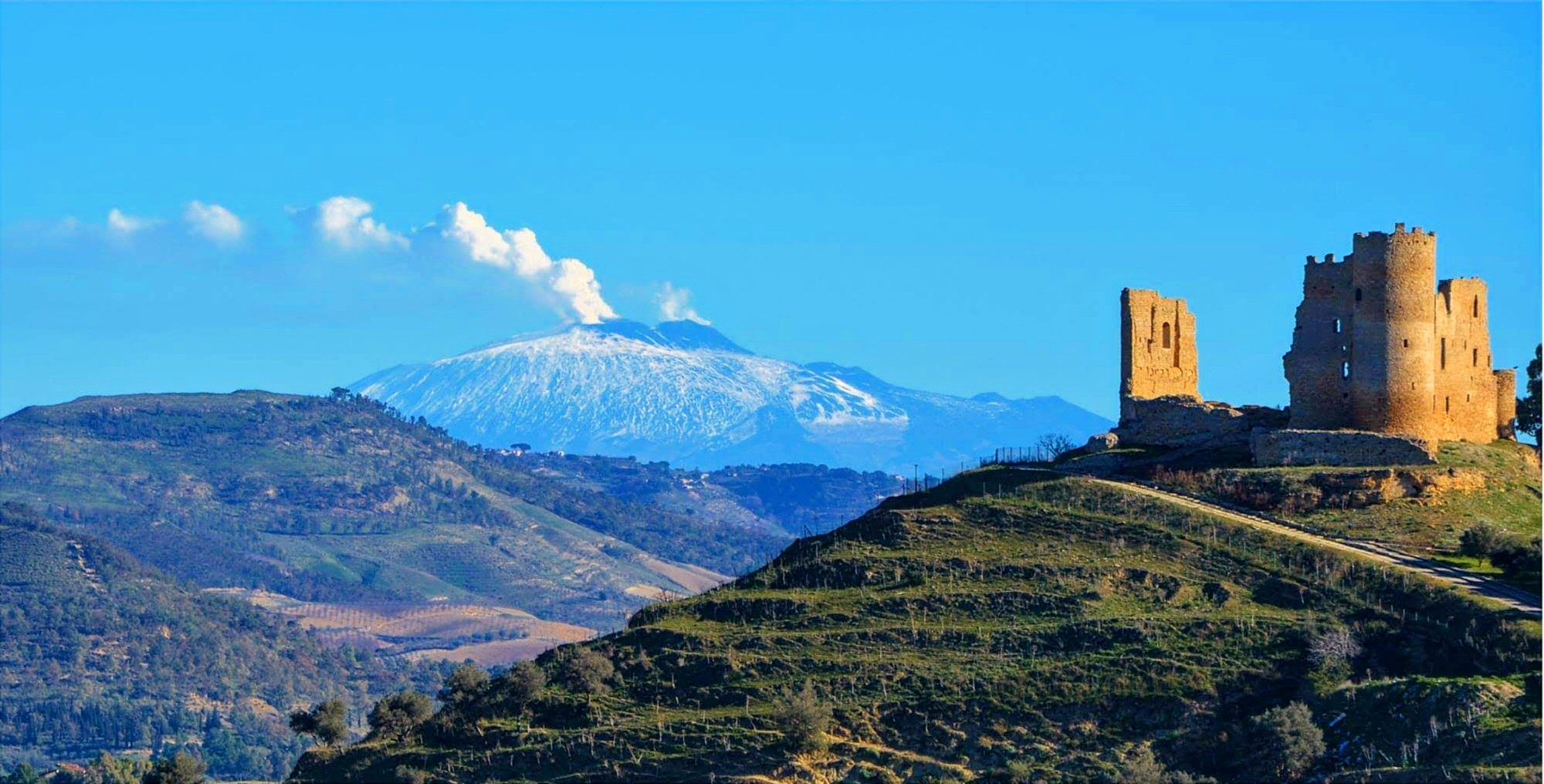
Ruderi del Castello di Mazzarino e l'Etna

#### Il Castello diGarsiliatooGrassuliato
Un altro castello, in territorio di Mazzarino visibile dalla strada provinciale13 per Catania, in contrada Salomone, è il Castello di Garsiliato o Grassuliato, di cui restano pochi ruderi e le antiche cisterne interrate.
La storia della fortezza si ricollega a quella dei Normanni giunti in Sicilia a partire dal 1061 e dei mercenari provenienti dalla Marca Aleramica, che occuparono dal 1076 i monti Erei e le aree interne in prossimità dei principali corsi d’acqua (fiumi Gela, Braemi, Mulinello-Calderari, Gornalunga), al fine di incunearsi e penetrare tra le forze arabe resistenti di Noto (ad est) e di Butera (ad Ovest).
I mercenari lombardi dopo la conquista dell’isola occuparono le terre e i villaggi arabi di Malga Halil, Garsiliato, Iblatasha, Anaor (Monte Navone), Fundrò e Butera, costruendo anche nuovi centri fortificati, Aidone, Rossomanno e Mazzarino, per dare alloggio e terre da coltivare a popolazioni provenienti dal savonese e dal basso Piemonte dando vita ad un'area abitata da “Lombardi” che si insediarono accanto a nuclei abitati da Arabi, Ebrei e Bizantini. Il Castello di Garsiliato o Grassuliato sorse al centro di questa area su un'altura a quota 418 metri s.l.m. a controllo della vallata circostante e del fiume Gela.

##### Storia del castello

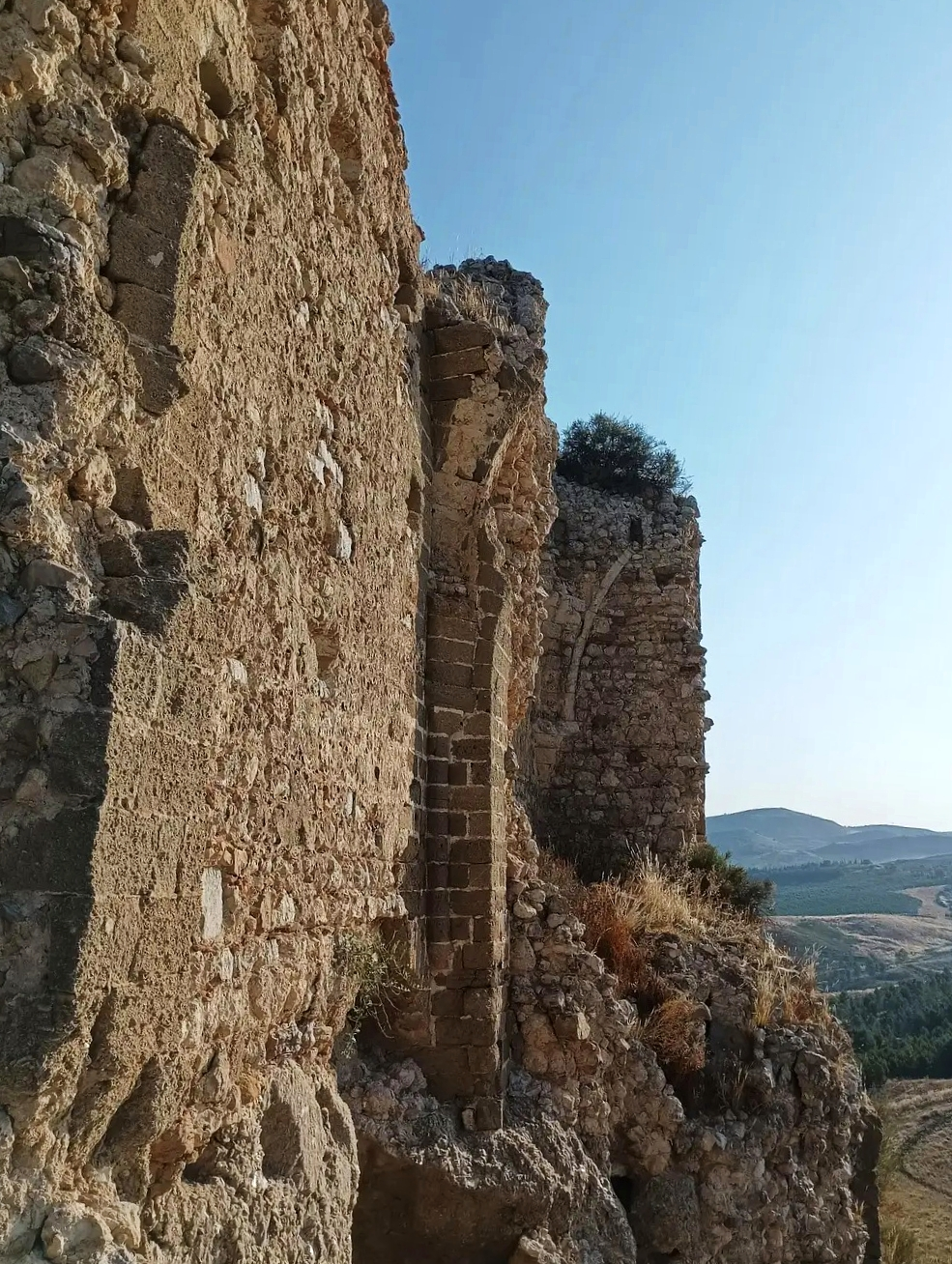
Castello di Garsiliato

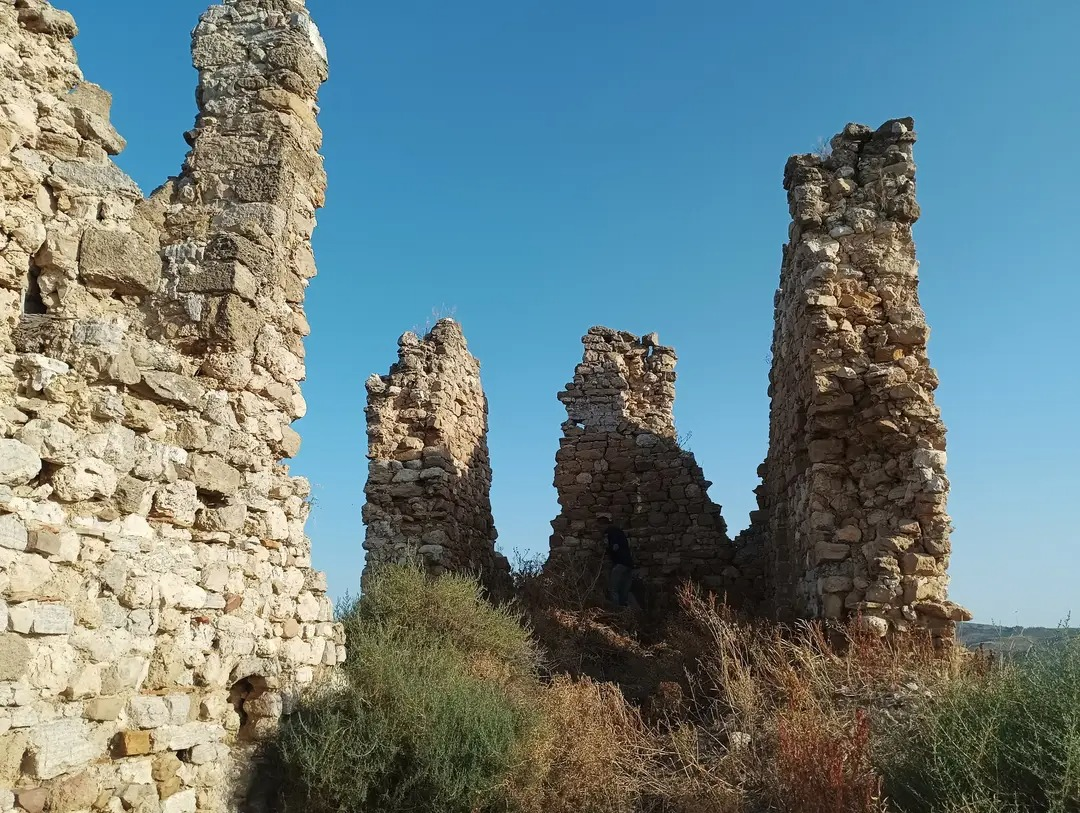
Ruderi del castello di grassuliato

La storia del castello, secondo gli storici ha inizio nel periodo romano con la fondazione della Arx Saliatum, la Rocca dei Saliati, dedicata ai 12 sacerdoti del dio Marte istituiti da Numa Pompilio. Dopo la caduta dell’impero, i bizantini ne presero possesso ricostruendo la fortezza fortificandola con nuove strutture, le quali passarono poi nelle mani degli Arabi che ne sfruttarono la posizione strategica. Nel 1091 un primo riferimento al castello emerge in un elenco di donazioni effettuate alla chiesa di Santa Maria della Valle di Josaphat, a nome di un certo Salomon de Garsiliat, figlio di Guigone de Garsiliat, unitamente a Enrico de Buterae et Girondus de Mazarina.

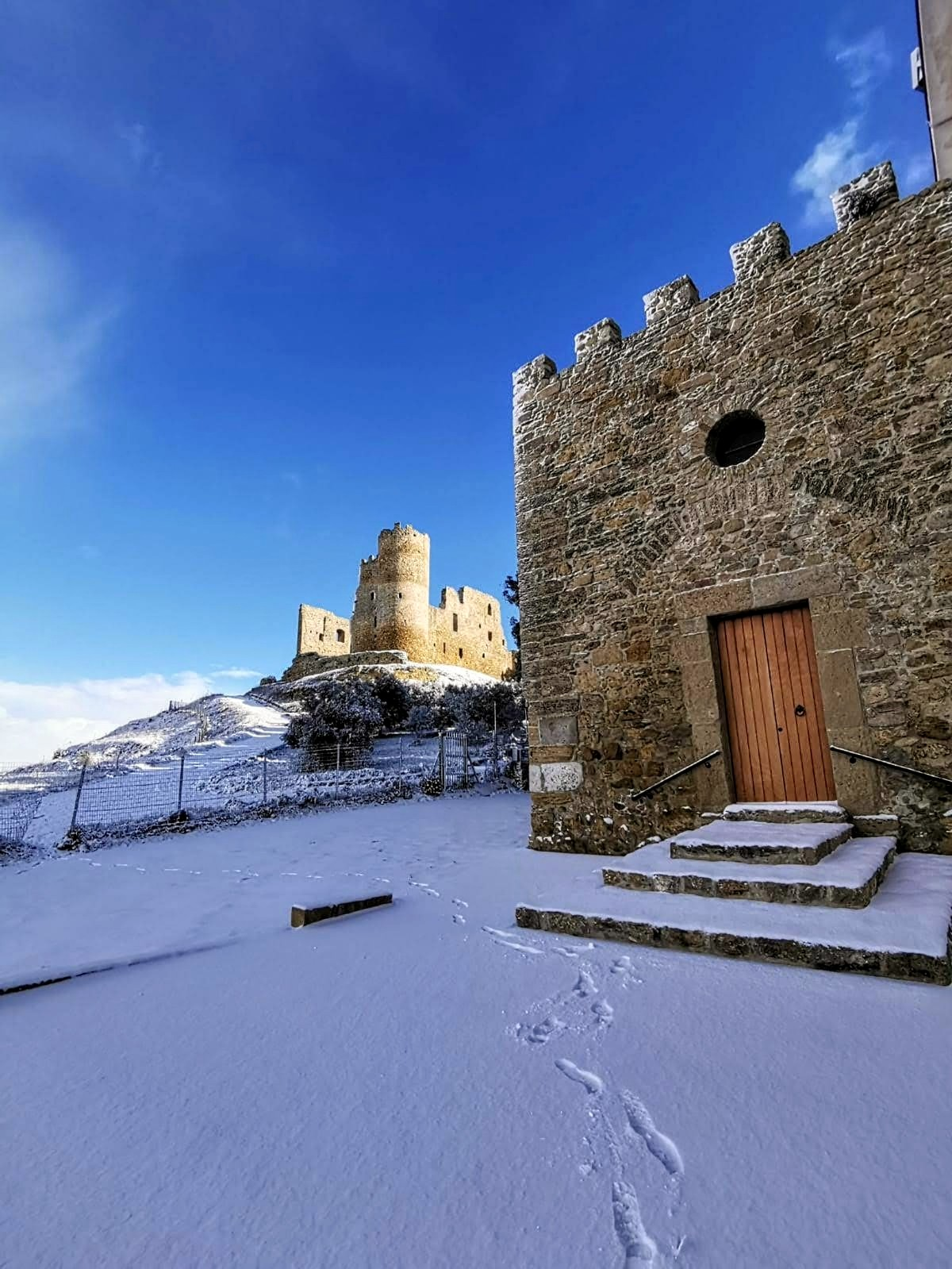
castello

Nel periodo normanno, il geografo arabo Muhammad al-Idrisi, in una sua opera del 1150 circa cita il castello di Gar (o Qasr) Saliatah, collocandolo "dodici miglia verso levante da Butera".
Nel 1162 il Re Guglielmo I attaccò e distrusse Grassuliato in risposta alla rivolta di Bartolomeo di Grassuliato, e nel 1199 fu concesso a Bartolomeo da Amalfi.
Nel 1240 il poeta Giacomo da Lentini, custode del castello, in una lettera alla corte, lamentava che la fortezza fosse priva di mezzi per la sussistenza e in risposta Federico II dispone di provvedere "pro munitione castri nostri Garsiliato", mentre nel 1274 la fortezza viene ricompresa tra i castelli demaniali "castrum Garsiliatae per castellanum unum militem et serventies quattuor".
Sotto Re Martino I il feudo di Grassuliato unitamente al castello vengono confiscati a Ruggero Passaneto e ceduti a Raffaello Branciforte. Nel 1392 Nicolo Melchiorre Branciforte diviene signore di Grassuliato e Mazzarino, e nel 1507 elevato a primo conte di Mazzarino e Grassuliato. A partire dal 1550 inizia l’abbandono del castello e lo spopolamento del feudo per via del trasferimento degli abitanti nella vicina città di Mazzarino.

### Siti archeologici

#### Area archeologica di Sofiana

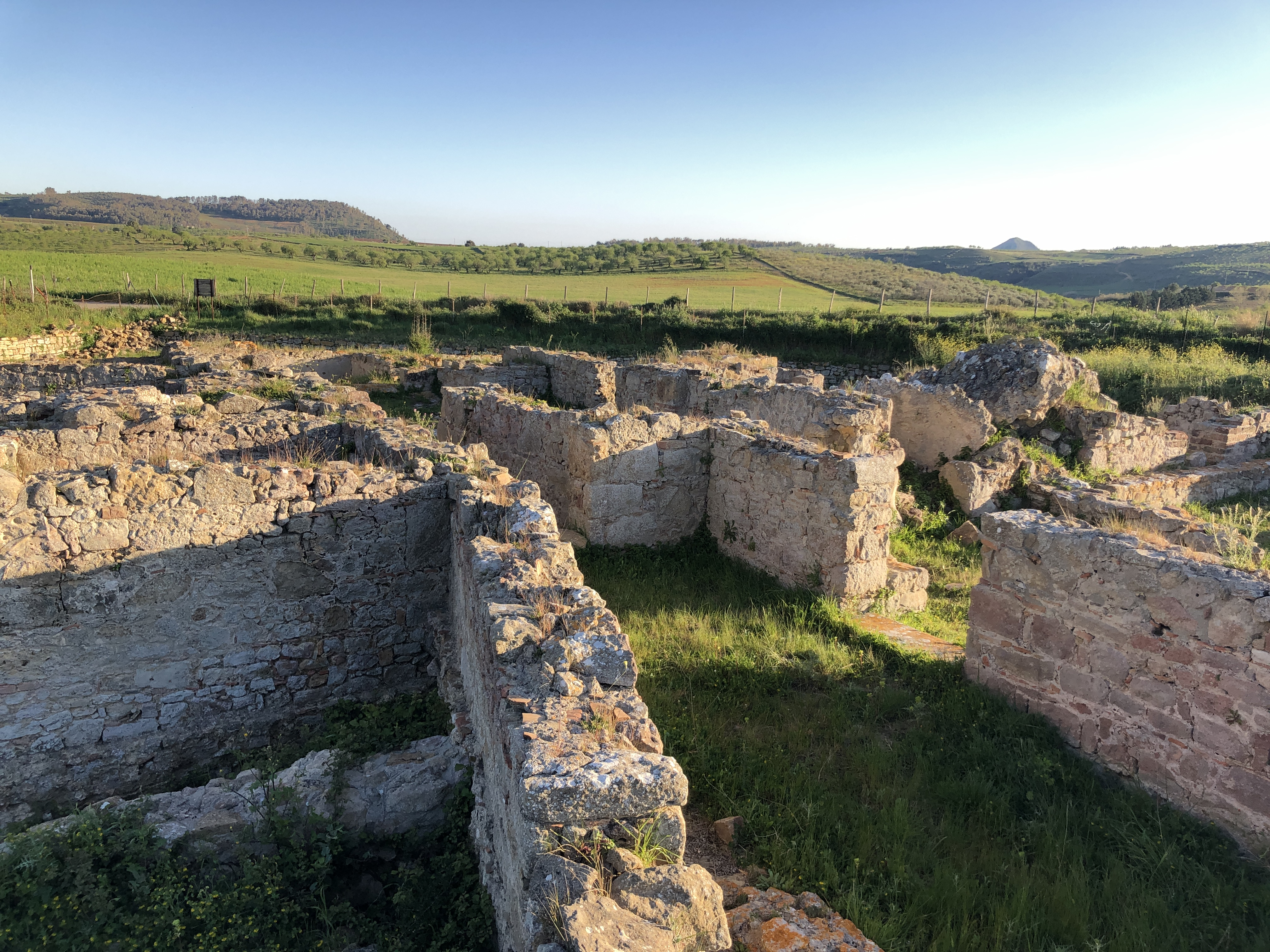
Area archeologica di Sofiana

Il sito archeologico di Filosofiana ricade nel territorio di Mazzarino e fa parte del Parco archeologico di Morgantina e della Villa Romana del Casale. L'area archeologica di Sofiana (o Philosophiana, toponimo dovuto al rinvenimento di laterizi con il bollo Phil Soph), venne rinvenuta nei pressi del fiume Nociara o Gela, a confine con il territorio comunale di Piazza Armerina a partire dagli anni 50 del '900. Dal sito furono recuperati i primi reperti sotto gli strati inferiori di ambienti d'epoca romana ed attribuibili all'età del Bronzo. Gli scavi successivi fanno ipotizzare che l'area fu sede di un insediamento d'età arcaica databile al VI secolo a.C.; altri ritrovamenti ceramici dimostrano inoltre la nascita di "fattorie" di età timoleontea (come retroterra di Gela). Inoltre i ritrovamenti di alcune monete riferibili a Gerone II (tiranno di Siracusa dal 270 al 215 a.C.) attestano la presenza siracusana nel sito.
In età romana Sofiana divenne fiorente soprattutto per la sua funzione di centro di raccolta dei prodotti agricoli e per la sua collocazione topografica, essa infatti costituiva una antica statio lungo l’itinerario stradale che collegava Catania ad Agrigento (Itinerarium Antonini). Nei secoli successivi, sino all'età sveva, il sito subì notevoli trasformazioni fino a scomparire nel XIII secolo. Gli scavi condotti negli anni hanno riportato alla luce architetture e il complesso delle terme, un lacerto di strada romana, una domus gentilizia con peristilio, il sacello per i riti divinatori in onore di Demetra e Kore e una basilica Paleocristiana e una necropoli. I materiali rinvenuti ne confermano la continua esistenza dall’epoca arcaica (VI sec. a.C.) fino a quella federiciana, cioè per circa duemila anni.
Le numerose campagne di scavo – condotte negli anni cinquanta prima da Dinu Adamesteanu, e successivamente, dal prof. Francesco La Torre e dal 2009 dal Philosophiana Project – evidenziano che la statio Philosophiana o Sofiana non fu soltanto la Mansio citata nell’Itinerarium Antonini come Gela sive Philosophianis, ma soprattutto un insediamento sviluppatosi in epoca augustea nell’ambito del riassetto politico, amministrativo ed economico della provincia romana voluto da Ottaviano Augusto. Gli scavi dimostrano, infatti, che Sofiana era una cittadina ben organizzata, con spazi interni distribuiti in maniera regolare, attraversata da strade lastricate con basole e delimitata da una cinta muraria. Era, inoltre, presente un complesso termale (databile al IV secolo d.C.) dove, tra l'altro, è stata trovata una lastra in pietra arenaria recante la scritta Ioudas sabanas attestandone la presenza ebraica. All'esterno della cinta muraria, extra moenia, si trovano invece diverse necropoli (utilizzate tra il I e l’VIII secolo d.C.) con sepolture di rito romano. Interessante è il corredo funerario, costituito da oggetti che richiamerebbero il rituale del refrigerium. Tra la fine del IV e il V secolo d.C. la cittadina di Sofiana mantenne il suo ruolo attivo nell'ambito della produzione di laterizi e nell'edilizia (attestata dalla presenza di fornaci), appartengono al quel periodo la piccola basilica paleocristiana con le due absidi inserite nel calidarium delle terme e la costruzione dell'altra basilica paleocristiana posizionata sulla collina nella zona sud-ovest, quest’ultima struttura presenta una pianta irregolare su tre navate, un abside e un prothyron. La zona dell'abside e la prima parte della navata centrale presentano caratteristiche strutturali differenti rispetto alle mura successive, quindi si pensa che questa zona costituisse un martyrium, forse per la presenza della tomba di un Santo (o di una reliquia) che giustifica le tombe poste in modo circolare all'abside.

#### Area archeologica di monte Dessueri

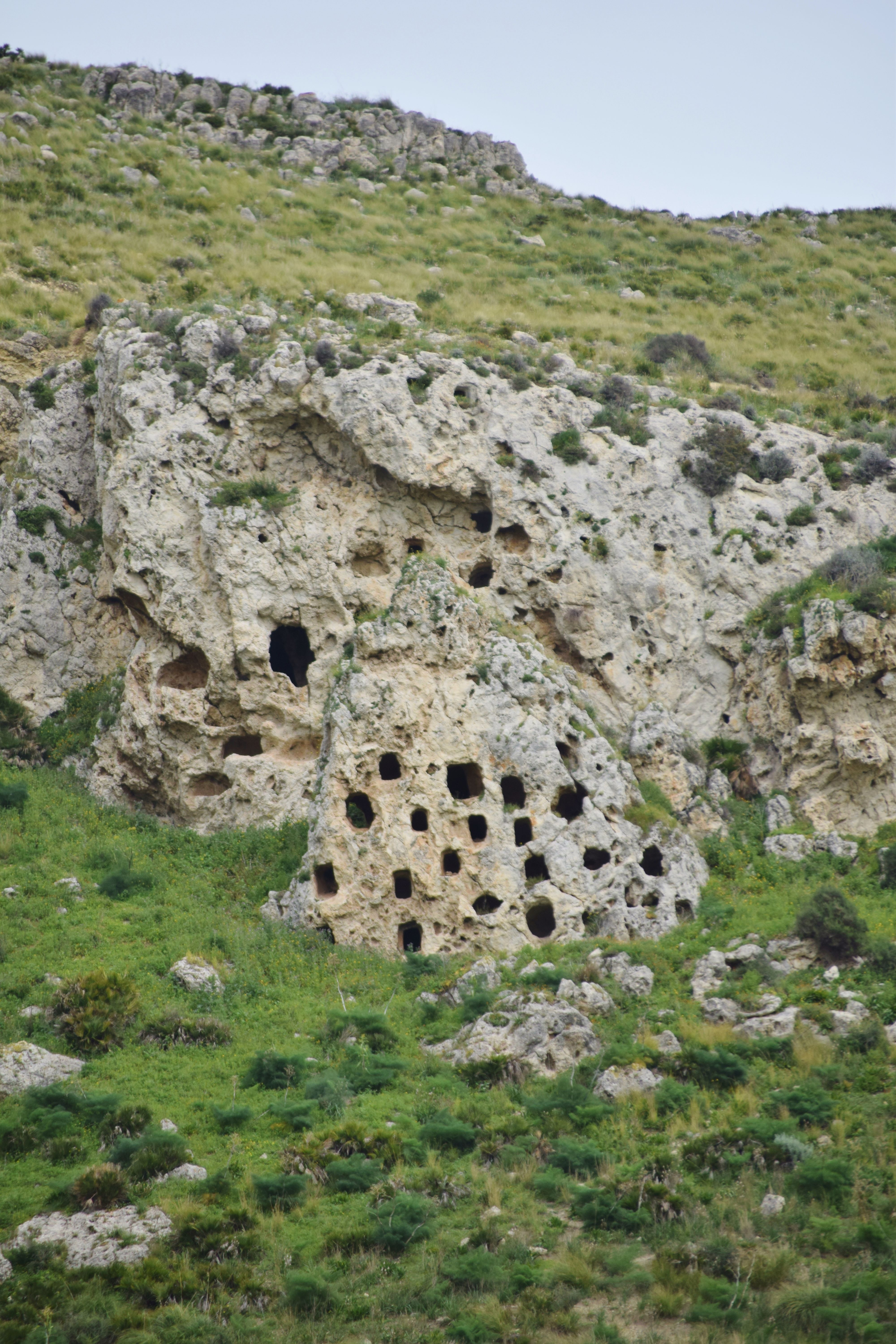
Necropoli preistorica tra i territori di Butera e Mazzarino, appartenente alla cultura di Pantalica e datata tra il XIII e l'IX sec. a.C.

Il processo di ellenizzazione della Sicilia centro meridionale continuò a nord di Gela, nel territorio di monte Dessueri, un sito di popolazione di origine Sicana. Dessueri è sede di una necropoli preistorica rupestre "a grotticelle" risalente all’età del bronzo, appartenente alla cultura di Pantalica e datata tra il XIII e l'IX sec. a.C.
Dagli scavi condotti da Paolo Orsi, nei primi del '900 sono emersi oltre 4000 grotticelle.
All’interno delle tombe sono state ritrovate dei corredi funebri comprendenti materiali ceramici e bronzi come fibule, pugnali, rasoi, biberon. L’ingresso alla camera si apre sulla parete rocciosa ed è preceduto da un breve corridoio che immette in un vestibolo. La chiusura delle tombe era assicurata da portelli litici.

#### Area archeologica di Monte Bubbonia

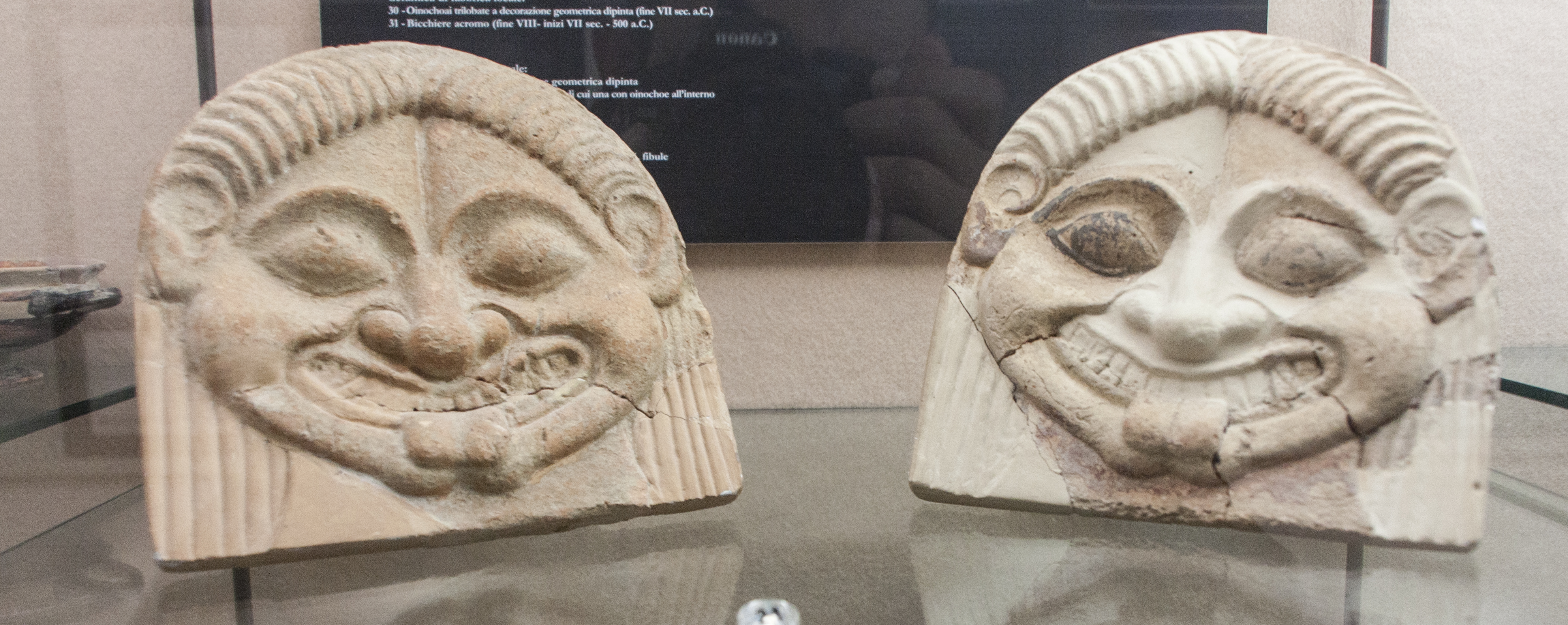
Antefisse gorgoniche

L'area archeologica rinvenuta da Paolo Orsi nei primi del novecento sulle pendici di Monte Bubbonia, presenta, secondo l'archeologo Orlandini i resti dell'antica città sicula di Maktorion, città, per l'appunto, abitata da popoli indigeni (Siculi) ed ellenizzata da greci (rodio-cretesi provenienti dalla colonia di Gela) nel V-VI secolo avanti cristo e citata da Erodoto nelle sue Storie. Il sito di monte Bubbonia, secondo gli archeologi, rivestiva un’importanza strategica per la sua posizione a dominio dei “campi geloi”. Il centro, inoltre, sebbene, in contatto con la cultura greca continuò ad essere abitato da popolazioni che non rinunciavano alle loro tradizioni indigene. L’assorbimento della cultura greca, quindi, come testimoniano i ritrovamenti archeologici non fu totale. Il sito mostra, inoltre, una mescolanza di generi derivanti sia dalla cultura Sicana sia quella Sicula, i Greci penetrarono in questo territorio per motivi commerciali.
Dalla prima campagna di scavi condotta da Paolo Orsi nel 1904 si capì che si trattava di un centro indigeno di epoca protostorica ellenizzato da Gela nel VI sec a.C. Dagli scavi emersero le mura di un edificio che si ritenne essere l'Anaktoron. Nell'altopiano settentrionale si individuò un altro edificio ritenuto un Araktoron frequentato, invece, nella stagione invernale.
Nel 1955 Dinu Adamesteanu condusse un'altra campagna di scavi che portarono alla luce due costruzioni: un tempietto del VI sec. ed una caserma del IV sec. La necropoli restituì altre tombe databili tra il VIII –VII –VI sec a.C.
Nel 1972 l'archeologo Domenico Pancucci rinvenne nel tempietto delle antefisse a maschera gorgonica e all’esterno un altare con cavità centrale.
Nel IV sec l'acropoli divenne sede di una guarnigione militare con la costruzione di una caserma e di una torre di avvistamento. Nella necropoli sono stati messi in luce altre 30 tombe: a fossa terragna a Enchytrismo, a sarcofago alla cappuccina a pianta circolare e a camera, databili tra la fine del VI e inizio del V a.C. Nelle sepolture a camera sono state rinvenute il maggior numero di oggetti di produzione indigena come anfore, scodelle e brocchette accanto a vasi tardo corinzi e attici e a ornamenti in bronzo o argento.

### Aree naturali
- Area naturale - forestale di Monte Formaggio
- L'area attrezzata demaniale di Rafforosso immersa nell'omonimo bosco, al confine con il territorio di Caltagirone.[46]

## Società

### Evoluzione demografica
Abitanti censiti

### Popolazione storica di Mazzarino
Quanto all'andamento demografico storico della popolazione mazzarinese si dispone dei seguenti dati:
- 5 178 abitanti nel 1569;
- 5 338 nel 1583;
- 5 131 nel 1593;
- 5 427 nel 1606;
- 5 818 nel 1616;
- 5 748 nel 1623;
- 5 838  nel 1636;
- 5 347 nel 1652;
- 7 696 nel 1681
- 10 706 nel 1748[23]
- 10 235 nel 1831

I censimenti parrocchiali riportano altri dati:
- 6 567 abitanti nel 1647;
- 6 111 nel 1653;
- 5 289 nel 1659;
- 6 926 nel 1664;
- 7 449 nel 1665;
- 8 590 nel 1668;
- 7 300 nel 1676;
- 8 465 nel 1698.[9]

### Lingue e dialetti
Oltre alla lingua ufficiale italiana, a Mazzarino si parla la lingua siciliana nella sua variante metafonetica centrale.

### Gli studi
A Mazzarino, nei tempi più antichi, l'istruzione letteraria veniva impartita soltanto nei conventi. I Carmelitani, i Domenicani e i Frati minori Osservanti vi stabilirono degli studia già nel XIV e nel XV secolo.
Dal 1695 in poi l'istruzione venne impartita dai Gesuiti, stabilitisi in città per volere del Principe Carlo Maria Carafa, che fece erigere a proprie spese il collegio. I gesuiti, sino alla loro soppressione avvenuta nel 1767, insegnavano nelle scuole pubbliche da loro dirette, filosofia, Teologia, matematica, fisica, retorica ed umane lettere, sussidiati dallo Stato e dal Comune. Dal 1812 al 1860 i Gesuiti tornarono ad insegnare le discipline che si studiano nelle scuole secondarie superiori (diritto, zoologia, arti, scienze e lettere).
Con la rivoluzione del 1860, annessa la Sicilia al nuovo regno d'Italia, a Mazzarino, così come ed in altre città minori, vennero soppressi tali insegnamenti, e la pubblica istruzione si estese nella parte elementare del leggere e dello scrivere, mentre si restrinse nella parte scientifica e nella letteratura.
Oggi Mazzarino presenta la seguente offerta scolastica superiore di secondo grado:
L'Istituto di Istruzione Secondaria Superiore (I.I.S.S.) “Carlo Maria Carafa” che aggrega 8 indirizzi di studio:
1. il Liceo Classico,
2. il Liceo Scientifico,
3. il Liceo Linguistico,
4. il Liceo delle Scienze Umane,
5. l’indirizzo Amministrazione, Finanza e Marketing con l’articolazione Sistemi Informativi Aziendali,
6. l’indirizzo Costruzioni, Ambiente e Territorio,
7. l’Istituto Alberghiero (Diurno e Serale)
8. l’Istituto Professionale Servizi per l’Agricoltura e lo sviluppo rurale (Diurno e Serale).

L'Istituzione Scolastica è in grado di interagire con l’utenza scolastica non solo di Mazzarino, ma anche della zona sud della provincia di Caltanissetta ed è in grado di offrire una variegata offerta formativa. La sua attuale popolazione scolastica, infatti, conta più di mille alunni e l’istituto è frequentato da giovani che provengono da Butera, Barrafranca, Riesi e Mazzarino. Questi comuni sono limitrofi, ubicati nel centro-sud del territorio della provincia nissena e sono adeguatamente collegati. Il bacino di utenza dell’Istituto attinge da una popolazione complessiva di 25.000 abitanti. L’attività economica prevalente dei quattro comuni è quella agricola e della forestazione, anche se negli ultimi anni si sono intraviste prospettive occupazionali nell’ambito della piccola e media imprenditoria, oltre che nel settore manifatturiero ed alimentare.

## Tradizioni e folclore

### Feste religiose

#### Riti della settimana santa

##### Il Venerdì Santo

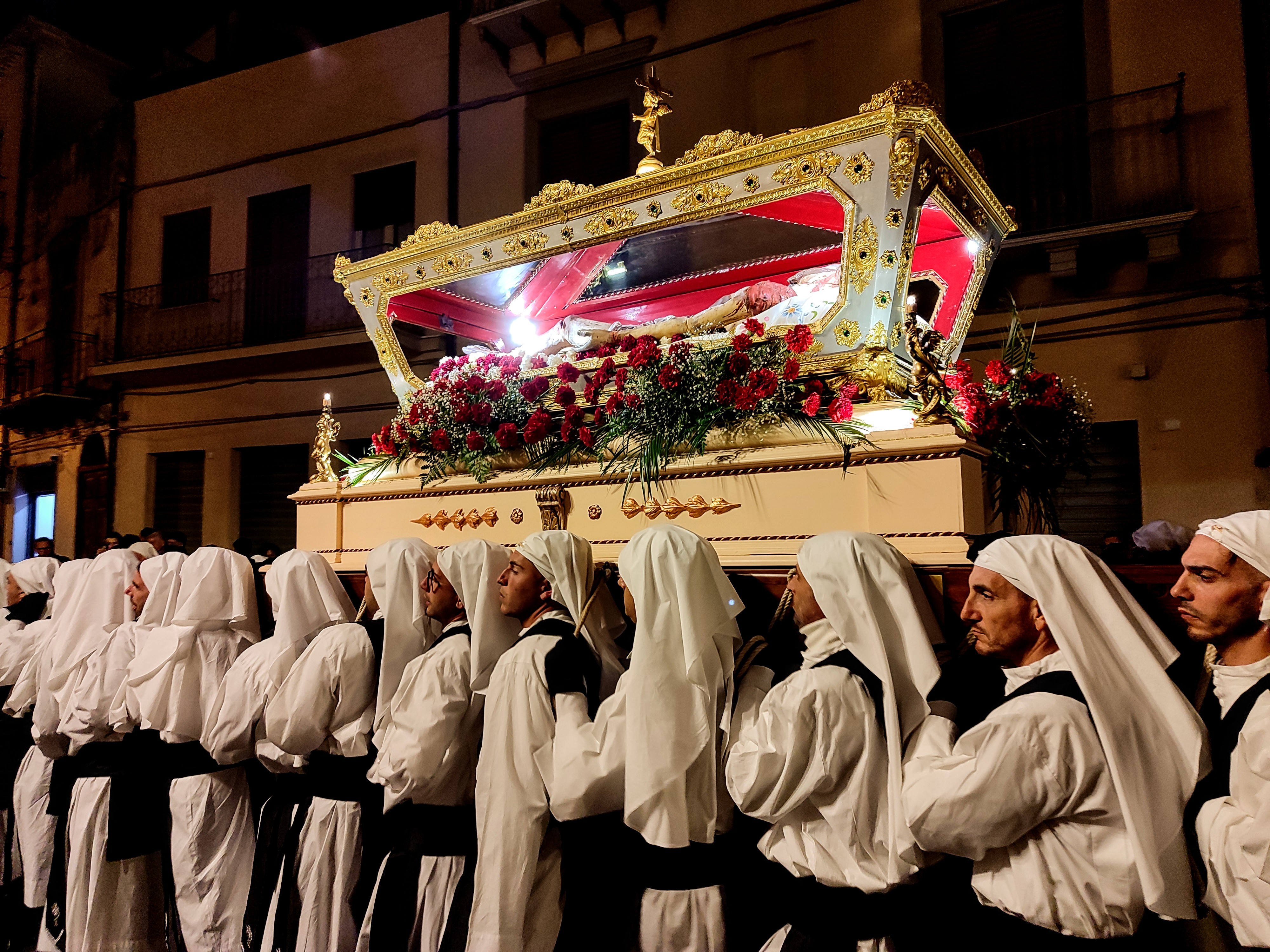
processione del Cristo morto il venerdì Santo

Il giorno del venerdì santo si susseguono per l'intera giornata momenti che rievocano la passione di Cristo con la processione dei simulacri del Cristo, dell'Addolorata, della Veronica e di San Giovanni apostolo, che coinvolgono tutte le confraternite della città.
La mattina del venerdì santo hanno inizio le celebrazioni con la processione del simulacro dell'Addolorata per le vie e le chiese del paese, in cerca del Cristo "carico della croce'.

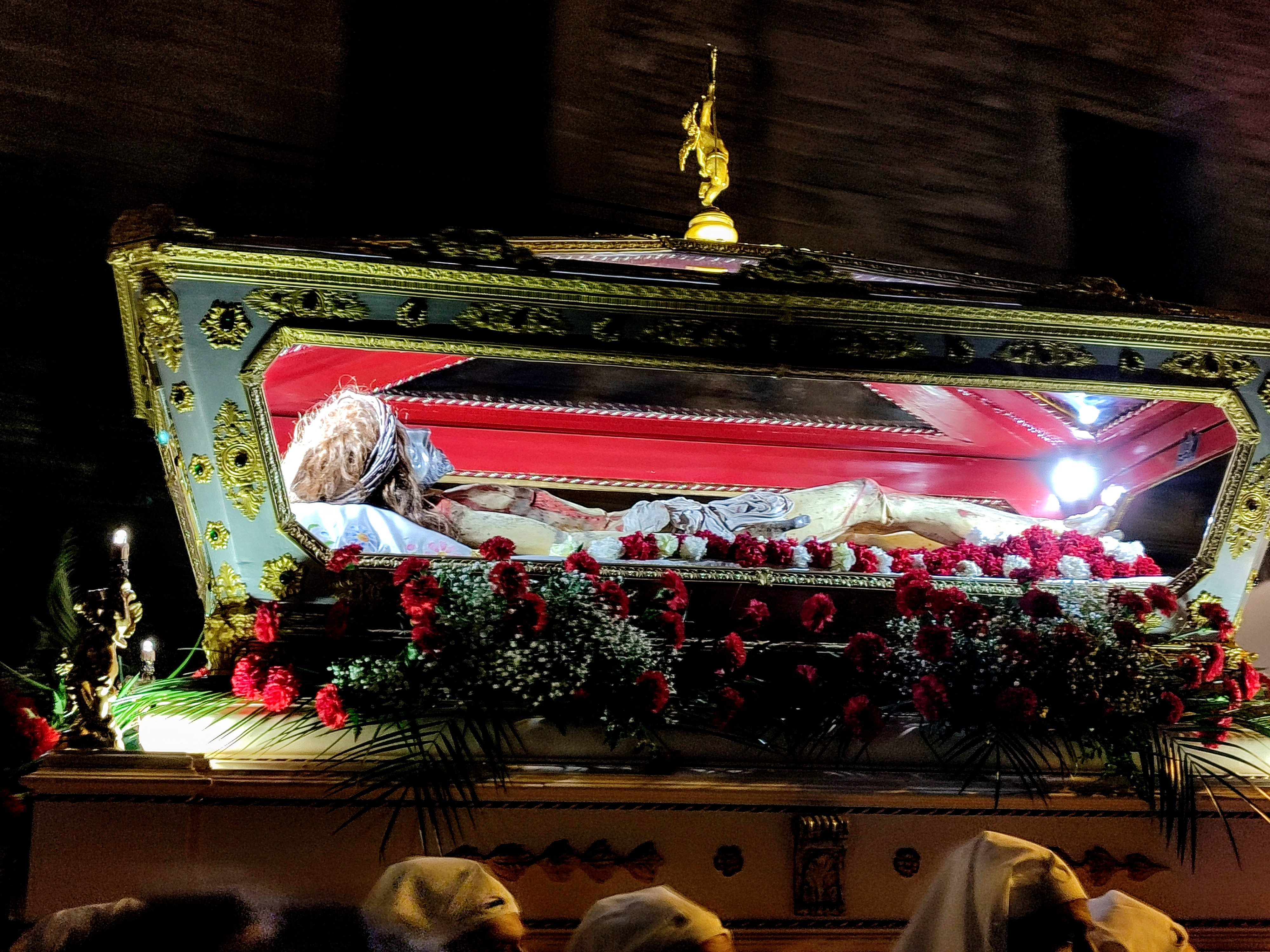
Processione del venerdì Santo

Intorno a mezzogiorno, nella piazza principale avviene l'incontro, "li funzioni", tra l'Addolorata, San Giovanni Apostolo, che accorre verso la Vergine "Addolorata" per annunciarle il ritrovamento del Cristo, segue quindi l'incontro tra il Cristo carico della croce e la Madonna e quello con la Veronica che gli asciuga il volto che rimane impresso nel fazzoletto. Dopo la rievocazione della via crucis la processione dei simulacri, scortata dalle guardie romane, prosegue, quindi, sino al calvario, ove avviene la rievocazione della crocifissione. 

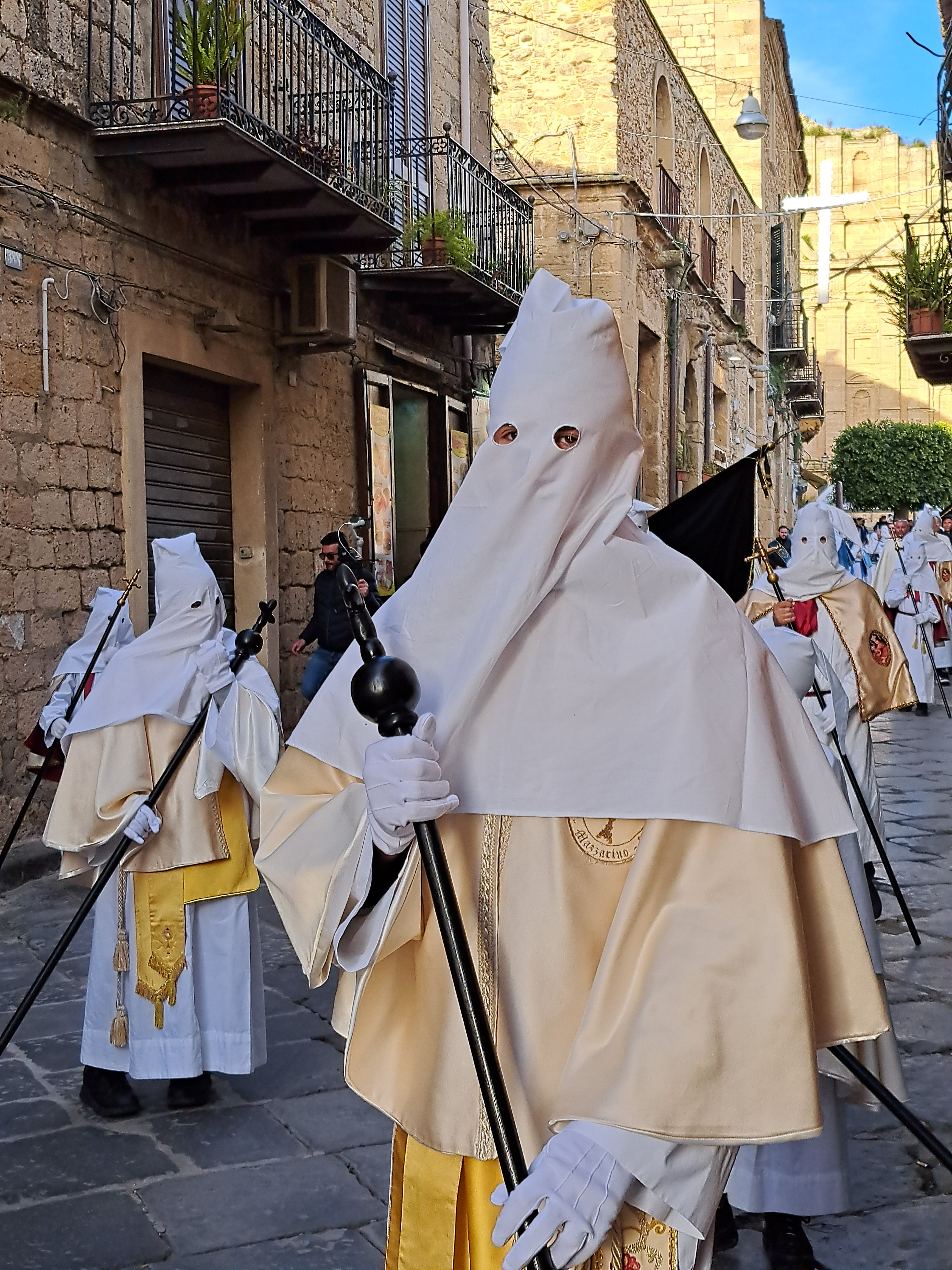
incappucciati

La sera, invece, ha luogo la deposizione di Gesù dalla croce che viene adagiato su un letto di garofani e collocato all'interno dell'urna di cristallo; la processione preceduta dagli stendardi a lutto e dai c.d. "incappucciati", appartenenti alle diverse confraternite della città, prosegue fin verso la chiesa di San Domenico per il rientro dei simulacri.

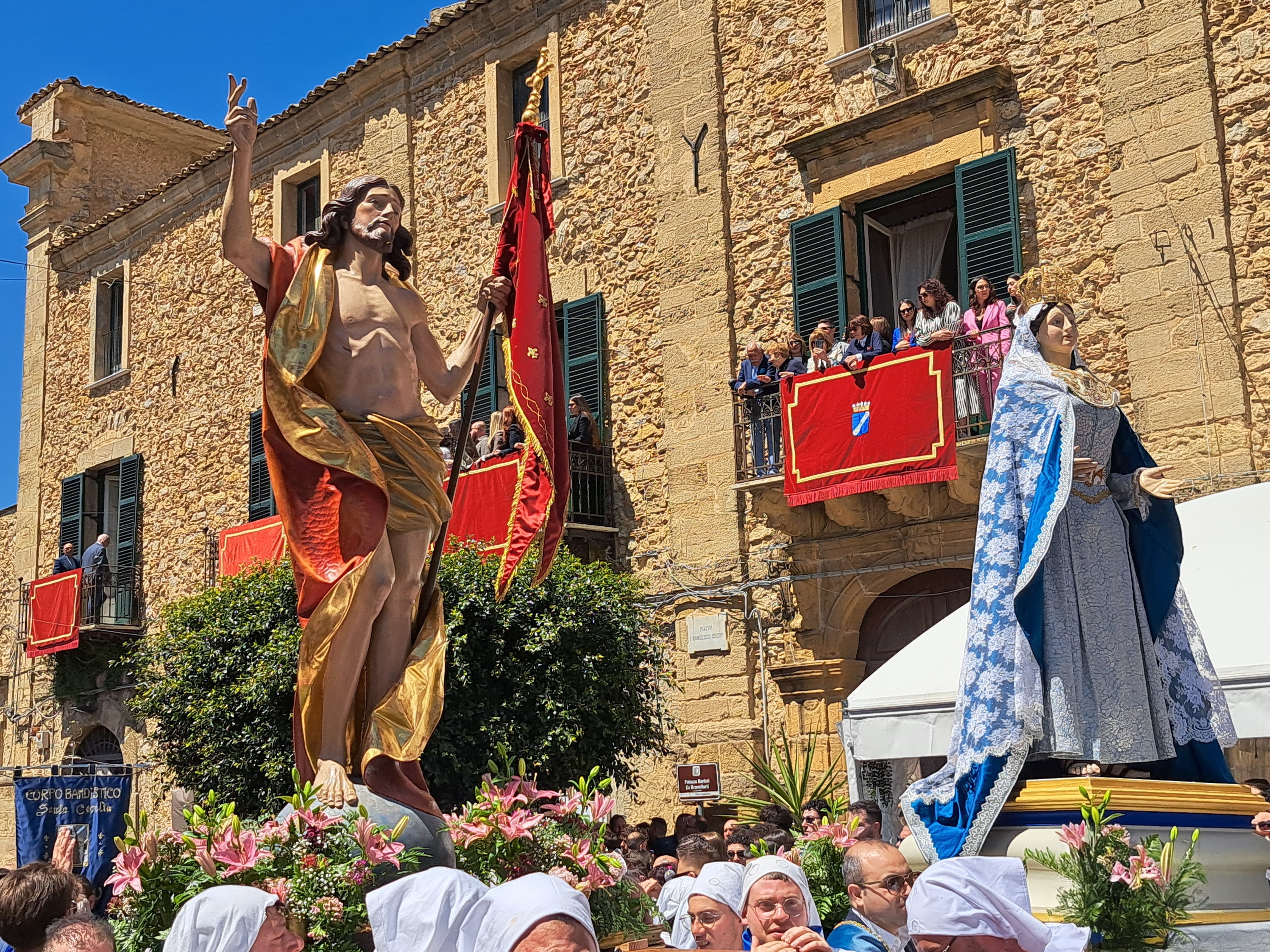
"a giunta" - Domenica di Pasqua

##### La domenica di Pasqua, "a giunta"

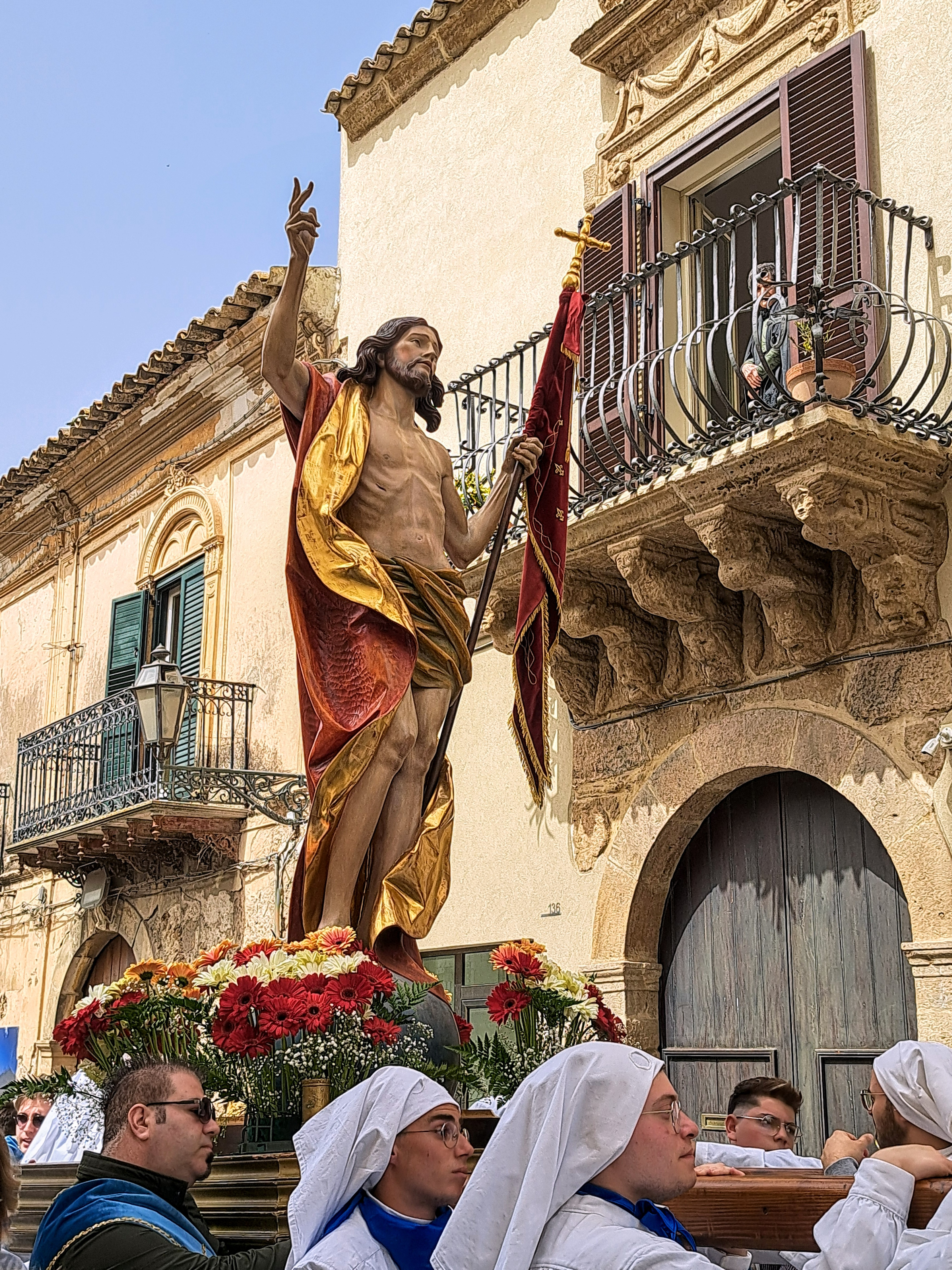
Processione del Cristo risorto

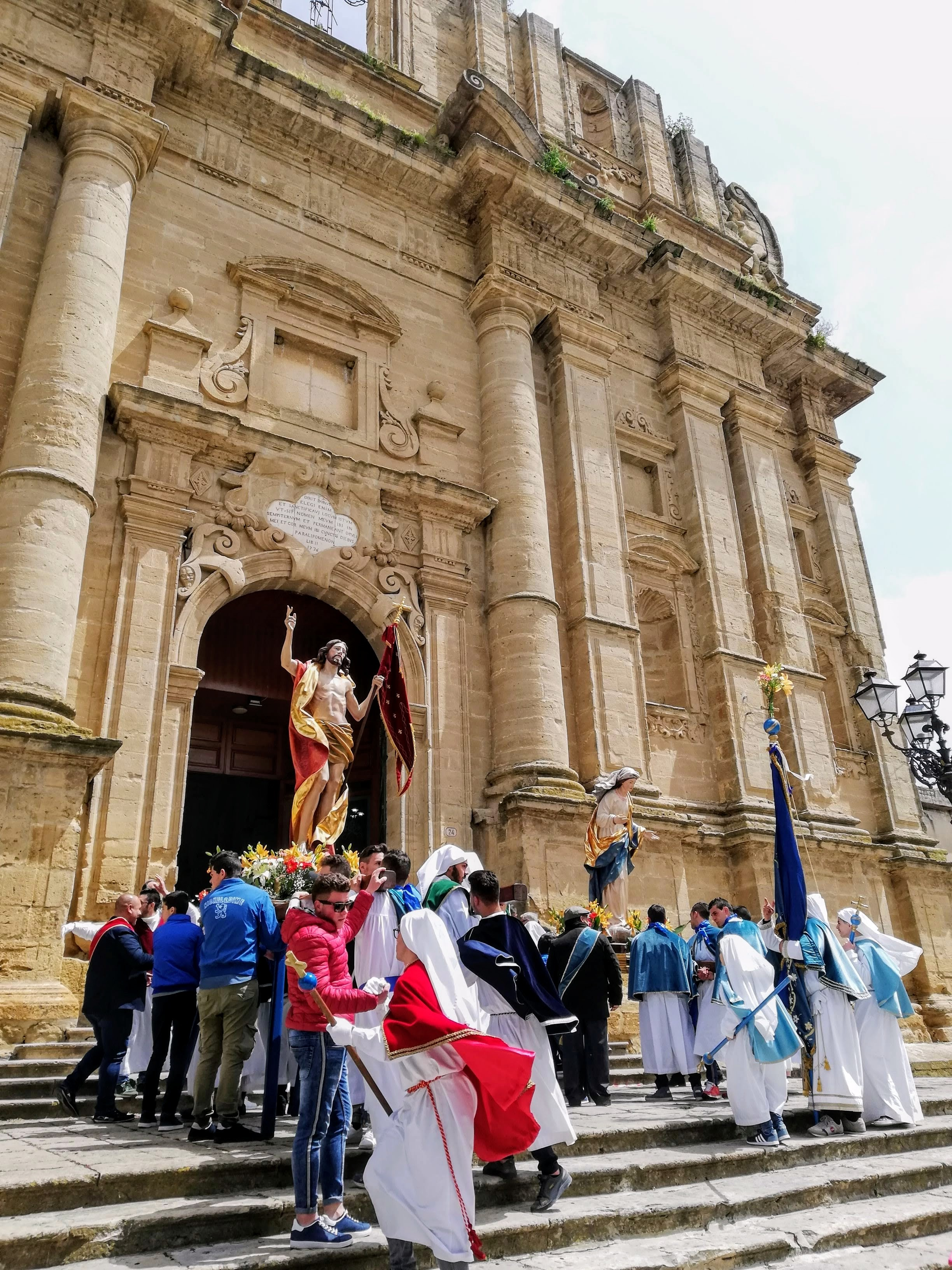
domenica di Pasqua - Cristo risorto

La domenica di Pasqua, a mezzogiorno, in piazza Madrice, innanzi il Palazzo dei Principi di Butera, si volge " a giunta", ovvero l'incontro festoso tra il Cristo risorto e la Vergine Maria provenienti dai lati opposti del corso principale, preceduto da quello tra gli apostoli, San Pietro e Paolo, e gli stendardi delle diverse confraternite cittadine.
Sino agli anni '50 al termine della "giunta" di mezzogiorno i simulacri venivano portati nella Chiesa del Carmine, e nel tardo pomeriggio aveva luogo una seconda "giunta", in piazza Vittorio Veneto, in modo da dare la possibilità ai cittadini impossibilitati a partecipare alla processione della mattina, di potervi assistere.

#### Festa del Santissimo Crocifisso "dell'olmo",compatrono della città

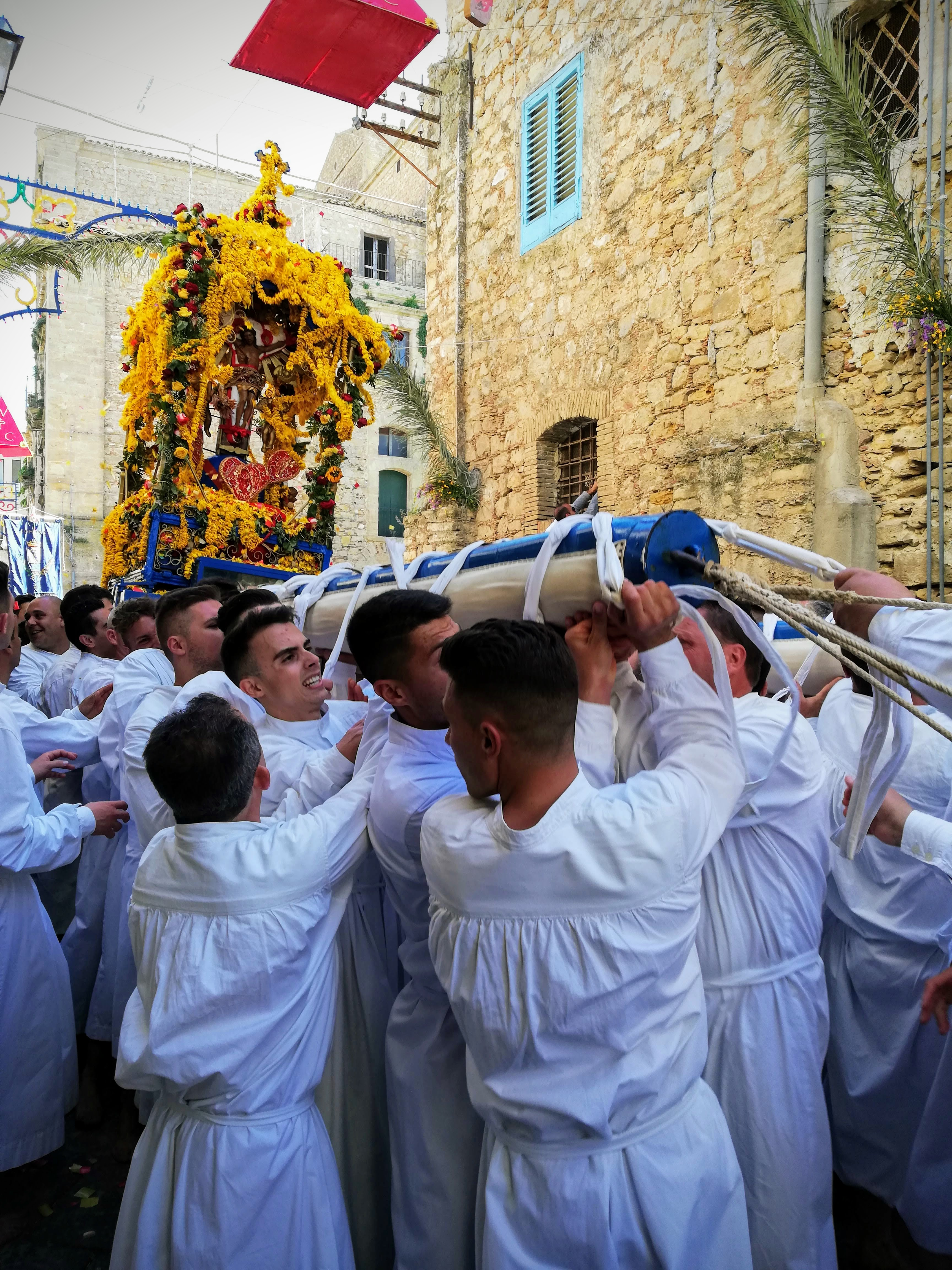
Festa del Signore dell'olmo

La festa esterna del Santissimo Crocifisso dell'Olmo, compatrono della città, ricorre, annualmente, la seconda domenica di maggio. L'antico Crocifisso, scolpito in legno di cipresso, risalente all'epoca normanna, alto circa un metro, viene collocato su un fercolo in legno e ferro battuto dorato (detta a vara), realizzata alla fine del '600, da cui si dipartono quattro travi in legno (dette "baiarde"). 
Il fercolo, pesante circa 15 quintali, è portato a spalla da oltre cento confrati dell'omonima confraternita, vestiti soltanto con un camice bianco e scalzi, come da tradizione secolare, in segno di penitenza e ringraziamento. L'origine della festa, infatti, risale al 1693, come ringraziamento e gratitudine della cittadinanza, e dei Conti di Mazzarino, per la divina protezione e lo scampato pericolo in seguito al disastroso terremoto del Val di Noto.

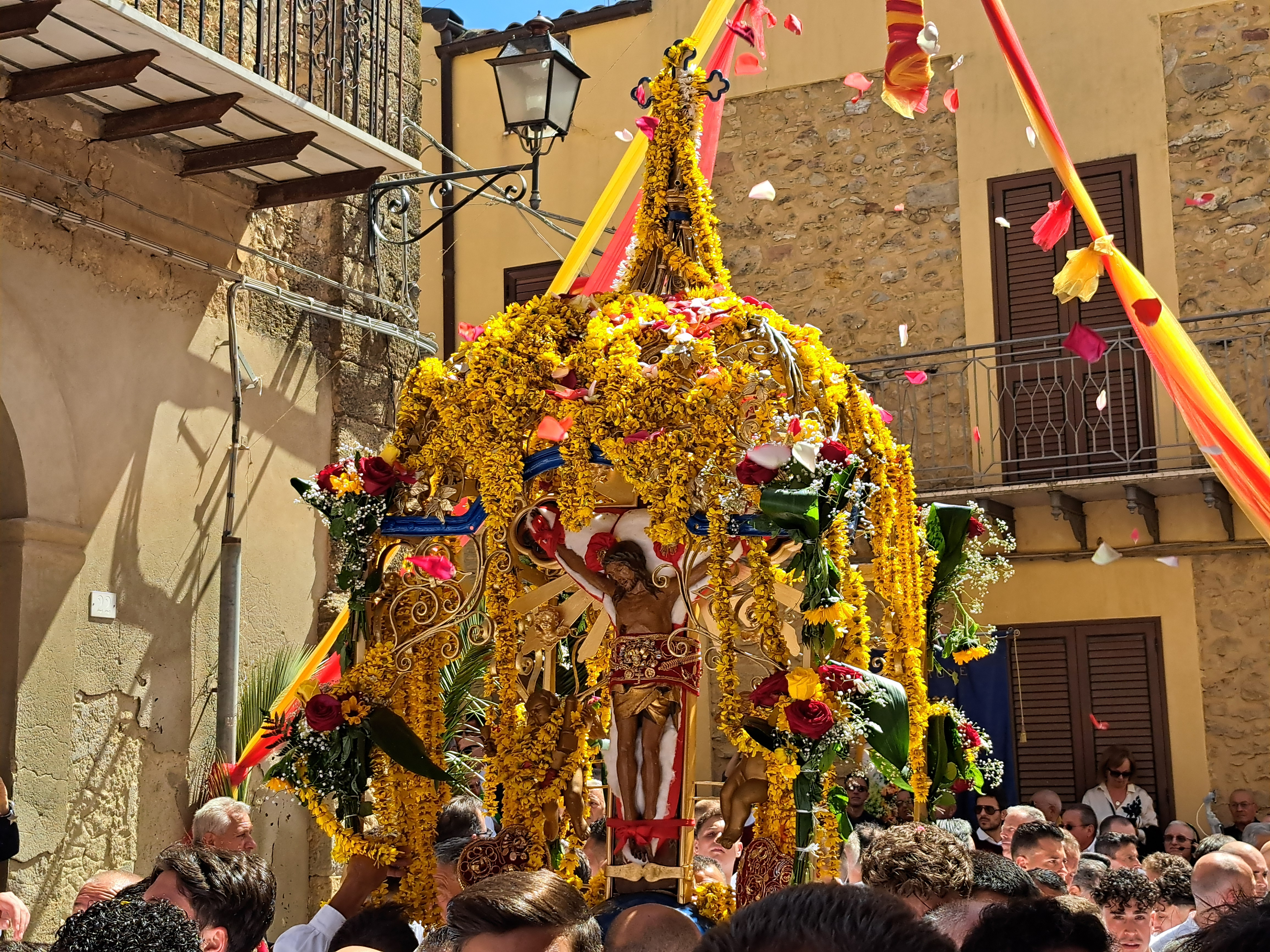
festa del Santissimo Crocifisso dell'Olmo

Dal 1814 il santissimo Crocifisso dell'olmo è compatrono della città di Mazzarino allorquando la Madonna del Mazzaro, venne proclamata patrona della città.

#### Festa di Maria Santissima delMàzzaro,Patrona principale della città di Mazzarino

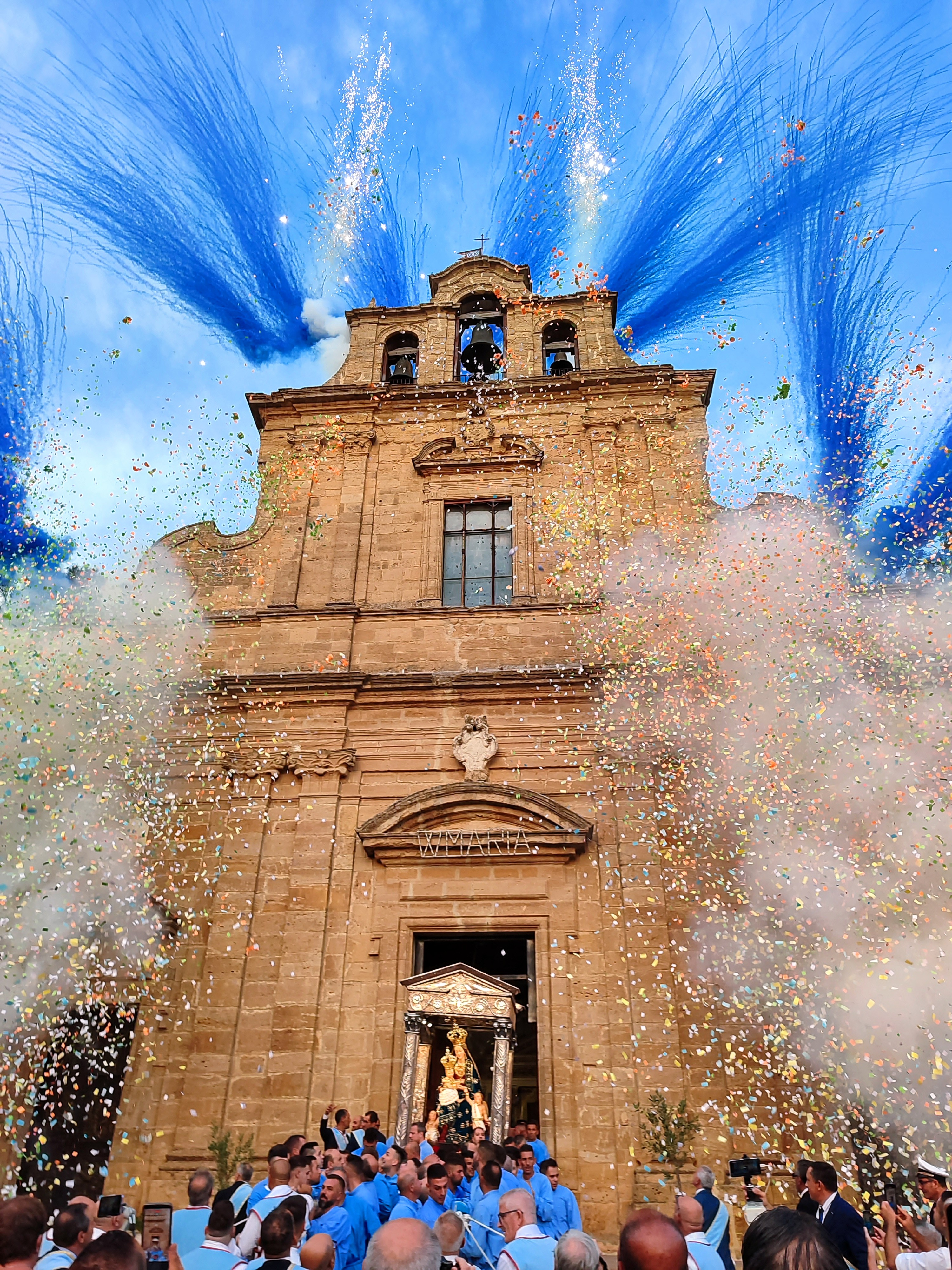
Uscita trionfale del simulacro di Maria santissima del Màzzaro

Sin dal ritrovamento dell'icona, nel 1125, la Madonna delle grazie detta anche del "Màzzaro", è venerata come patrona della città di Mazzarino.
Con decreto della Sacra Congregazione dei Riti del 18 settembre 1814, la Madonna del Màzzaro, venne proclamata ufficialmente patrona della città di Mazzarino assegnandole la terza domenica di settembre per la ricorrenza della festa patronale, come da antica consuetudine. Il decreto venne successivamente approvato con Breve pontificio il 6 settembre del 1834. I solenni festeggiamenti in onore della patrona, ricorrono, annualmente, la terza domenica di settembre. La processione della statua lignea di Maria Santissima del Màzzaro, collocata su una vara argentea (dal peso di circa 16 quintali) e portata a spalla da oltre cento confrati, vestiti di un camice azzurro, si snoda a partire dal tardo pomeriggio, e fino a la tarda serata, lungo il corso Vittorio Emanuele, addobbato per l'occasione con luminarie.
La processione domenicale è preceduta, nel primo pomeriggio, dalla tradizionale processione della Madonnina detta dal popolo "a dumannareddra", scortata dagli stendardi e da cavalli bardati, che percorre le vie del centro storico per la raccolta delle offerte (voti) in natura costituiti da frumento, fave e mandorle, offerti alla confraternita in segno di devozione.
In coincidenza dei giorni della festa patronale lungo il corso principale si svolge la tradizionale fiera di settembre.

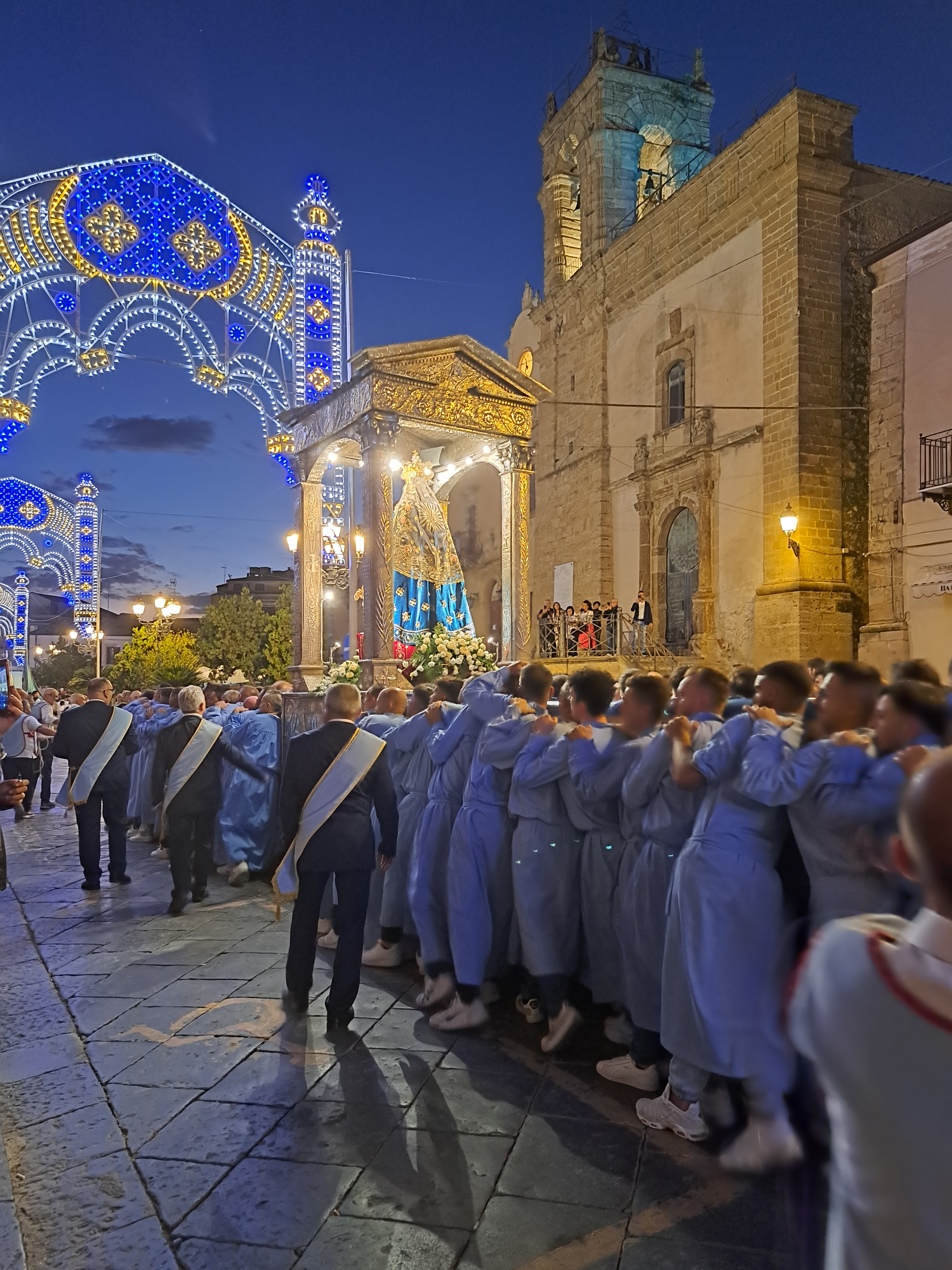
Processione Maria Santissima del Màzzaro

#### Festa di Maria Santissima del Rosario. Prima domenica di ottobre
La prima domenica di Ottobre ricorrono i solenni festeggiamenti in onore della Madonna del Rosario con processione della statua di Maria santissima del Rosario dalla chiesa di San Domenico, organizzata dal comitato dei festeggiamenti degli allevatori locali.

#### Festa dell'Immacolata Concezione

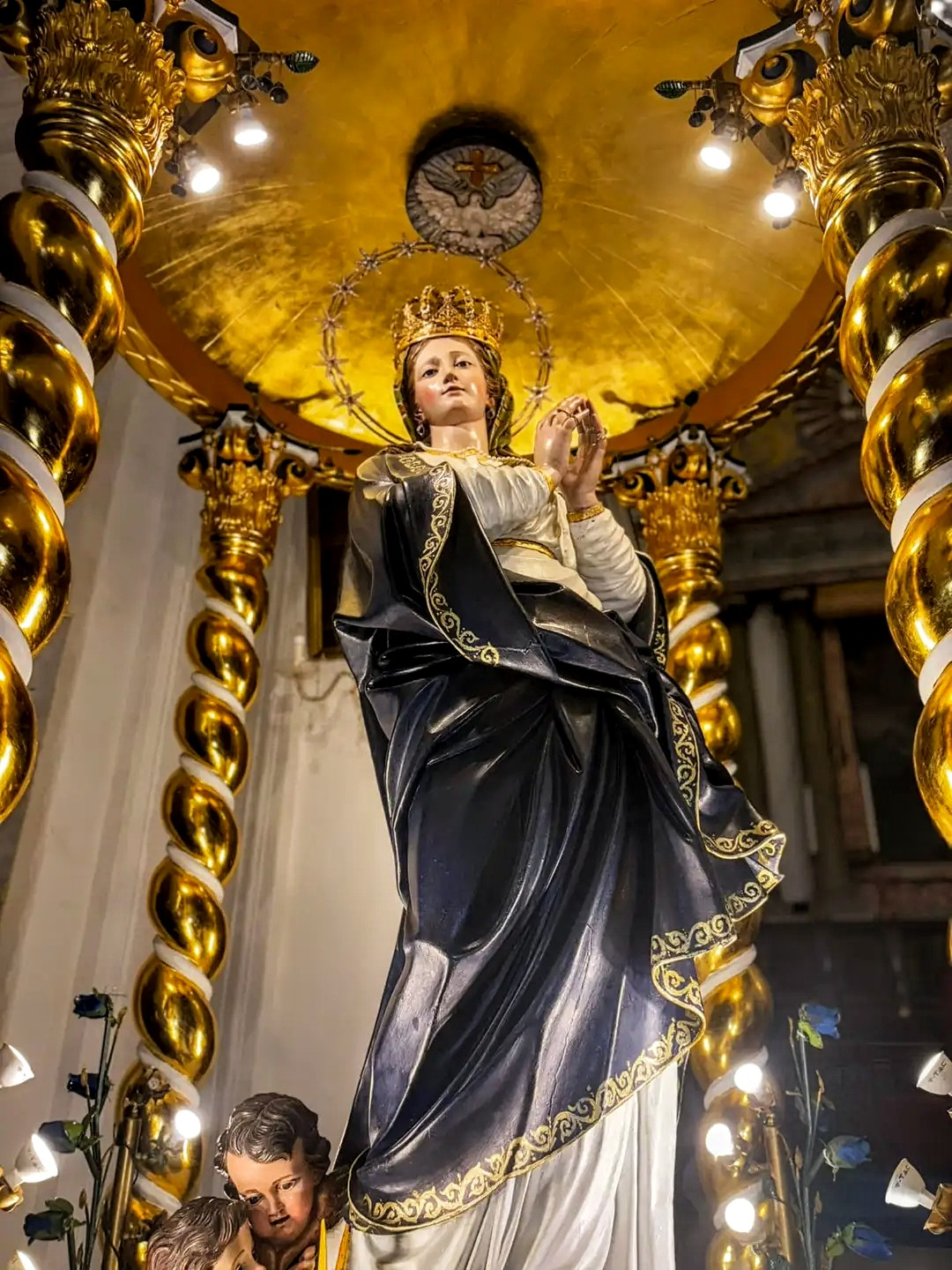
Statua lignea dell'Immacolata concezione, opera dello scultore gangitano Filippo Quattrocchi, del 1805

L'8 dicembre di ogni anno in occasione della solennità dell'Immacolata Concezione si svolge processione della settecentesca statua lignea di Maria Santissima Immacolata per le vie del centro storico della città, portata a spalla dai membri dalla Confraternita "Figli di Maria SS. Immacolata". Nei dodici giorni che precedono la festa, prima della messa vespertina, in chiesa, viene cantato il tradizionale "stellario", ovvero l'inno di preghiera in preparazione alla festività.
Anticamente, il giorno della festa, in serata a conclusione della processione, innanzi al sagrato della chiesa, si dava fuoco a "u pagghiaru", ovvero al falò, formato da cataste di legna, paglia e residui della potatura di ulivi, che i cittadini e bambini contribuivano a formare nei giorni precedenti la festa. Tradizionalmente in occasione della festività dell'Immacolata si prepara il tipico "muffoletto" dolce mazzarinese.

## Cultura
Dal 2022 la città fa parte del progetto del Primo parco mondiale dello stile di vita mediterraneo insieme ad altre 103 città della Sicilia centrale.
Il Primo parco mondiale dello stile di vita mediterraneo o anche Primo parco mondiale policentrico e diffuso dello stile di vita mediterraneo è un progetto di sviluppo territoriale di area vasta che, grazie ad un patto di comunità riesce a coinvolgere circa 300 partner pubblici, privati e sociali, che insistono nei territori dei Peloritani, Madonie, Sicani, sul versante occidentale dell'Etna, e dell'altipiano degli Iblei, tutti nella Sicilia centrale, in territori e comuni presenti nei territori del nisseno, dell'agrigentino, dell'ennese, del palermitano e del catanese.

### Corteo storico seicentesco "alla corte del Carafa"

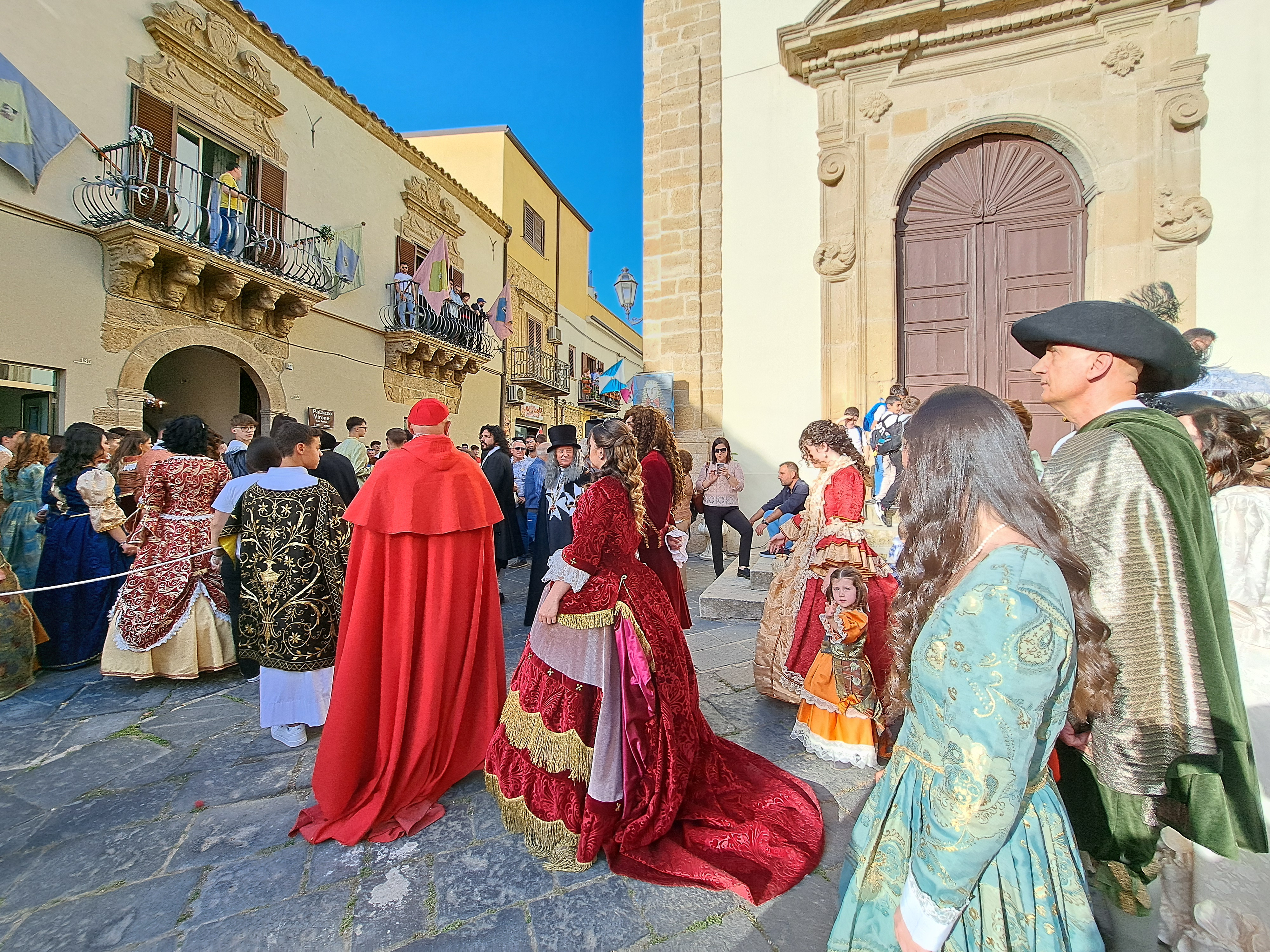
Corteo storico Seicentesco

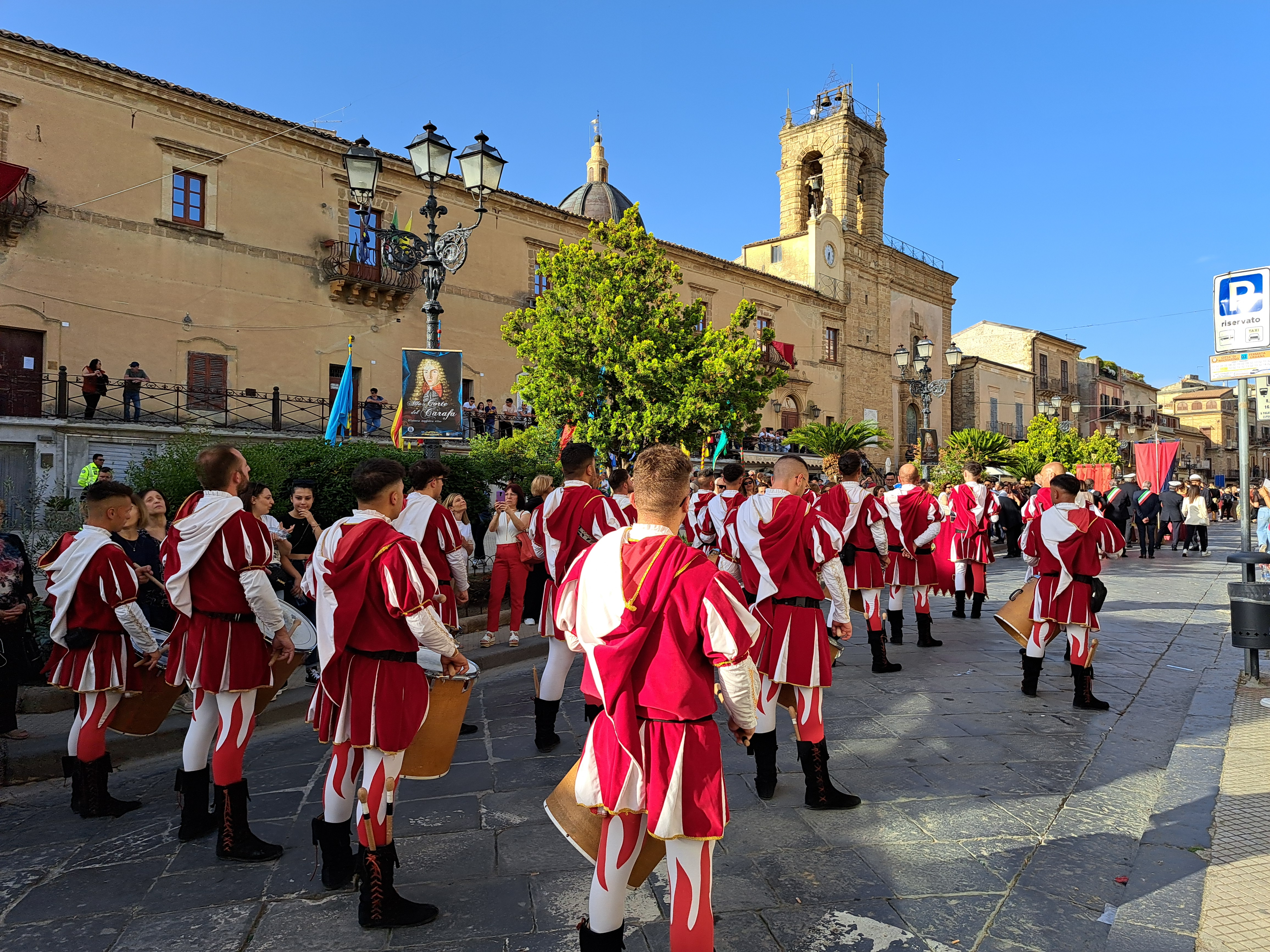
Corteo storico

Ogni anno nel mese giugno si svolge la rievocazione storica dei fasti della corte del Principe Carlo Maria Carafa.
L'evento, promosso dall'Istituto superiore Carlo Maria Carafa di Mazzarino, ricostruisce i fasti e il prestigio della casata dei Branciforte - Carafa .
L'intera comunità viene coinvolta  nei preparativi, dalle scuole alle famiglie, dalle confraternite religiose alle associazioni culturali e musicali, dagli enti pubblici  a quelli istituzionali,  per rievocare, con accurati costumi d''epoca la stagione barocca che ha lasciato alla città una impronta dominante e significativa.

## Letteratura
A Mazzarino è ambientata la raccolta di racconti, Le pietre di Pantalica, di Vincenzo Consolo pubblicata nel 1988 da Mondadori.
levante correvano a ponente, e nel loro squarciarsi e dilatarsi, rivelavano
occhi azzurri e cristallini, lunghi raggi del sole che sorgeva, stecche
incandescenti d’un ventaglio, giù dal fondo del Corso, dal quartiere
Màzzaro, dal Borgo, d’in sul triangolo del timpano della chiesa gialla di
Santa Lucia.
Il largo del mercato era affollato, d’asini muli giumente leardi, luccicanti
di specchietti, sgargianti di fettucce nappe piume, scroscianti di campanelle
e di cianciàne. E cristiani erano a cavallo, a terra, aste di bandiere nelle
mani, trùsce e cofìni pieni di mangiare, ridenti nelle facce azzurre rasate
quel mattino. Aspettavano, gli occhi puntati sulla porta della Casa, l’uscita
dei capi dirigenti.
Dai balconi dei palazzi prospicienti lo spiazzo, detto in altro modo
l’Arenazzo (luogo di sosta de’ carrettieri venuti da Butèra, Riesi o
Terranova, sfregatoio di bestie a zampe in aria, riposo dentro il fondaco,
tanfo di corno arso per la ferratura nella forgia, cardi bolliti e bicchier di
vino dentro la potìa), dai balconi del palazzo Accardi e del palazzo Alberti,
dalla farmacia Colajanni, financo dalla canonica di San Rocco, guardavano
a questo assembramento di villani, a questo cominciamento di processione,
a questa festa nuova, fuori d’ogni usanza e d’ogni calendario...»
(Vincenzo Consolo, Le pietre di Pantalica, "Ratumeni" , Arnoldo Mondadori Editore,Milano,1988.)

## Geografia antropica

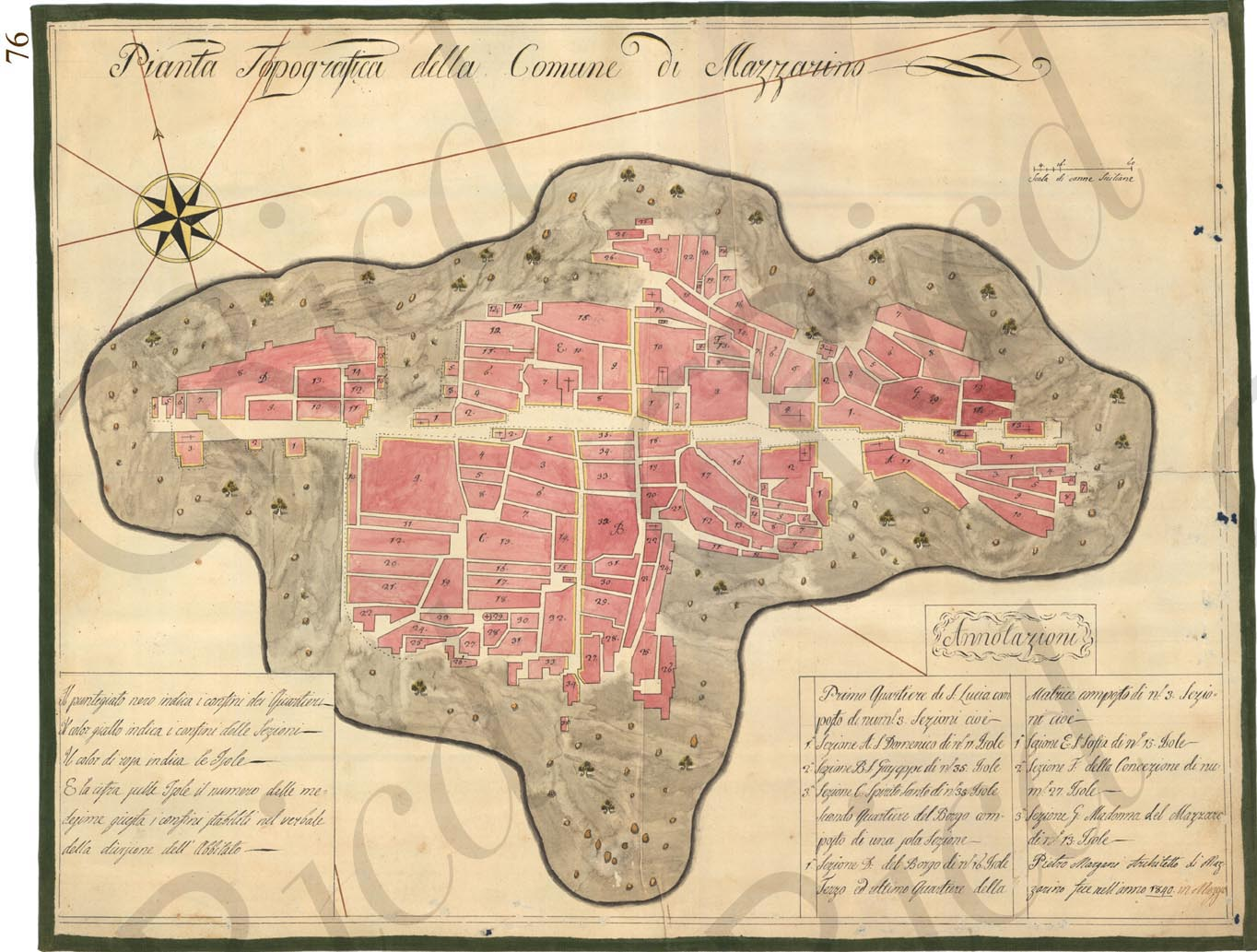
Mappa topografica comune di Mazzarino 1843

### Evoluzione urbanistica

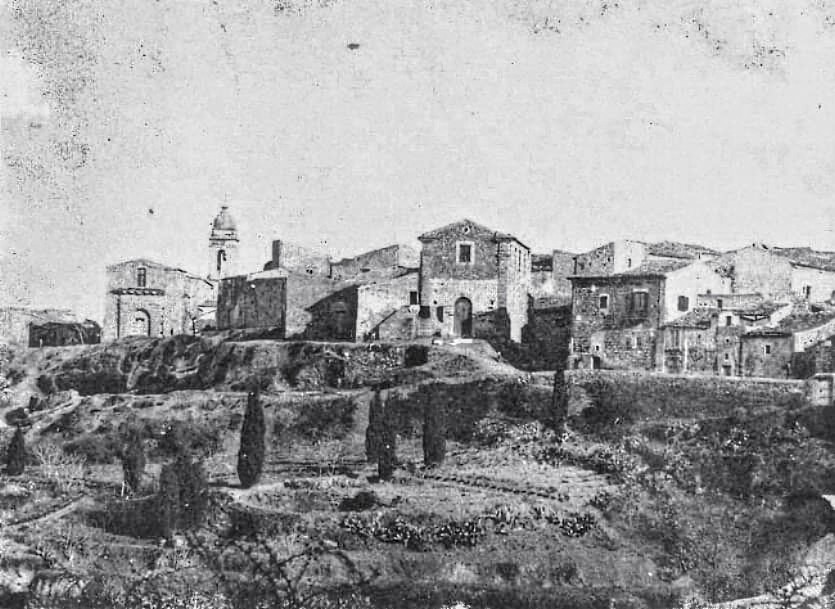
Quartiere Immacolata e Santa Sofia

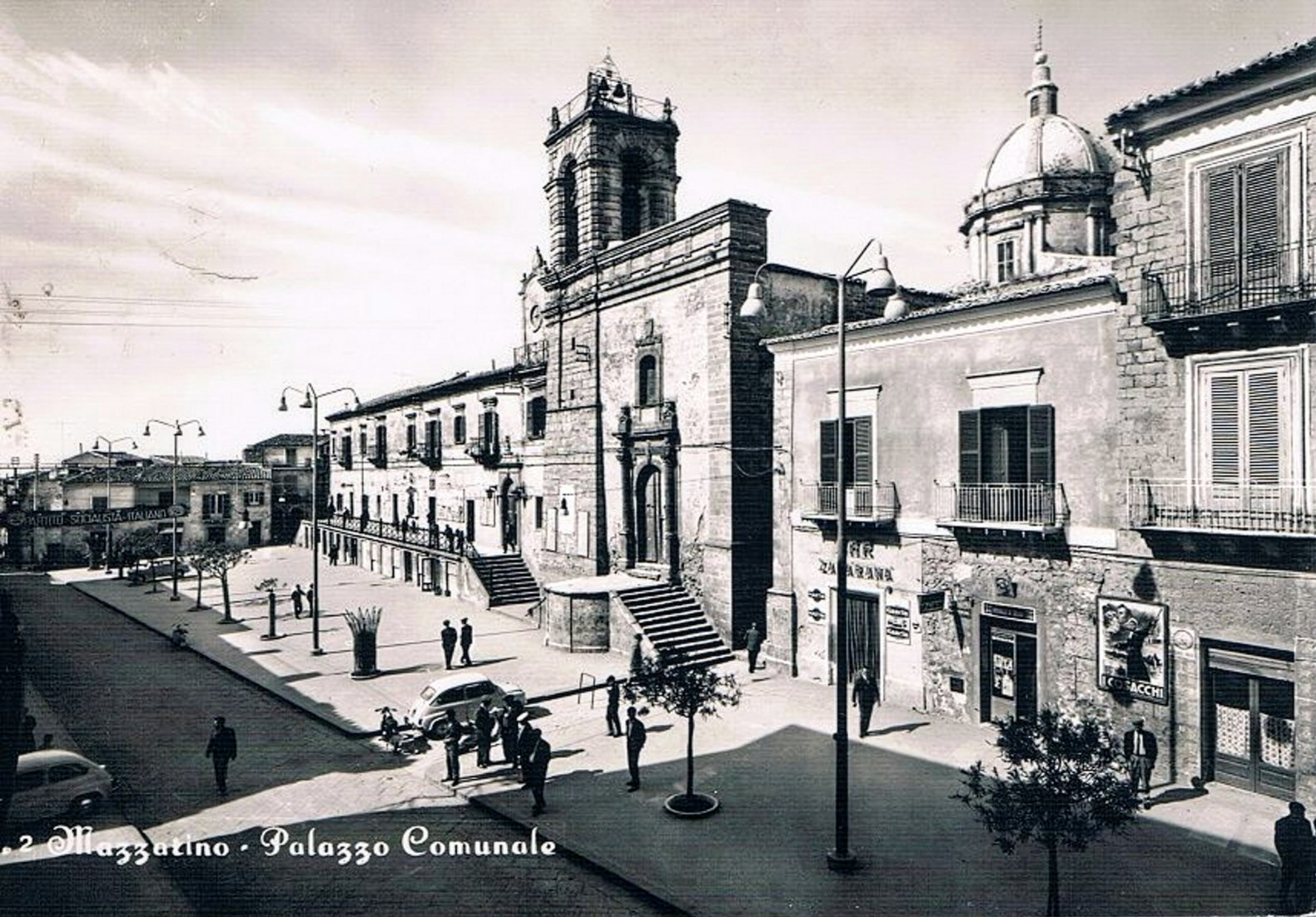
Convento carmelitani

In epoca normanna, la città di Mazzarino sorgeva al Piano delle Vigne, un'area pianeggiante a sud e a valle dell'attuale insediamento urbano, intorno alla Chiesa del Santissimo Salvatore (X sec). È stato ipotizzato che, nel corso del XII secolo, allorquando la città passò sotto la Signoria di Enrico del Vasto, cognato del Conte Ruggero e di Manfredi, con la costruzione della primitiva Chiesa di Santa Maria del Mazzaro, in seguito al ritrovamento della Sacra icona nel 1125, gli abitanti si siano spostati progressivamente dal Piano alla vicina collina Diliano (attuale centro), dove cominciarono ad insediarsi le prime abitazioni tra il Castello dei Signori e la nuova Chiesa, di stile normanno. Ne sono testimonianza la presenza di diversi edifici di culto sorti lungo l'asse che si diparte per l'appunto dal Castello alla chiesa di Santa Maria del Mazzaro, come quella di San Corrado, poi detta di San Francesco di Paola, quella di Sant'Agata o SS. Crocifisso dei Miracoli, e quella di Santa Maria di Odigitria (volgarmente detta d'Itria), oggi nota con l'appellativo Signore dell'Olmo, ricostruita nel XVIII secolo dopo il terremoto. Attorno a queste chiese si raccolse il più antico insediamento urbano. Sorsero così i primi quartieri.
L'evoluzione iniziale del centro urbano avvenne, presumibilmente, tra i secc. XII e XV, a partire dal Castello, sorto sui ruderi di un'ars romana.

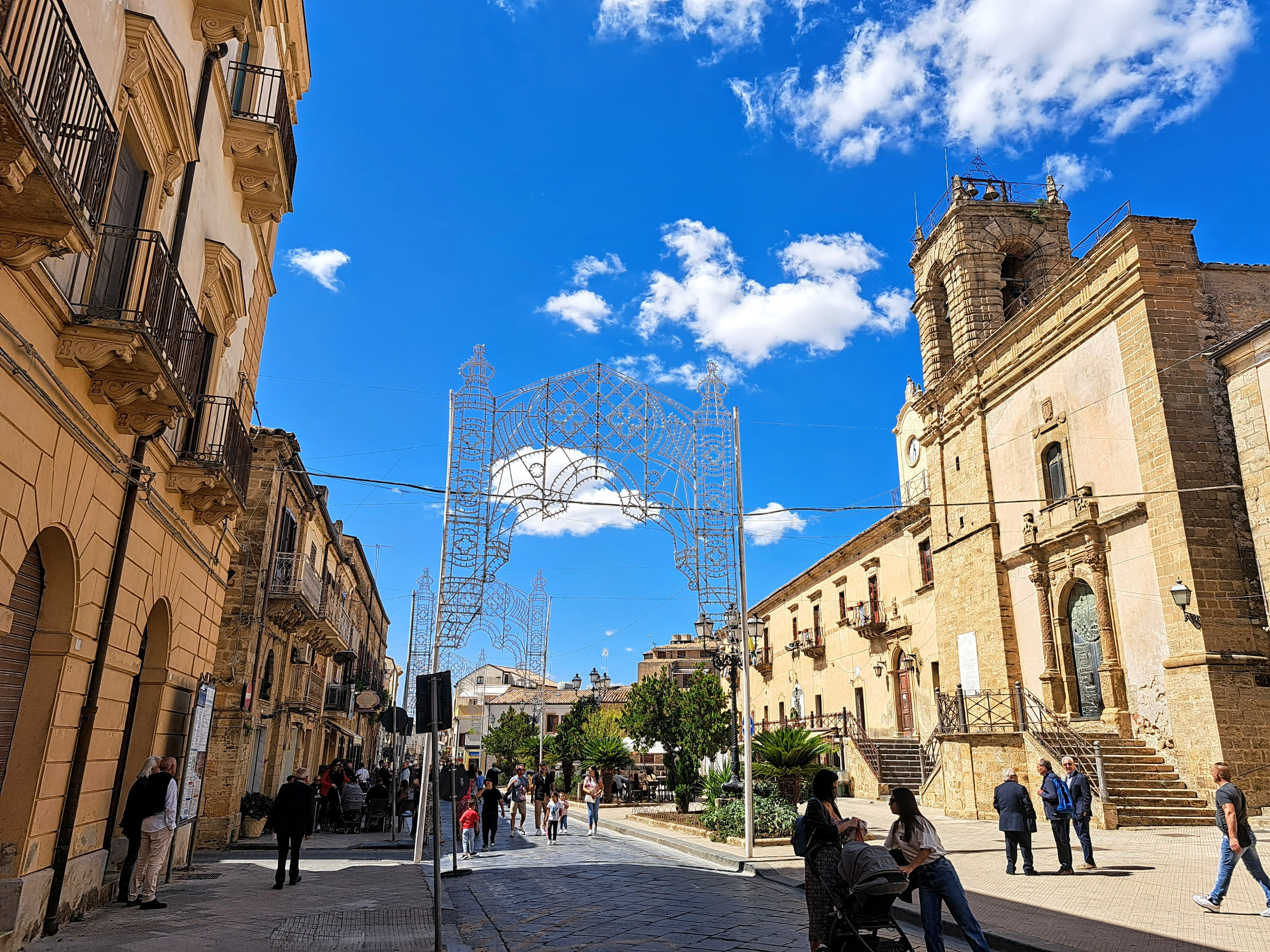
corso Vittorio Emanuele - piazza Vittorio Veneto

Accanto al Castello fu innalzata, fra le prime, la Chiesa di Sant'Agata seguita da quella di San Corrado, oggi San Francesco di Paola, di Santa Maria dell'Itria o Odigitria (a seguito dell'insediamento bizantino), di Santa Maria del Mazzaro (1154), di Sant'Ippolito, oggi Santa María di Gesù (1425), della Moschea di epoca saracena (1185) sulla quale troverà successivamente posto la Chiesa di Sant'Antonio Abate, del primo Convento dei Carmelitani (XIV sec.) nei pressi del Castello, di Santa Maria del Soccorso, oggi San Domenico, con l'annesso Convento dei Padri Predicatori Domenicani (1480), di Santa Maria della Catena (XIV sec.), oggi, Immacolata Concezione e, infine, della Chiesa di Santa Sofia (XIV sec.). Mentre alcune Chiese rimasero inizialmente isolate dal puto di vista urbanistico, quella di Santa Maria del Mazzaro venne circondata dalle prime abitazioni del nuovo nucleo abitativo.
La parte più antica di Mazzarino, dal punto di vista architettonico-urbanistico, è dunque quella che si formò intorno al Castello (XI-XII secolo), lungo lo stretto crinale tra i due opposti avvallamenti di Paraninfo (nord-ovest) e di Cannavera-Santa Caterina (est) e, successivamente (tra XII e XIV sec.), quella intorno alla Chiesa di Santa Maria d'Itria (Signore dell'Olmo) e di Santa Maria del Mazzaro. 

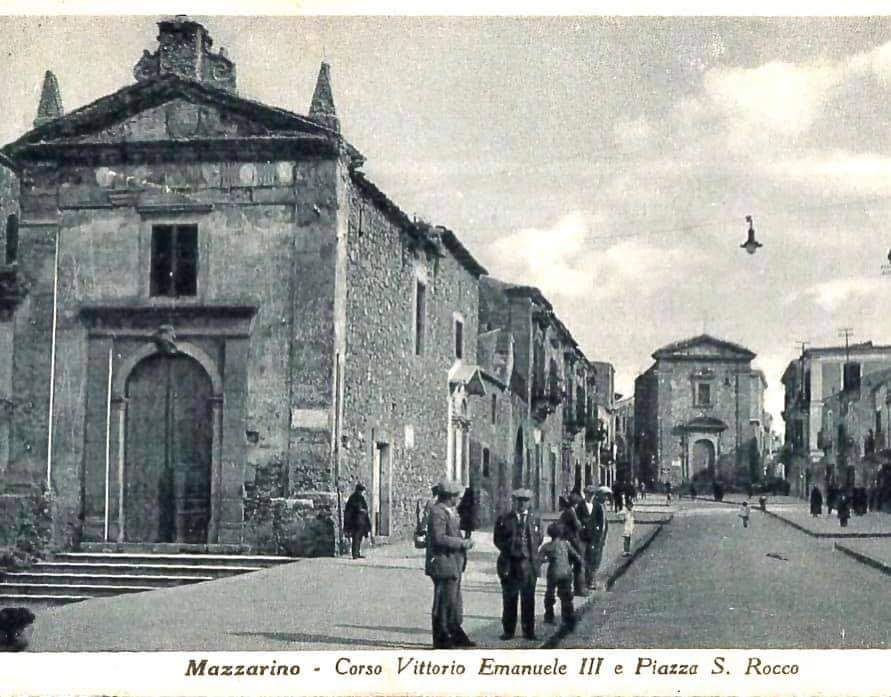
Chiesa di San Rocco

La parte centrale e nord-orientale della città si sviluppò, invece, seguendo la conformazione orografica del luogo; mentre più a valle del tortuoso e lungo Corso Vittorio Emanuele III, l'organizzazione planimetrico-abitativa, seppure a comparti ancora notevolmente frastagliati, andò progressivamente avvicinandosi alla tipologia dello schema ortogonale.

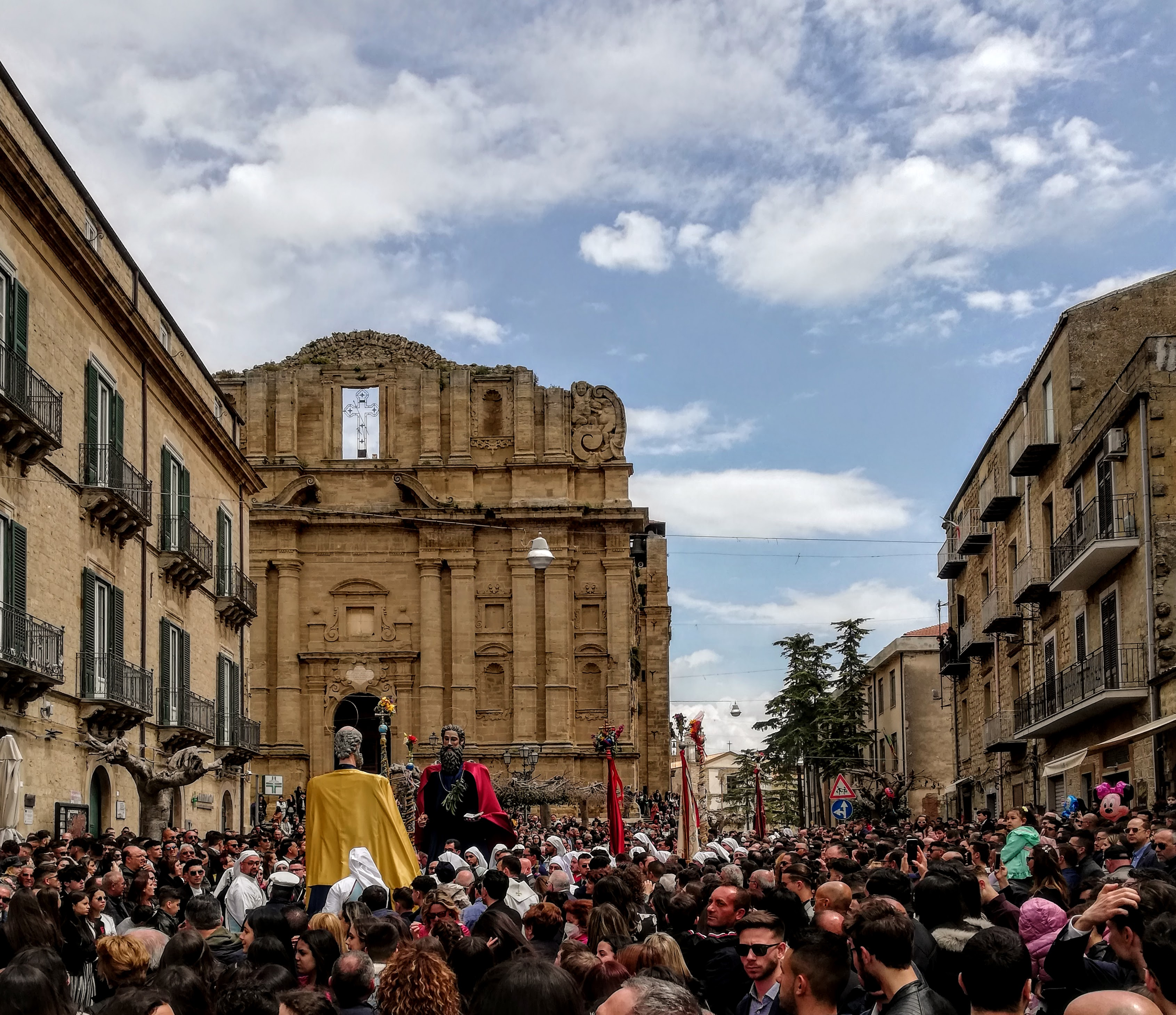
Piazza madrice - Palazzo Branciforti e chiesa Madre - XVII secolo

Tra i secc. XVI e XVII, con l'incremento della popolazione, aumentò il numero delle abitazioni, delle chiese e dei complessi monastici. Furono edificati il Convento dei Padri Cappuccini (1574), dei Padri Minori Osservanti (1573-1689), ai quali succederanno i Padri Minori Riformati (1689-1866), il Convento dei Padri Minimi Conventuali (1604), tutti del ramo francescano, la Chiesa di Santa Lucia (XVI sec.), di Sant'lgnazio (1693) e del Collegio dei Gesuiti (fine XVIl e inizi XVIII sec.), di Santa Maria del Carmelo (XVII sec.) e del secondo Convento dei Padri Carmelitani (XVII sec.), di Santa Maria della Neve (XVII-XVIII sec.), del Monastero di Sant'Anna con la Chiesa omonima (1670), del Palazzo dei Principi Branciforte (XVII sec.), della Chiesa di Sant'Onofrio, poi detta di Sant'Antonio Abate (XVI sec.), di Sant'Antonio di Padova (XVII sec.), di Santa Maria della Lacrima (XVI sec.), dello Spirito Santo (XVII sec.), di San Giuseppe (XVII sec.), e del Palazzo Adonnino (XVII sec.).
Nel XVII iI nucleo della città era raccolto intorno al Palazzo del Principe Branciforte, alla Chiesa di Santa Maria della Neve, al Collegio dei Gesuiti e al Convento dei Carmelitani. La superficie del centro abitato si era triplicata rispetto al primo nucleo di case attorno alla Chiesa della Madonna del Mazzaro.

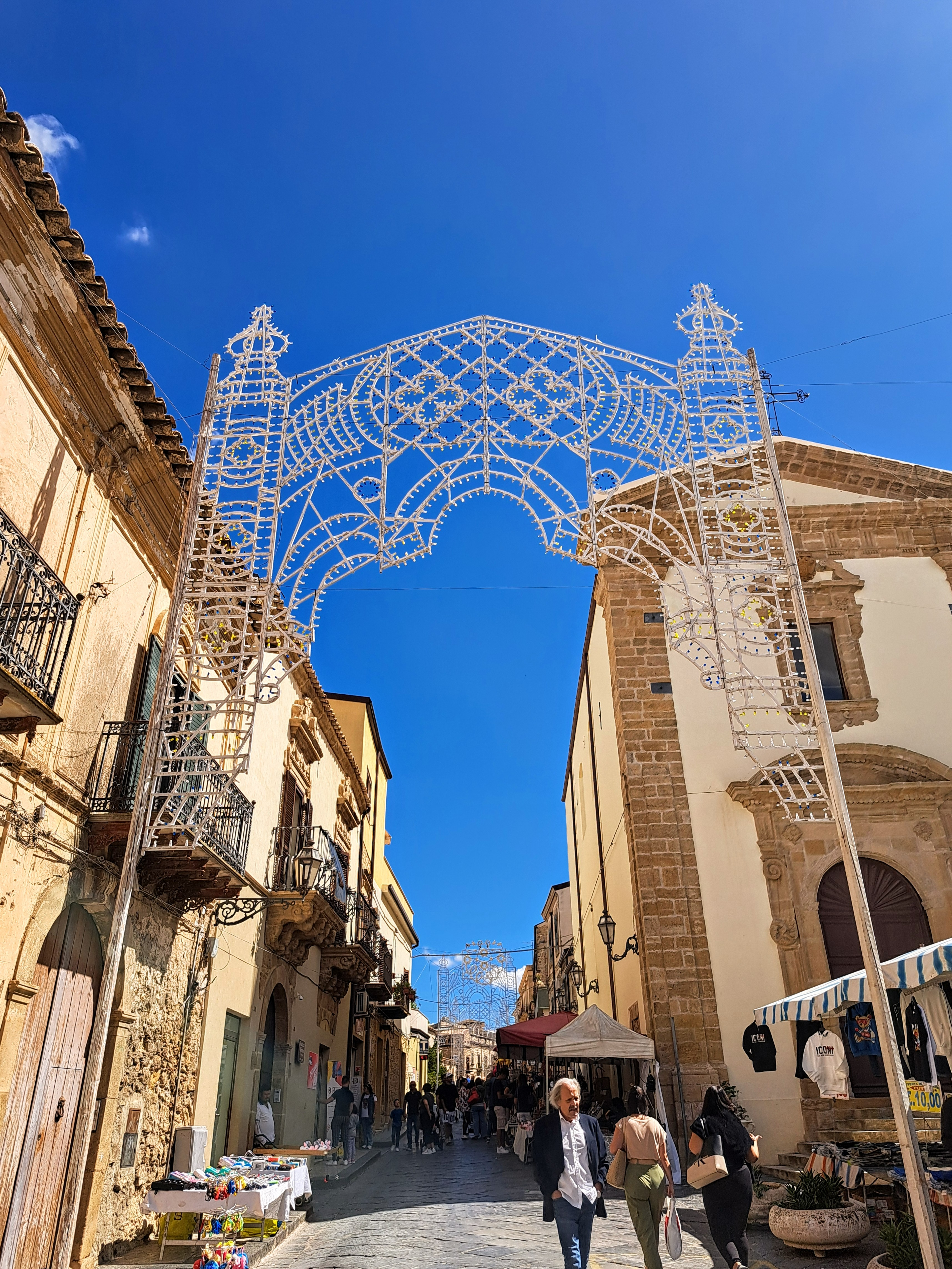
Corso Vittorio Emanuele - Santa Lucia

Nel XVIII sec. (la popolazione raggiunse 10 706 unità nel 1748), le abitazioni trovarono posto sul lato opposto al Convento carmelitano e in direzione nord-ovest, tra l'attuale via Caltanissetta e la Chiesa di Santa Maria di Gesù. Sorgono le Chiese di San Rocco e di Santa Maria della Pietà (non più esistenti), nonché il Palazzo del Marchese Bivona, del Barone La Loggia, del Barone Cannada, di Don Camillo Accardi, dei Perno, dei De Maria.
Nel XIX sec., benché la popolazione raggiunse le 15 000 unità sul finire del secolo, il tessuto urbano non si espanse particolarmente. In questo periodo, sorsero la cappella del Calvario (1812), del Signore Ritrovato, il Palazzo Giuseppe Perno, il Palazzo La Loggia-Bartoli, il Palazzo Alberti cui si aggiunge il Palazzo Adonnino, che viene acquistato incompleto com'era e viene portato all'aspetto attuale e il Palazzo Nicastro.
Solo nel corso del XX sec. l'abitato raggiunse l'estensione odierna.

#### Contrade
Intorno al centro abitato vi sono numerose contrade: Mastra, Ratumemmi,Contessa, gli ex feudi Piana, Balsi, Alzacuda, Porcaria, Sofiana, San Cono Sottano, Cimia grande, Bubbonia,Soprano e Sottano, Floresta, Finocchio, Cimiotta, Rafforosso Soprano e Sottano, Canalotto Soprano e Sottano, Gibiliscemi Soprano e Sottano, Ficari Soprano e Sottano, Castelluzzo e Manca del Toro, Castelluzzo Valente, Contrasto, Castelluzzo Lagnuso, Monte Formaggio, Castel Grassuliato, Salamone, Rigiurfo e gli ex feudi di Gallitano e Brigadeci.

## Economia

### Agricoltura e attività artigianali
È un centro prevalentemente agricolo, notevole è la produzione di grano, mandorle, uva, olive e carciofo.
Molto importante è inoltre l'allevamento di ovini e la produzione di prodotti caseari; e l'artigianato, e in particolar modo la lavorazione del legno e del marmo.
In passato si estraeva zolfo dalla Solfara Bubbonia.

## Infrastrutture e trasporti
La buona accessibilità alle principali reti stradali ed autostradali permette di raggiungere agevolmente ogni parte della Sicilia.

### Strade
Attraversano il territorio mazzarinese:
- la strada statale 190 delle Solfare (SS 190) raggiungibile mediante la strada statale 191 di Pietraperzia dal bivio Vigne Vanasco o anche mediante la strada provinciale 27 Mazzarino-Riesi. Termina qualche chilometro a nord di Gela, innestandosi sulla strada statale 117 bis . La tratta compresa tra il Bivio Vigne Vanasco e il Bivio Ponte Olivo fa parte del vecchio collegamento Caltanissetta - Gela. La statale 190 consente di raggiungere Gela e da questa Vittoria Comiso e Ragusa;
- la strada statale 191 (SS 191) che collega Mazzarino con Barrafranca, Pietraperzia e Caltanissetta. La statale attraversa l'abitato di Mazzarino e termina il proprio percorso qualche chilometro più a sud innestandosi con la strada statale 190 delle Solfare presso il bivio Vigne Vanasco.;
- la strada provinciale 27 Mazzarino-Riesi (SP 27)  che ha origine sulla strada statale 191 di Pietraperzia alle porte di Mazzarino, e prosegue in direzione sud-ovest attraverso contrada Fontanella. Superata la Portella di Pitta, sulla sinistra è ubicato l'abbeveratoio "Fontana di Pitta". Lungo il percorso vi si innestano la strada provinciale 254 Mastra-Contessa (per Barrafranca) e la strada provinciale 178 che la collega alla strada provinciale 7 Ponte Braemi-Le Schette. La strada termina sulla strada statale 190 delle Solfare in contrada Judeca (Butera), a quattro chilometri da Riesi e a qualche metro dallo svincolo Judeca sullo scorrimento veloce Caltanissetta-Gela SS 626 che consente di raggiungere l’autostrada A19 Palermo-Catania e da questa altre autostrade dell'isola;
- la strada provinciale 13 Mazzarino-Cimia (SP 13) che collega Mazzarino alla strada statale 117 bis Centrale Sicula nei pressi di San Cono. Risulta essere il tracciato più breve per il collegamento tra Mazzarino e i centri di Piazza Armerina e Caltagirone. A pochi chilometri dal abitato vi si distacca la strada provinciale 26 Mazzarino-Passo di Mastro Diego in direzione di Piazza Armerina, e circa un chilometro più avanti la strada devia verso sud-est raggiungendo e affiancandosi alla sinistra del torrente Porcheria fino all'innesto con la strada provinciale 126.
- la strada provinciale 26 Mazzarino-Passo (SP 26) di Mastro Diego (SP 26): Innesto con la SP 13 presso Gambellina — contrada Balsi — confine provincia di Enna presso passo di Mastro Diego;
- la strada provinciale 25 Mazzarino-Sophiana (SP 25): Innesto con la SP 13 presso ponte Porcheria — area archeologica di Sophiana — confine provincia di Enna presso contrada Sofiana;
- la strada provinciale 254 Mastra-Contessa (SP 254): Innesto con la SP 27 presso La Mastra - contrada Contessa - innesto con la SS 191 e la SP 255 presso contrada Baiatichi.

### Porti e aeroporti
Facilmente raggiungibili sono inoltre i principali Porti e Aeroporti (Catania Fontanarossa e Comiso Pio La Torre).

## Amministrazione
Di seguito è presentata una tabella relativa alle amministrazioni che si sono succedute in questo comune.
| Periodo          | Periodo          | Primo cittadino           | Partito                               | Carica              | Note   |
| ---------------- | ---------------- | ------------------------- | ------------------------------------- | ------------------- | ------ |
| 1946             | 1947             | Calogero Petralia         | Democrazia Cristiana                  | Sindaco             |        |
| 1947             | 1952             | Serafina Quattrocchi      | Democrazia Cristiana                  | Sindaco             |        |
| 1952             | 1954             | Filippo Siciliano         | Partito Comunista Italiano            | Sindaco             |        |
| 1954             | 1956             | Salvatore La Marca        | Partito Comunista Italiano            | Sindaco             |        |
| 1956             | 1960             | Salvatore La Marca        | Partito Comunista Italiano            | Sindaco             |        |
| 1960             | 1963             | Salvatore La Marca        | Partito Comunista Italiano            | Sindaco             |        |
| 1964             | 1966             | Arcangelo Fanzone         | Partito Comunista Italiano            | Sindaco             |        |
| 1966             | 1968             | Calogero Di Dio La Leggia | Partito Comunista Italiano            | Sindaco             |        |
| 1968             | 1968             | Giuseppe Scambiato        | Partito Comunista Italiano            | Sindaco             |        |
| 1969             | 1970             | Domenico Di Fatta         |                                       | Comm. straordinario |        |
| 1970             | 1975             | Giuseppe Scambiato        | Partito Comunista Italiano            | Sindaco             |        |
| 1975             | 1979             | Salvatore La Marca        | Partito Comunista Italiano            | Sindaco             |        |
| 1979             | 1980             | Maria Marino              | Partito Comunista Italiano            | Sindaco             |        |
| 1980             | 1986             | Salvatore Impaglione      | Democrazia cristiana                  | Sindaco             |        |
| 1987             | 1989             | Rocco Anzaldi             | Partito Comunista Italiano            | Sindaco             |        |
| 8 giugno 1989    | 18 giugno 1990   | Salvatore Impaglione      | Democrazia Cristiana                  | Sindaco             | [ 52 ] |
| 18 giugno 1990   | 14 ottobre 1992  | Salvatore Impaglione      | Democrazia Cristiana                  | Sindaco             | [ 52 ] |
| 2 dicembre 1992  | 7 agosto 1993    | Salvatore Alessi          | Democrazia Cristiana                  | Sindaco             | [ 52 ] |
| 7 agosto 1993    | 6 dicembre 1993  | Cataldo La Placa          |                                       | Comm. straordinario | [ 52 ] |
| 6 dicembre 1993  | 1º dicembre 1997 | Rocco Anzaldi             | Partito Democratico della Sinistra    | Sindaco             | [ 52 ] |
| 1º dicembre 1997 | 12 maggio 1999   | Salvatore Longone         | Alleanza Nazionale                    | Sindaco             | [ 52 ] |
| 12 maggio 1999   | 13 dicembre 1999 | Francesco Marsala         |                                       | Comm. straordinario | [ 52 ] |
| 13 dicembre 1999 | 28 giugno 2004   | Giovanni Virnuccio        | centro-sinistra                       | Sindaco             | [ 52 ] |
| 28 giugno 2004   | 23 giugno 2009   | Giovanni Virnuccio        | centro-sinistra                       | Sindaco             | [ 52 ] |
| 23 giugno 2009   | 27 maggio 2014   | Vincenzo D'asaro          | centro                                | Sindaco             | [ 52 ] |
| 27 maggio 2014   | 30 aprile 2019   | Vincenzo Marino           | lista civica                          | Sindaco             | [ 52 ] |
| 30 aprile 2019   | 12 giugno 2024   | Vincenzo Marino           | lista civica                          | Sindaco             | [ 52 ] |
| 12 giugno 2024   | in carica        | Domenico Faraci           | lista civica - "Ripartiamo Mazzarino" | Sindaco             | [ 52 ] |

### Gemellaggi
Cinisello Balsamo, dal 1971
 Grammichele, dal 2018